# 反對逃犯條例修訂草案運動
反對《逃犯條例修訂草案》運動（英語：Anti-Extradition Law Amendment Bill Movement；另外亦有其他稱呼）是香港一場於2019年3月開始、6月9日起大規模爆發的社會運動，導致逾萬人被捕。此次運動並無統一的領導，主要以社交媒體號召的方式組織。運動支持者以遊行示威、集會、靜坐、唱歌、吶喊、「三罷」行動、設置連儂牆、不合作運動、堵塞道路幹道、「起底」、「私了」、纵火、破壞指定目標商鋪及公共設施等一系列行為，要求香港政府撤回其提出的《逃犯條例》修訂草案以及實現「五大訴求」。前述草案容許將香港的犯罪嫌疑人引渡至中國大陸受審；反對者不信任中國大陸的司法制度，擔憂將嫌疑人引渡至大陸會出現不公平審訊的情況，損害香港在「一國兩制」及《基本法》下所列明的獨立司法管轄權地位。
早於2019年3月15日，香港眾志已於政府總部發起靜坐，要求撤回《逃犯條例》修訂。在3、4月間，民間人權陣線兩度發起示威遊行。6月9日，民陣再度發起遊行，稱有超过100万名市民參與，香港警方則表示最高峰時約有24萬人參加遊行。特区政府未接受游行訴求，继续推动修例。6月12日，於香港立法會继续將條例恢復二讀辯論，同日有四萬名市民在立法会大楼外示威，試圖阻止二讀程序，示威者不斷向警方投擲雜物、磚頭，與警方發生了激烈衝突，事後警方發布公告，將示威行動定性為「暴動」。而示威者則指警方濫用職權及使用過度武力。之後示威者提出「完全撤回《逃犯條例》修訂草案、撤回前述衝突的暴動定性、撤回所有示威者控罪、追究警隊濫權、行政長官林鄭月娥辭職下台」等「五大訴求」。6月16日，民間人權陣線發起更大規模的遊行，由于特区政府的不顾民意强推修例，再次引发了更多市民参与这次游行，組織者稱游行人数超过了200万人，是「香港有史以来参与人数最多的游行」；警方則估計，經原定路線遊行人數最高峰為33.8萬。7月1日遊行期間，部分示威者佔領立法會綜合大樓，其後並將林鄭月娥下台的訴求更改為「立即實現行政長官和立法會的真雙普選」，实现真正的民主普选诉求。
之後，示威者幾乎每週發起常態抗議活動。7月21日，遊行晚上發生了元朗襲擊事件，这次事件成为运动的标志性事件，也使运动发生转折，事件中警方被質疑與黑社會合謀發動襲擊，導致示威者与警方之间的衝突加劇。8月中旬，示威者兩度癱瘓香港國際機場。8月18日，民陣再度舉辦大規模和平集會，参与8·18集会的人数超过170万人。8月31日，太子站事件後令示威行動升級。9月4日下午，行政長官林鄭月娥宣佈四項行動，並動議撤回《逃犯條例》修訂草案，但拒绝成立独立调查委员调查警隊濫用暴力。10月1日，全港爆發激烈示威。林鄭月娥會同行政會議在同月4日引用《緊急法》制定《禁止蒙面規例》，禁止使用蒙面物品遮蓋樣貌，引起更大衝突。示威活動進入11月，隨著新一輪的三罷行動被發起，示威行動進一步升級，理大及中大兩所大學發生激烈警民衝突，多人受傷。在反修例运动爆發期間舉行的區議會選舉投票率達7成，逾294萬名選民投票，打破自回歸以來的紀錄。在這次選舉中民主派取得450席中的388席，赢得了超过86%的议席，民主派在选举中大胜。建制派和鄉事派则遭到史無前例大败。最終民主派得票57%，建制派得票41%，唯單一制下多數選區由民主派當選，但“四六比”格局并未根本改變。此外，因應這次示威浪潮，促使美國介入宣佈通過《香港人權與民主法案》。
選舉過後，为了争取五大诉求，運動继续进行。2019年12月，中国大陆爆发冠状病毒疫情，疫情在2020年1月下旬传入香港。受2019冠状病毒病疫情肆虐影响，反修例運動开始减弱，部份於農曆新年假期期間舉行的重要集會被多個主辦單位取消，各類型集會虽然仍繼續進行，但抗疫已慢慢成为焦点，因此也有舉行與抗疫相關的示威行動（如翠雅山房用作隔離營風波）。香港疫情在5月大致平息前，示威活動开始恢復。
2020年5月下旬，香港立法會恢復二讀審議並於6月4日通過《國歌條例草案》；另外第十三屆全國人大第三次會議在北京召開，會上通過由全國人大常委會繞過香港立法程序直接制定《維護國家安全法》的決定。6月30日，《港區國安法》在公眾尚未得悉條文内容下由全國人大常委會通過並刊憲生效，觸發反對者反彈和國際社會關注，促使美國宣佈取消對香港特殊待遇地位的承認及通過《香港自治法》。
截至2022年10月31日，警方在多場示威活動拘捕超過1萬人，年齡介乎11歲至84歲，被捕人士數字為香港歷年社會運動之最；其中有超過2,800人被檢控、2,100宗相關案件，包括被控暴動的750人，當中逾1170人被定罪。這場運動被視為香港自開埠以來最嚴峻的政治危機，甚於1967年、2003年、2012年、2014年以及2016年等。

## 運動命名
此場運動有多種簡稱，最常見的「反送中運動」的起源來自台灣《蘋果日報》，首次出現於4月27日的「民陣明遊行抗『送中』」新聞標題，其餘為香港傳媒廣泛使用的簡稱列有「反修例運動」、「反修例風波」、「反修例風暴」、「反引渡條例修訂」等。6月13日開始，壹傳媒旗下媒體等個別傳媒將運動稱為「逆權運動」。自10月4日起，壹傳媒旗下媒體開始稱運動為「抗暴之戰」。香港浸會大學協理副校長（外務）楊志剛和部分傳媒亦稱呼是場運動為「洋紫荊革命」。英國《金融時報》編輯定名“Water Revolution”，意源為示威者奉行著李小龍“Be water”哲學理念為策略，香港網友將其翻譯為「流水革命」或「夏水革命」，又或直稱「時代革命」。香港中文大學教授周保松稱自由理念為運動的核心價值，倡議將運動命名為「自由之夏」。另外，由於事發時正值己亥年，因此亦有人稱為「己亥香港事變」。
多數香港英文及非華語媒體（包括南華早報）則多以「Hong Kong protests」或「Hong Kong anti-government protests」概稱是次運動 。浸大應用倫理學研究中心主任羅秉祥形容運動為「香港内戰」。
港府在2020年8月8日中英文聲明中稱為「反政府動亂」及「anti-government riots」。中華人民共和國官方媒體（如新华社）和香港親中媒體（如《大公报》、《文匯報》）定性事件為「修例风波」。7月開始，官媒稱運動有「美国在香港策动的『颜色革命』」的嫌疑，這導致了後來一些中國大陸的媒體開始直接以「颜色革命」來形容這場抗爭運動。部分大陆媒体有时用“香港暴力示威”称呼运动。而多数中国大陆民众一般则以「香港暴乱」称之。而因示威者所用暴力顯著升級，亦有親中媒體稱是次運動為「Hong Kong Riot」，可譯為「香港暴動」或者「香港騷亂」。前立法會建制派議員王國興等人、部分媒體如《大公報》直接蔑稱運動為「曱甴之亂」。自2019年10月起，親中人士、政府和建制媒體將這場示威簡稱為「黑暴」或「黑色恐怖」，意為以黑群示威形式出現的「黑色暴力」。

## 事件背景

### 修訂法案

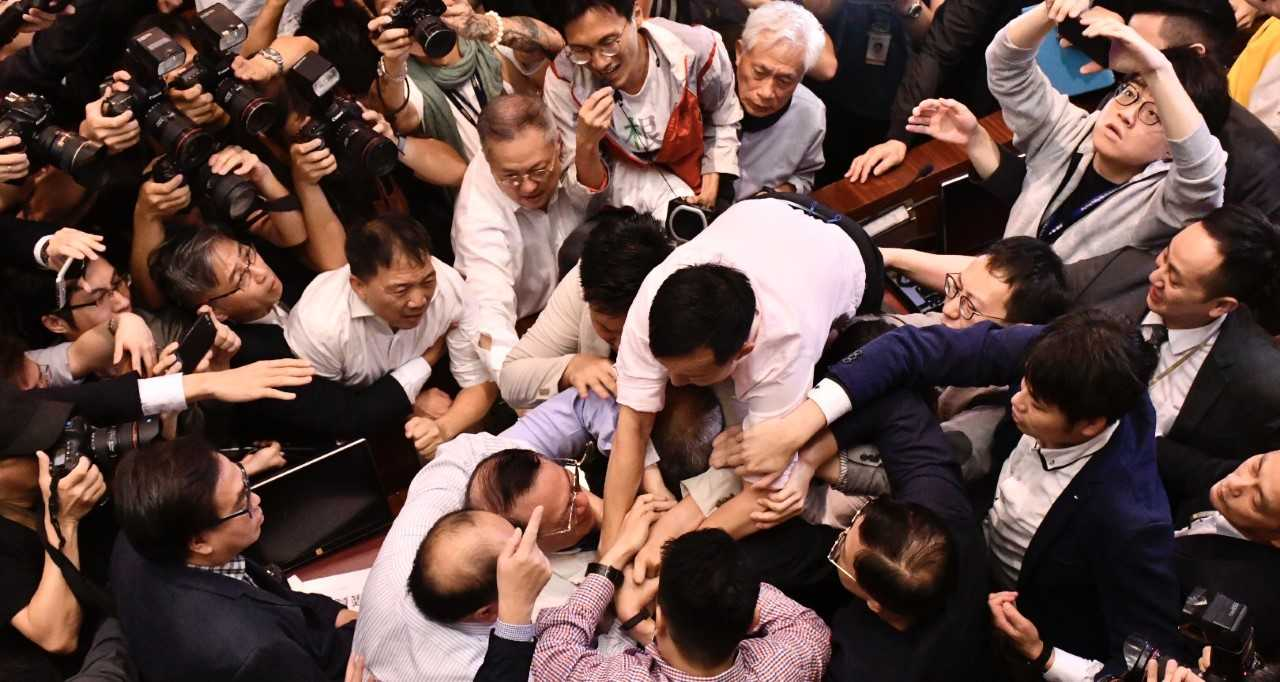
2019年5月，在香港立法會，建制派及民主派議員就《逃犯條例》修訂草案議程發生衝突

2018年2月，香港青年陳同佳在臺灣殺害女友潘曉穎，並以行李箱棄屍新北市。由於男方已回到香港，香港警方不能以謀殺罪行起訴，引發網友熱議。該命案凸顯香港雖與20個國家簽署長期的逃犯引渡協議，但與台湾之間存在著司法互助的漏洞。而香港特別行政區政府在推動修法時，以一個中國原則為由将中国内地也纳入修例范围，意味着港人在修例通过后有可能被移交到中国内地。香港政府的說法是基於這次命案針對相關情況推動《逃犯條例》修訂草案，表示修訂條例旨在填補司法漏洞，避免香港成為「逃犯天堂」。但由於香港民主派人士普遍不信任中國大陸的司法制度，因此引發一系列政治僵局與大規模抗議活動。针对这次修例的深层原因，有媒體援引北京消息人士报道称，香港政府推動修例是受北京政府授意，是2019年2月在中共中央紀委的倡議下提出。由於孟晚舟被捕使得北京政府在管辖权顺序上居于劣势，其为求反制以致希望在香港掌握类似的法律筹码，将“触犯中国法律”而身处香港的中国人及外国人移送至中国内地受审。惟香港政府已在多個場合否認消息。
修訂草案允許將香港的犯罪嫌疑人引渡至中國大陸司法管轄區受審。台湾方面表示，曾多次就各類犯罪案件向香港提出調查取證等司法互助請求，均未獲港方回應，雖希望建立臺港各類司法互助協議，但修例將導致「任何身在香港之人，均可能被送至中國大陸接受刑事調查及審判」，故而反對修例。香港工商界、金融界、學術界、媒體界、法律界等多個行業亦均提出反對意見，擔憂修訂草案削弱香港在「一國兩制」下的獨立司法管轄區地位，及條例將成為壓制不同政見的工具。在立法程序上，由於無法選出建制派和民主派都承認的主席，香港立法會出現兩個處理修訂草案的法案委員會。兩個委員會分別獲得民主派議員和建制派議員支持，雙方僵持不下，並有多名議員在議會衝突中受傷。
面對公眾的憂慮，行政長官林鄭月娥與官員並未妥善回應。根據《明報》在5月底至6月初的輿論調查，有47.2%受訪市民反對《逃犯條例》修訂草案；而草案若設有「港人港審」機制，支持率上升至過半的54.5%。與此同時，歐洲與美國的政商界和國際社會，亦廣泛關注《逃犯條例》修訂草案，甚至指責這將會威脅到香港在國際上的「特殊地位」，使香港喪失自身的優勢。

### 陸港矛盾

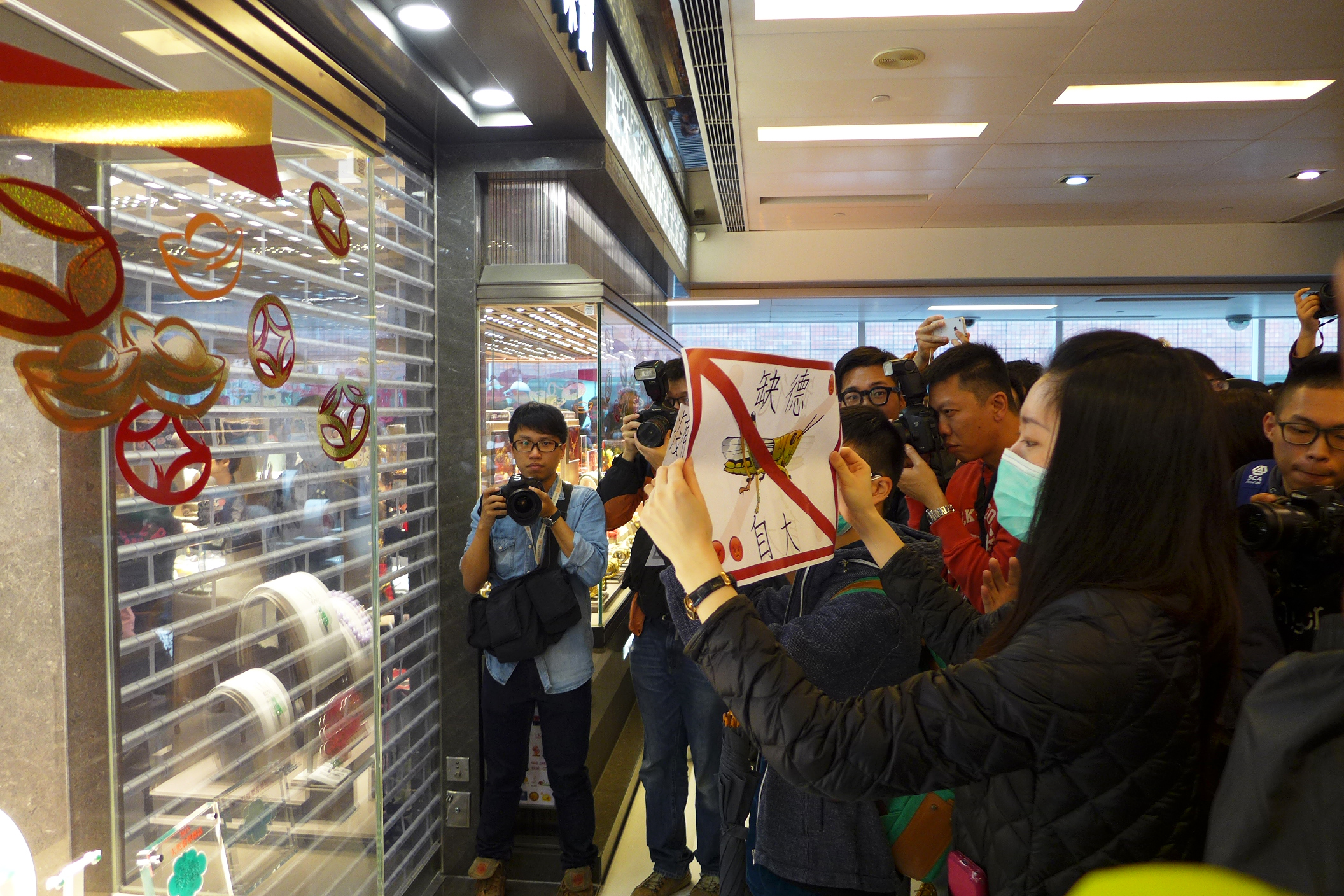
圖中的示威者正在向六福珠寶店舖內的大陸遊客展示「缺德、自大」標語，標語中間顯示的蝗蟲暗指湧入香港、不守法和不文明的大陸遊客

在1997年香港主權移交後，香港政府与中國大陆合作日渐增多。透過基礎設施的建設，香港政府使雙方關係更加緊密。隨著陸港雙方經濟上的合作逐漸密切之後，雙方進一步的探索深入的合作方案，然而港人對於此次修例有相当大的忧虑。香港政府在处理与中國大陸有关事项时，被指不理会民意，甚至批評香港政府是中國政府的傀儡；進而對中國大陸產生排斥感。
從2010年代開始，中國政府對於香港事務的干預被認為日益加深，繼而催生本土主義甚至「香港獨立」等激進思想以回應中國對香港的政治及文化上的侵略。這些爭端及本身存在的經濟問題最終造成了大型的社會運動，如在2014年發生的雨傘革命。以上情況也體現在身份認同上；香港民意研究所作出的身份認同調查中，由2008年起香港市民對「香港人」的認同度整體持續上升、「中國人」則是不斷下降。香港政府雖然嘗試透過引入「國民教育」，灌輸學生對中國的民族自豪感，然而在遭到抗議後不了了之。另一方面，由於香港和中國大陸在自由行、水货客等引发的矛盾，促使香港本土運動與香港獨立運動出現了一定聲量。
在2019年6月初，香港舉行年度的維園六四燭光晚會，以紀念「六四事件」三十週年。從《逃犯條例》修訂草案到對「佔中九子案」有罪裁決，香港民眾對於司法環境亦累積疑虑與不安；加上中港矛盾日益嚴重、本土主義抬頭，最終將抗議目標指向了此次《逃犯條例》修訂草案。

### 經濟問題與社会矛盾

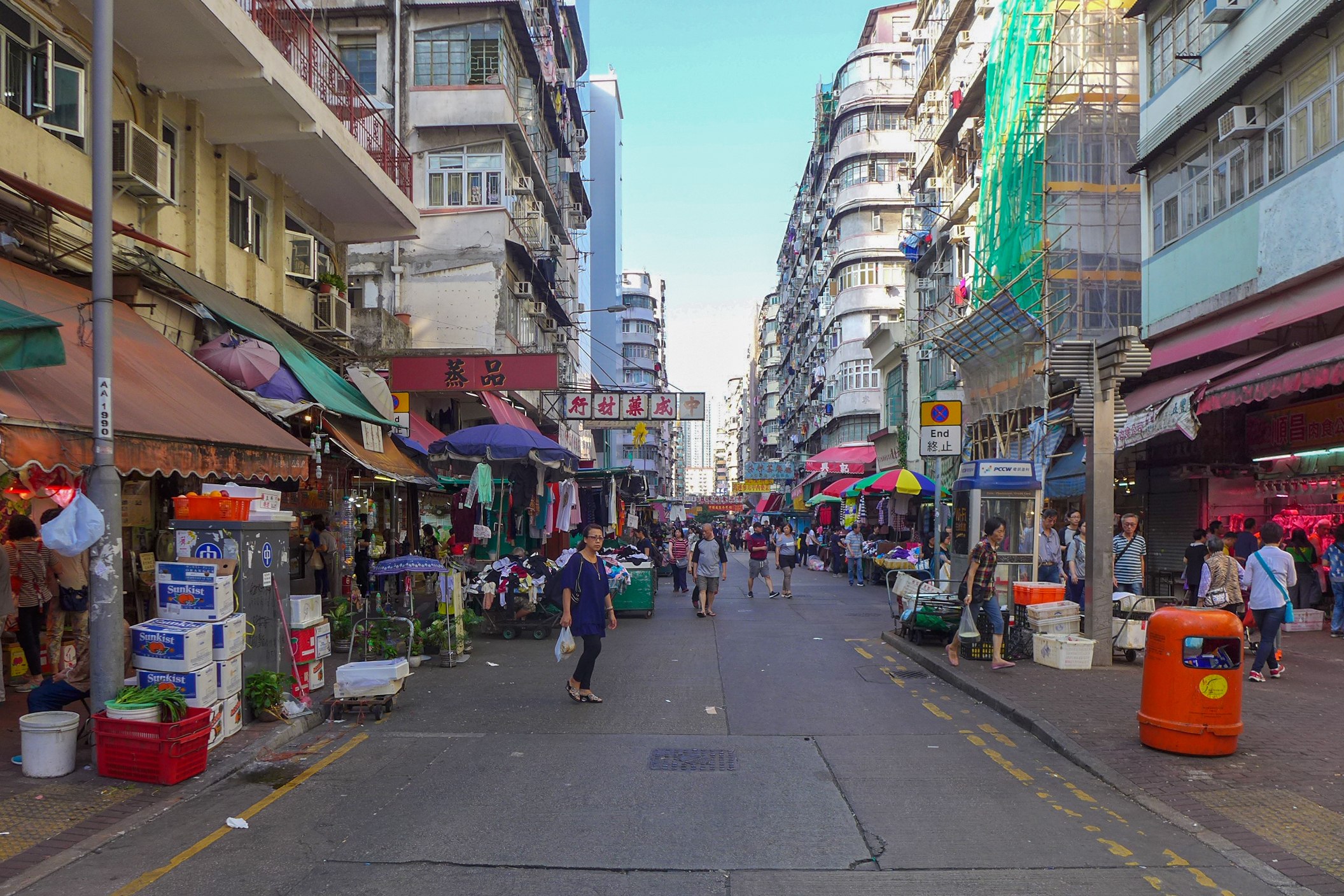
深水埗北河街兩側可見唐樓，這些唐樓部分環境衛生惡劣，大部分都被以劏房的形式租出、住宅面積較少。而根據統計處在2018年進行的調查，當時的香港約有20.97萬人居於劏房；這些劏房的租金中位數達4,500元，遠高於全港家庭住戶租金中位數的2,180元

雖然香港被視為是亞洲的國際金融中心，但較高的通貨膨脹率和貨幣升值，導致其在全球生活成本中名列第四位。香港去工業化後轉向知識型經濟發展高科技工業不盡如人意，2009年推動未來發展的六項優勢產業，但亦未能改變產業單一化，根據統計處數據在2017年，金融及保險、地產相關行業分別佔本地生產總值19%和20.4%；反觀零售、餐飲、住宿服務業僅佔3.2%、2.2%和1.1%，但金融及保險業雖只有6%就業人口，從業員在2018年的工資中位數達2.7萬元，平均薪金從1999年至今累積增長達161%；相比之下，雖然零售、餐飲及住宿服務行業養活15%就業人口，但工資中位數僅僅稍高於1.3萬元，不及金融業的一半。
香港的贫富悬殊也在近年严重加剧，住户收入基尼系数由2006年的0.533上升至2016年的0.539，远超0.4的警戒线。2016年全港贫穷家庭数目超过53万户，贫穷人口高达130万，贫穷率约达二成。其中65岁或以上的贫穷长者人口超过39万，贫穷率为36.6%。全港最富裕的10%住戶的每月收入中位数是最贫穷的10%住户的43.9倍，已经达到“极端贫富悬殊”的程度。然而香港政府的政务司司长张建宗认为在贫穷问题上港府并没有做得不够，而是人口老化和经济发展等情况造成的。
根據香港城市大學的調查，在《逃犯條例》修訂草案引發大規模示威抗議前，香港年輕人的幸福感已經輸給新加坡同齡人。在2014年雨傘革命後，梁振英政府把抗議爆發歸咎於房屋和社會流動問題；香港理工大學應用社會科學系助理教授鍾劍華則認為其政府忽略政制發展對於施政的重要性，單純執行經濟政策無法化解社會矛盾。由於長期積壓的政治、經濟、民生等深層次社會矛盾得到政治的刺激，例如房屋和土地供應、貧富懸殊、向上流動困難、經濟結構單一、地產霸權、社會公義、及公眾參與決策等，讓越來越多不滿的香港人對於前景感到失望，有些人開展了示威，部分人則是選擇移民。

## 運動組織

### 訴求理念

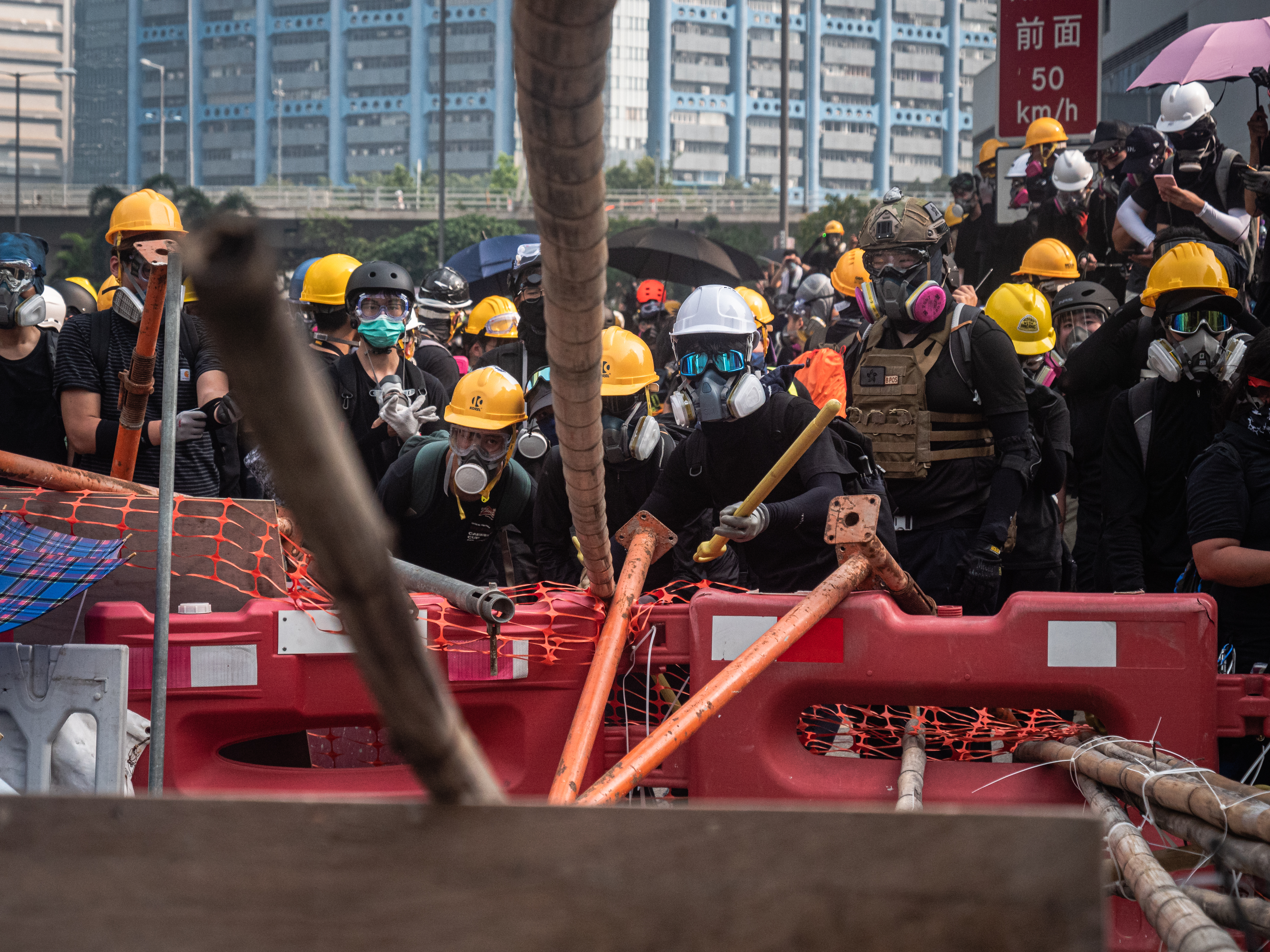
許多抗議者配備頭盔、眼罩、口罩來遮住面部。由於他們大多身著黑衣，因此常被代稱為「黑衣人」

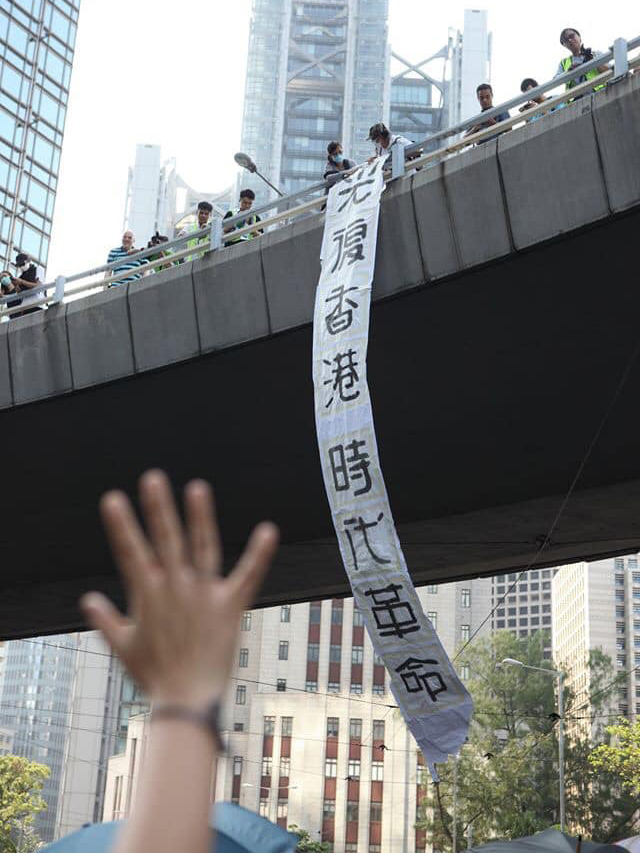
示威者在「光復香港，時代革命」旗幟下，比出象徵「五大訴求」的手勢

最初示威者的首要抗議對象為《逃犯條例》修訂草案，並以「反送中」為主要口號。其後，民間人權陣線與示威者提出完全「撤回」《逃犯條例》修訂草案、撤回「暴動」定性、釋放被捕者且撤回控罪、成立獨立調查委員會追究警隊涉嫌濫用武力的問題、行政長官林鄭月娥辭職下臺等五大訴求。在佔領立法會後，示威者則將林鄭月娥下臺訴求改為實現「雙普選」，即立法會和行政長官均由自由的直接選舉產生，成為運動的轉折點。之後示威者將抗議活動擴大為表達一系列政治和社會不滿的運動，運動焦點也轉往關注警察濫權。
在運動過程中，抗議者汲取2014年並未成功的「雨傘革命」中的經驗教訓，試圖藉由直接行動影響公眾日常生活，並贏得支持。抗議者還引用香港武術偶像李小龍的名句「Be water」（像水一樣）互相鼓勵，當中抗議者們亦會互稱為「手足」，而隨著反修例運動的发展，運動出現「光復香港，時代革命」等口號。

### 行動方式

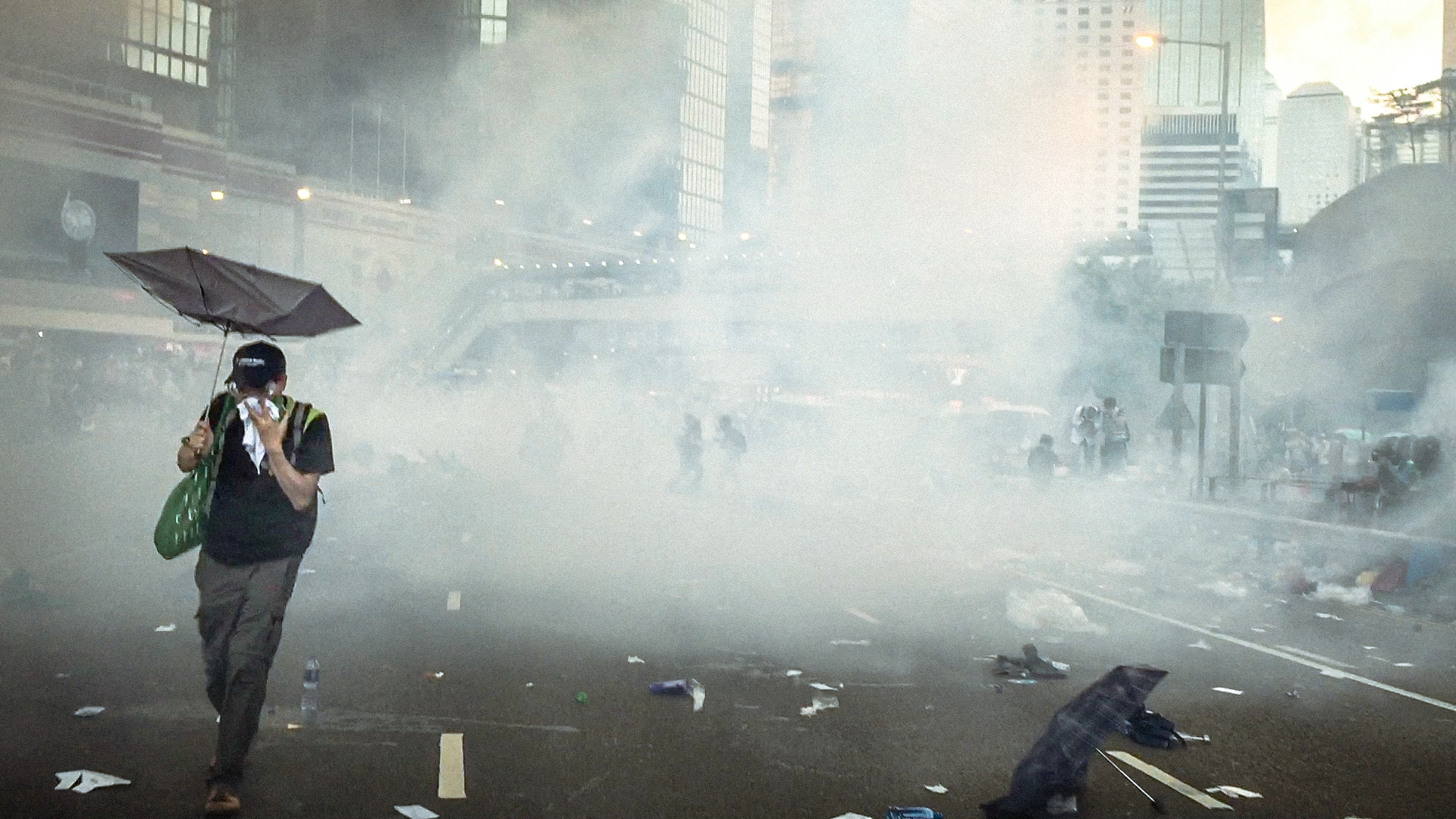
2014年9月，由佔領中環演變成的雨傘运动，其經驗對後來反修例運動示威者有所影響，他們改採避免對峙的手段，採用游擊戰等方式

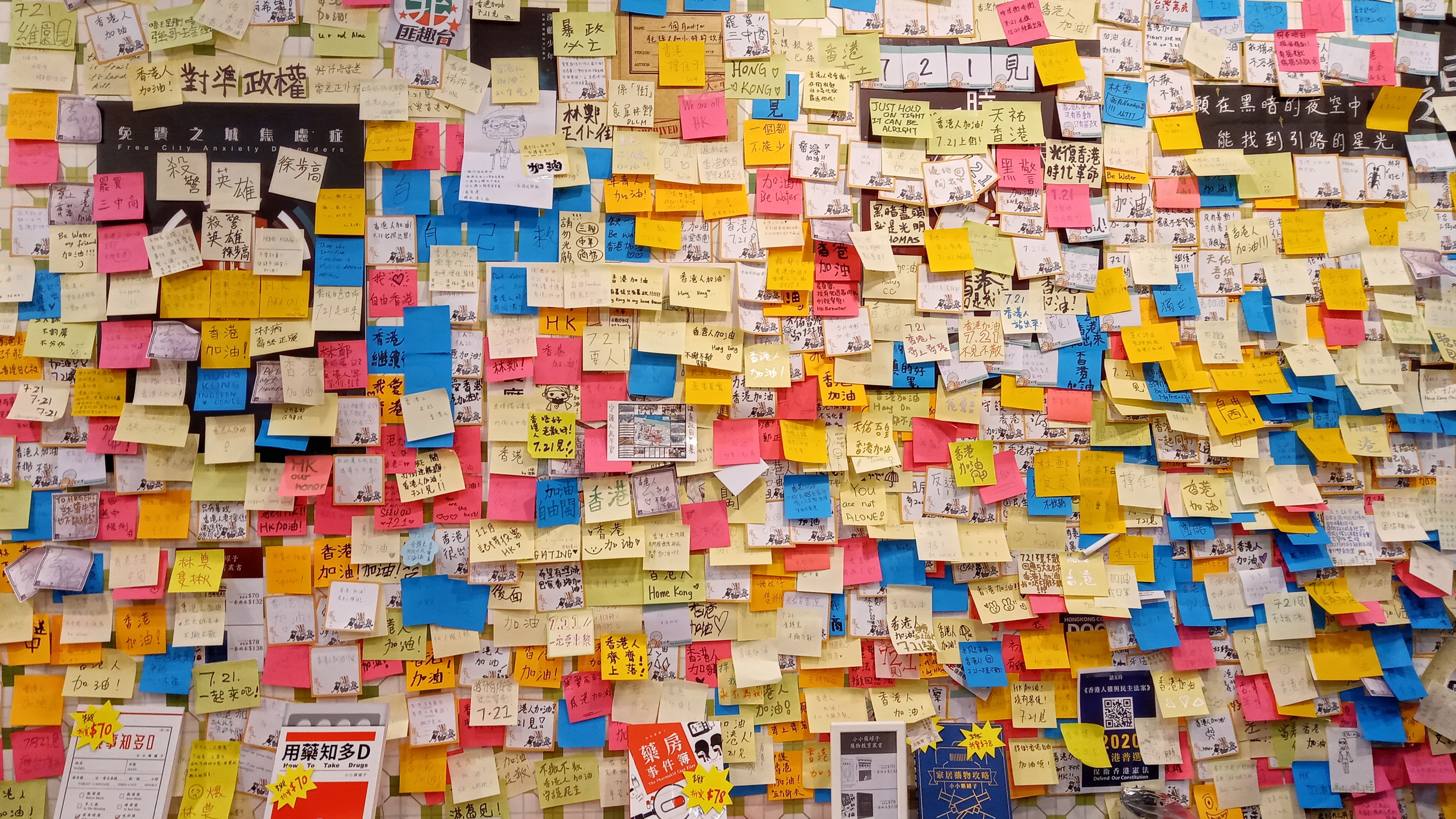
在運動期間，多個地區出現張貼標語、便利貼的「連儂牆」

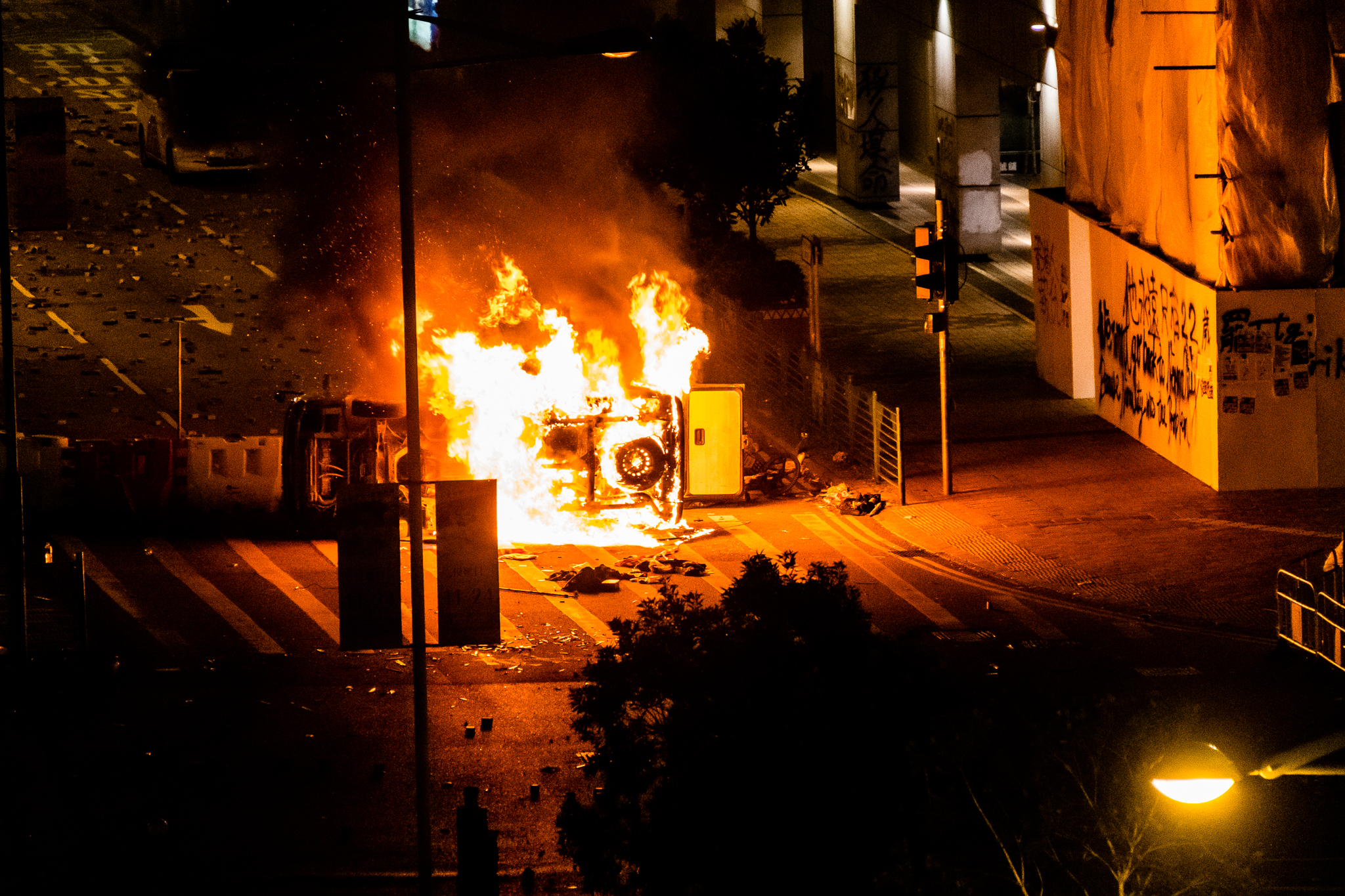
縱火在反修例示威中是示威者常用的抗議方式

除了民間人權陣線舉辦傳統的集會遊行活動外，大部分抗爭始終是沒有代表群眾的領導人和組織的自發運動，該示威運動模式又被稱作「無大臺」。在沒有明顯統一的組織帶領和呼籲下，示威者透過網際網路平臺號召發起各式抗議活動，不過該模式也導致政府難以確定對話的對象。示威組織者主要透過LIHKG討論區、Telegram、社群媒體、口耳相傳等，傳播有關抗議和其他公民不服從行動的訊息。示威者和警察都把識別面部和身份變成一種工具。其中，政府試圖藉此追蹤運動的領導者。許多抗議者學會避免被警方追究責任，配備頭盔、護目鏡、口罩遮住面部，或用噴漆擋住監控攝像機的鏡頭。而隨著淘寶網、京東限制販賣，示威者只能從中國大陸以外的地區購買示威裝備。示威者還會使用雷射筆射向建築物和警方；警方指這是一種武器，一度成為抗爭運動的爭議焦點。
在多個地區出現張貼標語、便利貼的「連儂牆」，各界市民也先後發起接力絕食、擁抱路人、迷你放眏會等相關行動。抗議者發展出許多流行文化、標語和藝術創作，例如向日本动漫电影傳統致敬、許多融入電影情節的口號和媒因、或傳播百老匯音樂劇《悲慘世界》歌曲《你可聽到人民的歌唱？》，佩佩蛙也成為抗議活動的標誌。有網友發起在各國報章登廣告的群眾募資，亦有網友開設使用「長輩圖」的「保民生抗修例大聯盟」專頁宣傳。隨著許多香港基督教信徒參與抗議，由於警方較難驅散宗教集會，一些抗議者建議吟唱基督教讚美詩《唱哈利路亞》，將該歌曲視為示威的主題曲。
在7月21日，遊行後發生了元朗襲擊事件，这次事件成为运动的一个标志性事件，也使运动发生转折，示威者与警方之间的衝突加劇。後續的示威抗議往往從一開始的和平示威演變成激烈的警民衝突，示威者開始投擲燃燒彈、縱火与警方对峙。而警方也使用警棍、胡椒噴霧、催淚彈、橡膠子彈、布袋彈等武器。隨著抗議策略逐漸升級、立場趨向極端，及開始向中華人民共和國政府發出挑戰，抗議者與警方之間的暴力衝突不斷升高，因而越来越多香港市民对抗议活动表示反感；佔領立法會的行動也造成抗議者之間的分歧。警方與示威者在激烈對峙下發生衝突。而在8月6日，示威者首度發起民間記者會。
許多示威人士是高中或大專院校學生，認為抗議活動是為了自中華人民共和國政府獲得表面上自治進行的「最後戰鬥」，同時也有中產階級居民參與示威活動。根據現場訪問調查，運動由年輕人主導，大部分來自20歲至30歲年齡層，男性比例高於女性；參與者的教育程度普遍偏高，大專院校以上學歷達80%，大多將自身歸類在中產階級或下層階級。溫和民主派在運動中比例較高，近半數以上參與者曾投入雨傘運動，亦有許多人是第一次參與社會運動。而截至目前，有9人因為運動自殺死亡。

## 運動過程
初期抗議；法案委員會衝突（2019年3月至6月）
「守護香港反送中」大遊行；金鐘衝突；暫緩修訂條例；梁凌杰墜樓；616大遊行；圍堵政府機關；撐警集會（2019年6月）
七一佔領立法會；抗議活動擴散；新城市廣場衝突；元朗白衣人襲擊民眾事件；示威者衝擊中聯辦；元朗遊行被禁；728港島遊行衝突；「守護香港」集會（2019年7月）
示威遍地開花；公務員集會；包圍警署；「旺角再遊行」；「8‧5三罷行動」不合作運動及多區示威；機場集會及多人遭示威者攻擊；8月11日抗議、示威者疑遭警布袋彈擊中右眼、太古站衝突；香港之路；8‧24觀塘衝突；8‧25荃灣遊行衝突、警察首次使用實彈；8月31日多區遊行衝突、太子站警民衝突（2019年8月）
9月1日、7日機場示威；學界大罷課；政府宣布撤回修例；淘大商場衝突；9‧15北角、炮台山衝突；9月29日反極權大遊行；「社區對話」（2019年9月）
國慶日多區示威衝突、示威者遭警察槍擊；政府引用緊急法頒佈禁蒙面法、多區示威；反極權反緊急法大遊行、深水埗的士撞擊示威者；10月13日多區示威；大埔中學生派傳單遭內地男子持刀襲擊；10月20日九龍遊行、水砲車攻擊清真寺事件；屯門衝突；萬聖節示威（2019年10月）
11月2日集會；11‧3多區示威、太古城流血衝突、周梓樂墮樓身亡；又一城警民衝突；11月「三罷」行動及多區示威衝突、西灣河示威者被警察開槍擊中、馬鞍山黑衣人縱火燒人、葵芳交通警衝撞市民、上水老翁被磚塊擊中身亡；全港學校停課；中文大學衝突；理工大學被警察圍困兩星期、週邊地區爆發衝突；油麻地清場期間發生踩踏事故；高院裁定政府援引緊急法違憲；區議會選舉民主派大勝（2019年11月）
毋忘初心大遊行；12‧8國際人權日遊行；大埔開槍事件；12月24日聖誕節示威；除夕夜之路（2019年12月）
元旦大遊行；教育界集會；1‧19「港共受刑，天下制裁」集會衝突；限聚令實施；和你唱、和你shop行動；母親節示威；5‧24反國歌法、國安法大遊行；5月27日示威（2020年1月至5月）
金鐘衝突一週年示威；元朗和你shop；港區國安法通過；2020年七一遊行；民主派初選；元朗襲擊事件一週年示威（2020年6月至7月）
8月11日和你Sing；太子站襲擊事件一週年示威；立法會選舉押後、9‧6九龍大遊行；10‧1中秋節銅鑼灣示威；中文大學示威（2020年8月至12月）
民主派媒體高層及人士被捕；「完善」選舉制度；2021年香港七一遊行被禁、銅鑼灣刺警案；國安法時代移民潮（2021年1月至今）

## 各界反應

### 政府政界

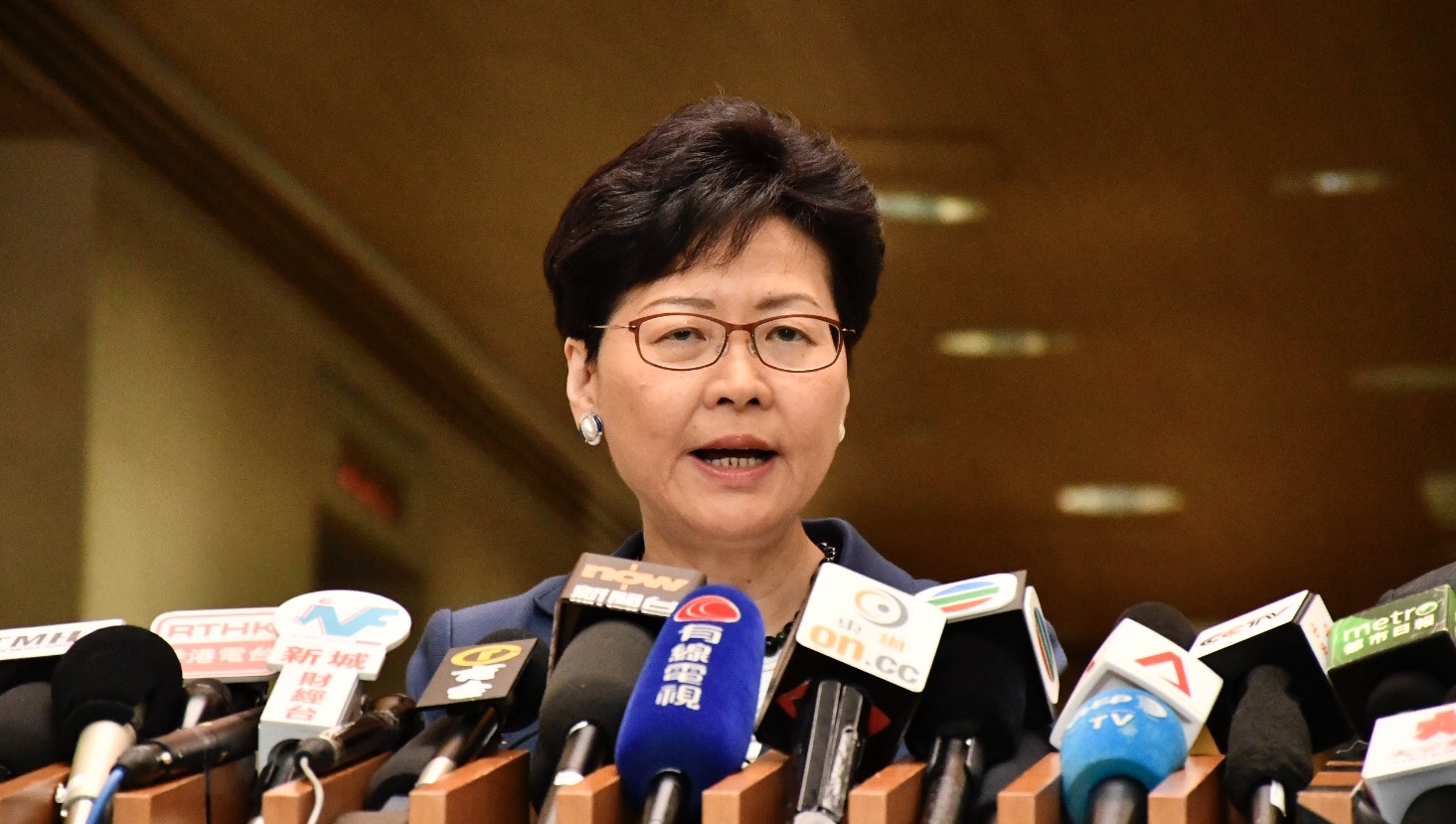
行政長官林鄭月娥曾對修訂《逃犯條例》引起的社會紛爭致歉

行政長官林鄭月娥、保安局局長李家超、律政司司長鄭若驊曾先後就《逃犯條例》修訂草案引起的社會紛爭致歉。這次運動被視為是1997年香港回歸以來最嚴重的政治危機，曾傳出林鄭月娥幾次提出辭職，暫緩修訂也被認為是習近平自2012年當選中共總書記成為最高領導人以來最大的政治讓步。期間，政務司司長張建宗對於數起自殺案表示感到難過，而道歉言論則引發警方反感。財政司司長陳茂波警告衝擊和罷工等抗議活動損害經濟元氣，經濟陷入衰退的風險逐步增大。根據香港中文大學在6月的輿論調查，行政長官及三司評分是回歸以來最低。
在遭到示威者佔領後，立法會因復會無期而變相提早休會。民主派議員認為林鄭月娥不願讓步才導致抗議持續與社會不穩，促請其回應市民訴求，而未譴責示威者行為過於暴力；建制派議員接受林鄭月娥的道歉，認為示威者後續的升級行動影響民生，並支持警方執法。最初多名建制派、行政會議成員提出推遲《逃犯條例》修訂草案的要求，之後也有建制派成員不反對撤回。多名行政會議成員、建制派與民主派代表均認為需要「對話」來解決問題，並暫緩《國歌法》草案恢復二讀。
與此同時，民主派批評中央政府的部分言論是誤判形勢及「扣帽子」，而建制派認為相關言論符合社會期望。香港警方曾因示威者改變策略而疲於應對，在經重組調整部署後，表示能夠掌握局勢。在7月24日，香港五個紀律部隊首長發表聲明譴責暴力事件，支持政府依法有效施政。8月9日，香港警方返聘已退休的警務處副處長劉業成處理「大型公眾活動」。
而在派出專用列車載運示威者引起《人民日報》不滿和批評後，港鐵對於示威者改採取強硬措施回應，而車站停駛的安排則引起市民不滿，有示威者因而將港鐵惡搞為「黨鐵」諷刺之，港鐵車站更多次被示威者大肆破壞。
2019年10月4日，香港行政長官林鄭月娥會同行政會議引用香港法例241章《緊急情況規例條例》通過《禁止蒙面規例》，禁止民眾於公眾活動中蒙面，於次日零時正式生效。教育局亦發公文給香港各級學校，要求通知學生與家長。
2021年2月17日，香港特区政府公务员事务局局长聂德权表示，有28名公务员因參與反修例運動中的公眾活動而被停职。
到2022年起，政制及內地事務局長曾國衞和保安局副秘書長廖李可期將2019年反修例風波示威者的行為定性為「恐怖主義」及分裂活動，需防止及打擊。
2024年10月24日，社會工作管理局宣佈，有11名社會工作者被停牌，其中8人涉及修例風波。8人中有七人因非法集會、非法拘禁、企圖在合法逮捕過程中施暴等罪行，被法庭判處監禁五個月至十四個月不等，另一人因藐視法庭被判監禁二十一日，並緩刑一年。
2024年10月28日，鄧炳強表示，待取證完成後會起訴約6000名被捕人士。
2025年6月30日，特區政府保安局上綫「修例風波真相」網站，内容包含「還原真相」「追究到底」「時刻警惕」「由治及興」4個頻道。7月11日，香港教育局將名為「香港修例風波真相」的專題網頁納入教學資源體系，旨在幫助學生理解維護國家安全的重要性，瞭解國安風險，樹立正確歷史觀等。

### 工商業界

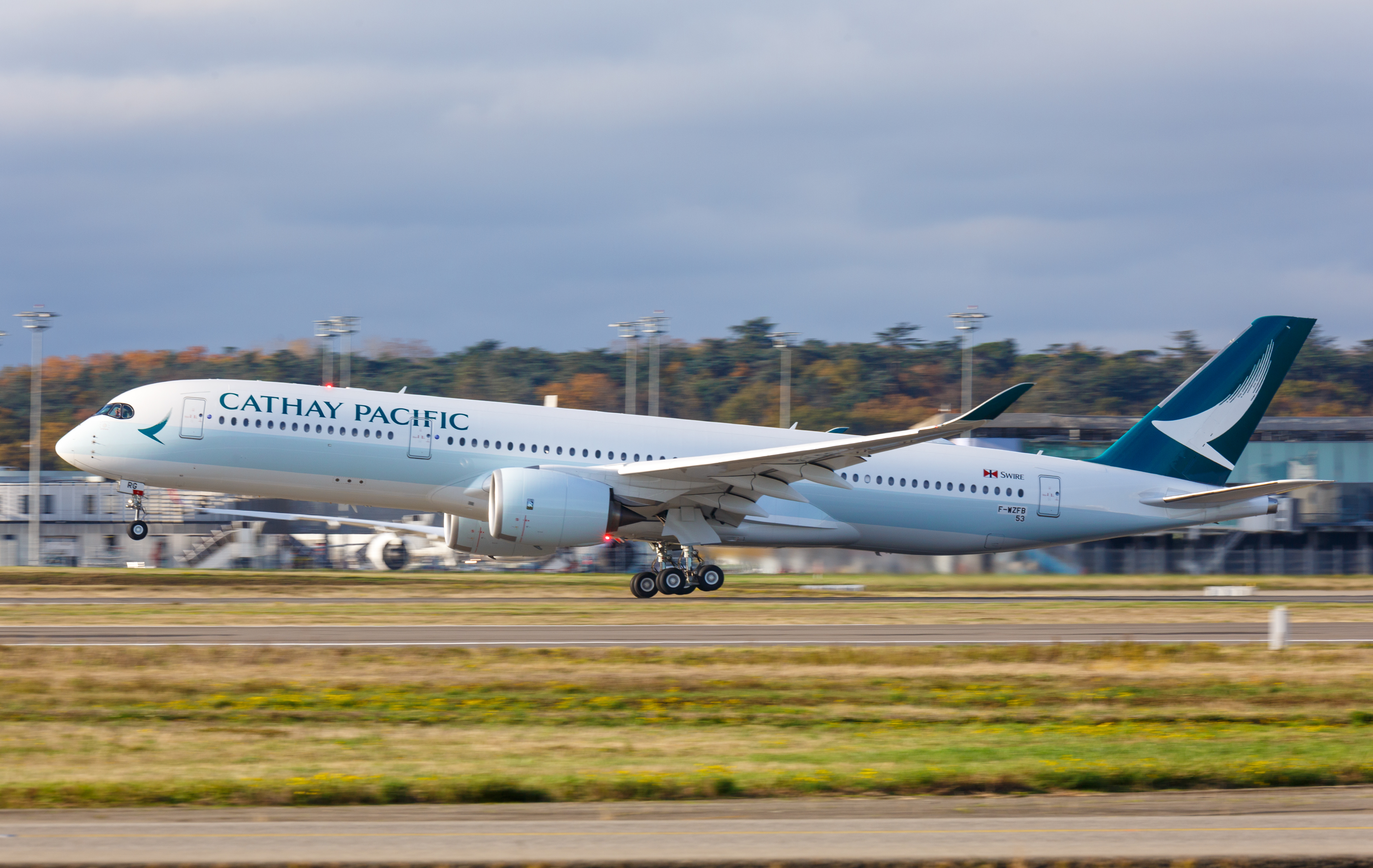
在抗議活動期間，國泰航空解雇支持示威的員工引起擔憂

雖然遊行並未影響到金融體系，一些企業界與商界人士擔憂香港未來發展，以及抗議活動採取越趨激進的策略。香港地產建設商會對暴力的升級作出譴責，寄望盡快回復安寧與法治。香港總商會要求撤回《逃犯條例》修訂草案， 促請政府獨立審視連串事件、查找不斷升級的緣由，以及問責不稱職的官員。隨著抗議活動持續及元朗襲擊事件發生，蘋果公司專門店、多間零售店舖及銀行都因擔憂衝突蔓延，提前結束營業。
7月29日，香港美國商會警告暴力升級將使香港成為「風險較高的地方」，敦促採取行動恢復商業信心。8月9日，中國銀行（香港）刊登廣告，呼籲香港居民「止暴制亂，恢復秩序」。8月13日，國泰航空的母公司太古集團發表聲明，支持林鄭月娥政府和警方。到了8月15日，香港政府則推出191億元紓民措施。商界及建制派認為該措施能夠協助企業及市民，民主黨批評並非有效措施。抗議活動還促使在香港的西方公司啟動員工遠程工作計劃應對。
此外，香港商界菁英紛紛刊登聲明呼籲冷靜。8月16日，香港首富李嘉誠首度就現狀表態，再度引用「黃台之瓜，何堪再摘」詩句，呼籲停止暴力。8月18日，國泰航空重申譴責非法活動和暴力行為，並調查《國泰航空員工致香港人書》一事；還提醒員工濫用社群媒體可能違反中國民用航空局規定，而處理參與抗議的員工則引發擔憂。8月22日，大型銀行滙豐、渣打集團在香港多家報紙刊登整版廣告，反對暴力行為，呼籲以和平方式解決當前分歧與危機，以維護香港的國際金融中心地位。《大公報》指，李澤楷在反修例事件期間，以個人名義向警察福利基金捐款5,000萬元，而父親李嘉誠則透過李嘉誠基金會捐款4,000萬元。他們合共向警察福利基金捐出9,000萬元。

### 新闻業界

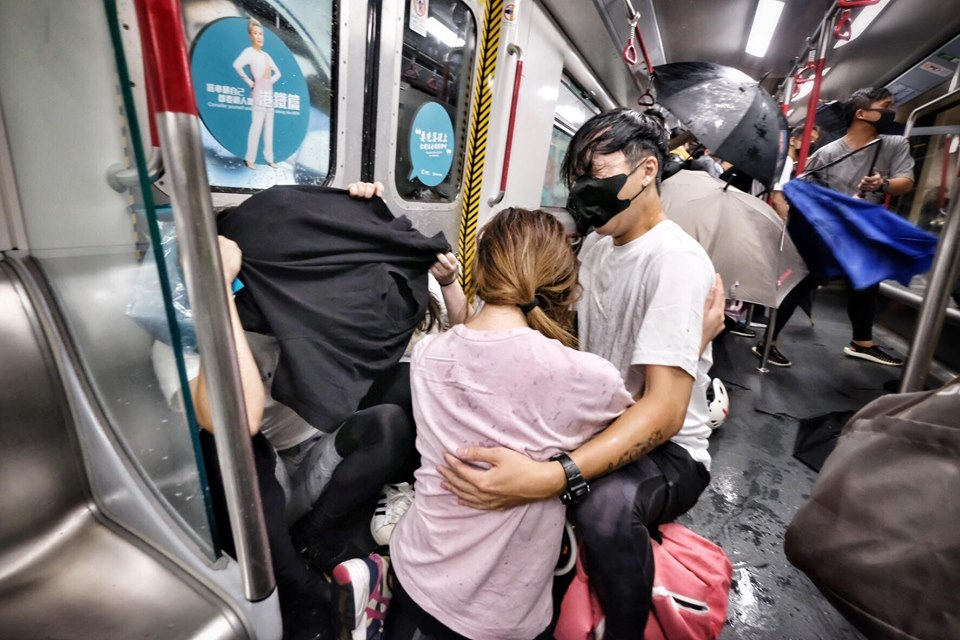
警方被認為對抗議者過度使用武力的問題成為輿論焦點

在6月13日，出席警務處記者招待會的記者特意穿戴頭盔，抗議採訪遭推撞驅趕。之後有多名前官員、議員發起「愛護及服務香港的人」聯署，呼籲問責官員向林鄭月娥直言規勸。6月23日，32名前官員、議員向林鄭月娥發連署信，促請成立獨立調查委員會全面調查。香港六大宗教領袖則發表聲明，呼籲接受林鄭月娥的致歉，同時希望社會停止對立。在香港科技大學學生會與香港中文大學學生會拒絕與林鄭月娥閉門會晤後，8間大專院校學生會提出兩項對話的條件。
在6月中旬，多名香港社會工作人員成立「陣地社工」、並各自分工，部分成員在警察和示威者對峙之間斡旋。同時期，大部分香港演藝界明星選擇保持沉默，少數支持抗議活動者被禁止進入中國大陸市場。在7月8日，香港歌手何韻詩曾在聯合國人權理事會上發言，遭到中華人民共和國代表駁斥。根據《明報》在6月17日至6月20日的輿論調查，逾70%受訪者認為應撤回《逃犯條例》修訂草案、收回「暴動」定性、調查警方武力使用。香港民意研究所在7月下旬進行的輿論調查，有79%的受訪市民支持設立獨立調查委員會。
警方對抗議者過度使用武力的問題也成為輿論焦點，並引發民眾憤怒。示威者指責警方濫權，民間人權陣線更形容是實施「中國式鎮壓」；而政府及警察形容示威者是「暴徒」，李家超便表示在場警員的性命曾受到威脅。根據《明報》在8月7日至8月13日的輿論調查，67.7%受訪者認為警方過分使用武力，39.5%受訪者認為示威者使用過分武力，而同意抗爭要堅持「非暴力」原則者大幅下跌至71.6%。

### 學界

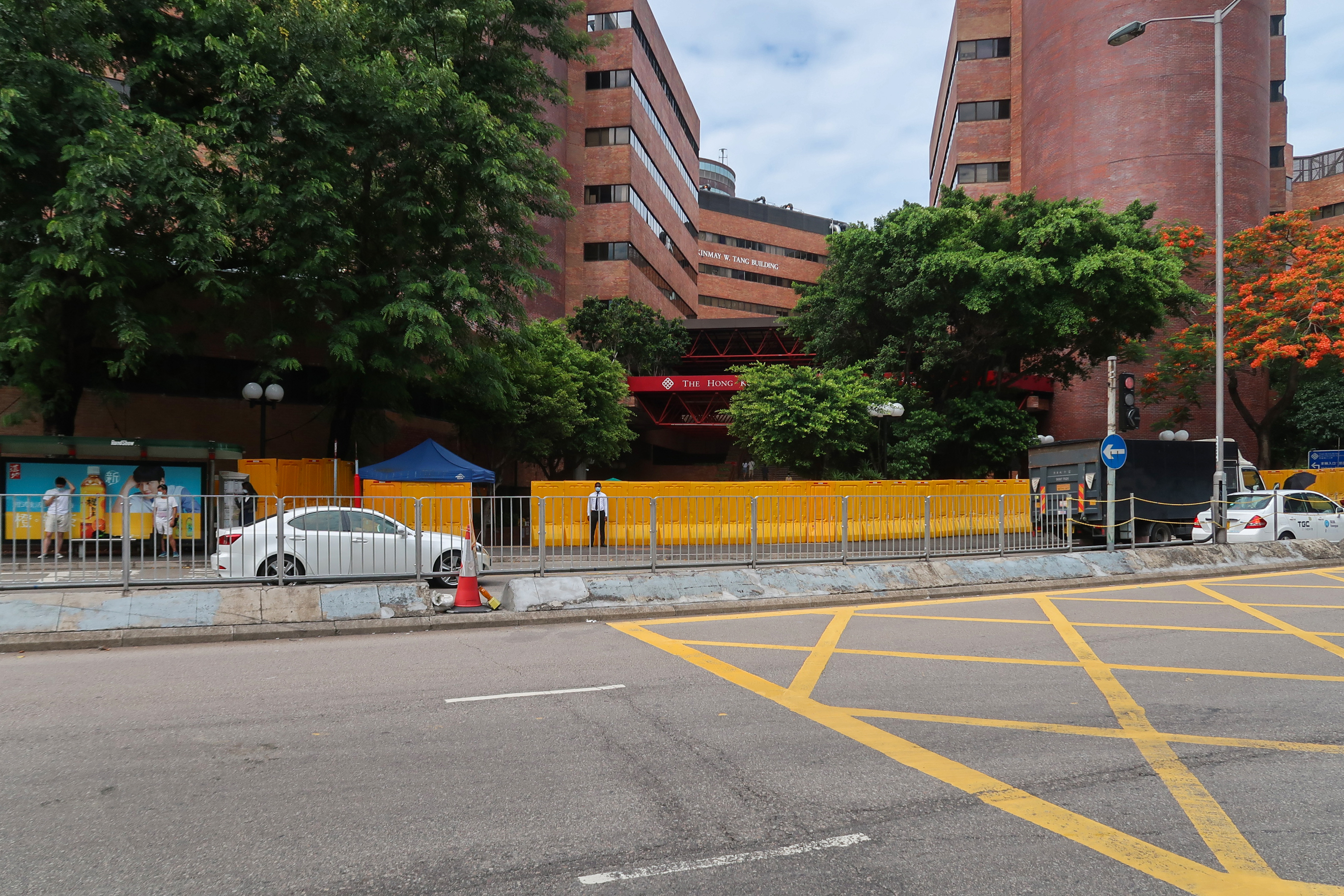
2020年1月起，多間大學陸續取消對外開放。圖為香港理工大學，出入口加設水碼及閘機、並增聘保安駐守入口

- 2019年10月一11月期間、示威者佔領香港主要五大公立大學、包括香港大學、香港城市大學、香港浸會大學、香港理工大學及香港中文大學、堵塞香港幾條主要幹道及隧道、包括港島薄扶林道、九龍的聯合道、窩打老道、金城道、紅磡海底隧道、新界的吐露港公路及港鐵東鐵線，企圖迫使全港市民被罷工。事後警方在中大及理大施放大量催淚彈及使用水炮車驅散示威者、經過多日激戰。特首兼大學校監林鄭月娥承諾理大衝突18歲以下者在警方登記後，可以無條件放走。事件中大約有600至700名是中學生。

- 2020年1月各大院校、經過數月維修後、大致回復正常。多間大學陸續取消對外開放，在校舍多個出入口加設閘機、水碼及圍欄、增聘大量保安駐守入口，並只准許老師、學校職員及學生進入。校友和普通市民都不能進入校園範圍。[296]

### 其他

#### 中華人民共和國中央人民政府

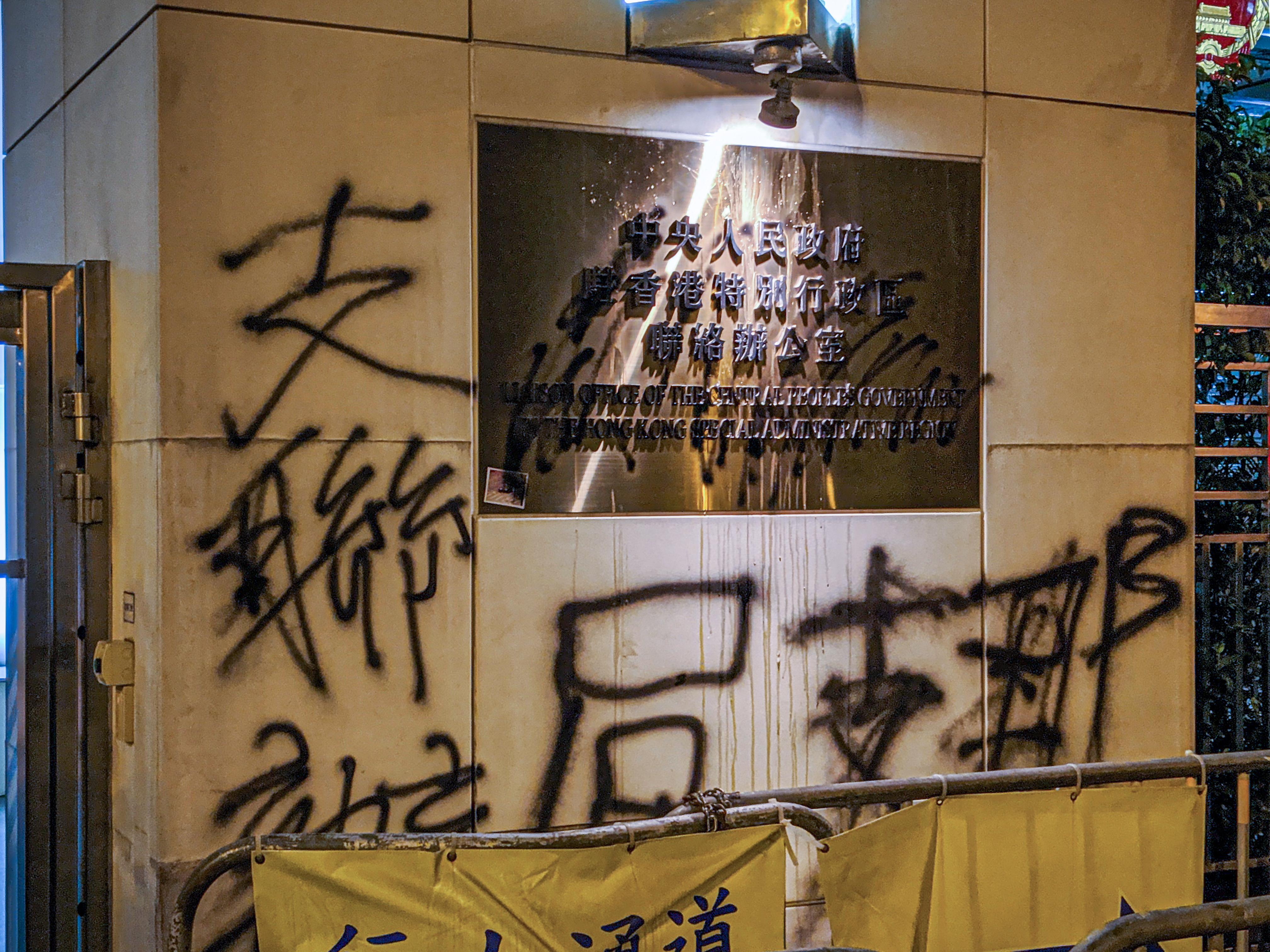
7月21日的遊行上，香港中聯辦門口遭到示威者噴漆。隨著抗議策略升級，示威者亦針對中國共產黨和中華人民共和國政府所提出的“一国两制”予以挑戰

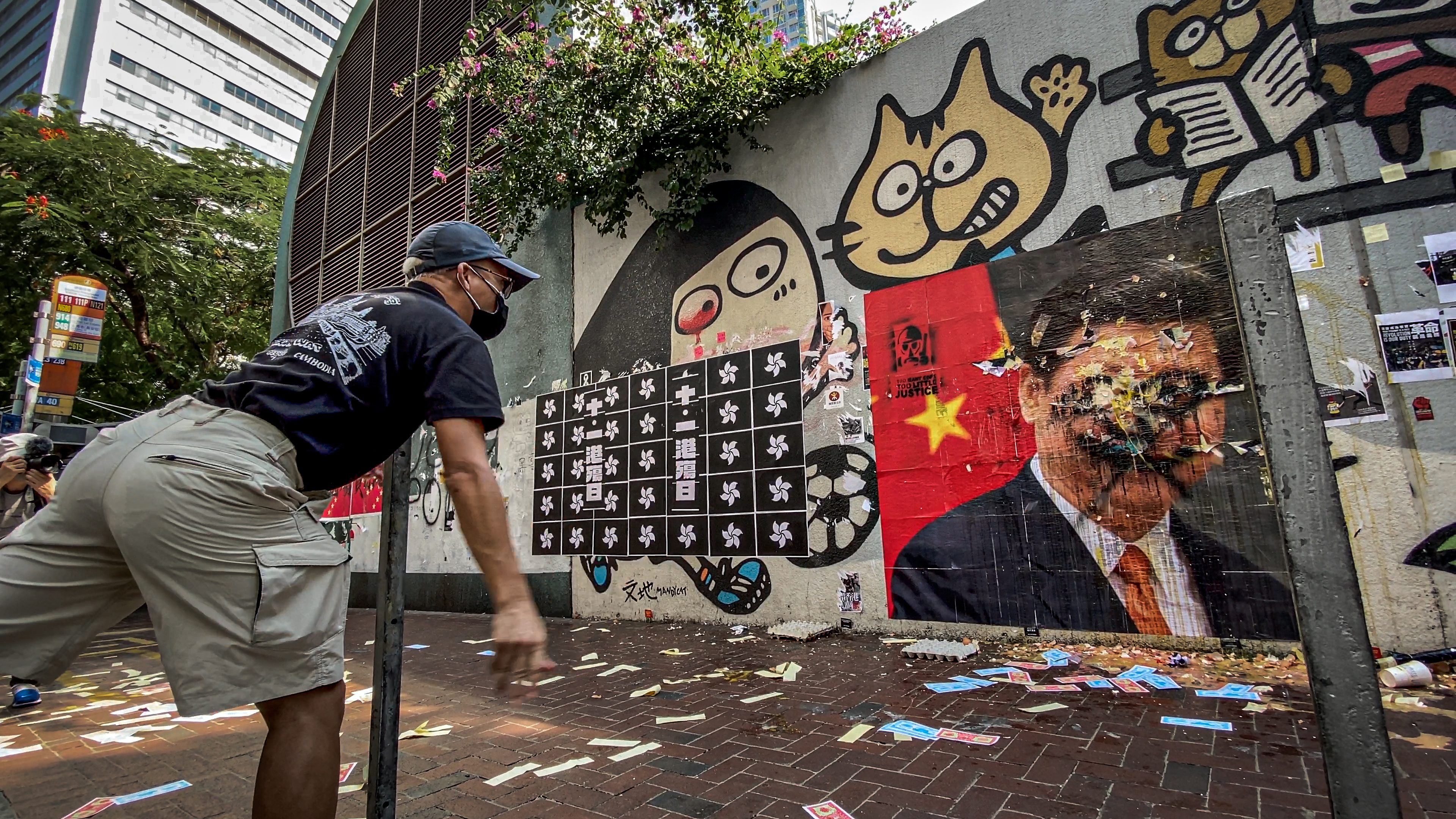
香港示威者在10月1日中華人民共和國國慶日向中共總書記習近平的肖像扔雞蛋，抗議以其為首的中國共產黨打壓香港

最初傳出中華人民共和國政府曾向建制派發出消息，指對行政長官林鄭月娥的工作非常滿意，且不會放棄推進《逃犯條例》修訂草案。到了7月2日，國務院港澳事務辦公室指責示威者衝擊立法會是「公然挑戰」。之後中央政府開始暗示可能會干預抗議活動，國防部指出軍方密切關注形勢，且中國人民解放軍駐香港部隊能協助「維持社會治安」。7月29日，國務院港澳事務辦公室舉行新聞發布會，表態堅定支持林鄭月娥政府施政與警隊執法，稱事態演變嚴重觸碰「一國兩制」的原則底線，當前最重要的是「懲治暴力」。
隨著示威活動引發對香港控制的抵制，中央政府多次就平息騷亂喊話與施壓；其表態支持林鄭月娥、懲治違法人員，並警告局勢惡化就可能出面使用武力干預。8月7日，國務院港澳事務辦公室主任張曉明在深圳市舉行特別會議，指事件有「顏色革命」特徵，而「止暴制亂，恢復秩序」是重要的任務。隔日，國務院港澳事務辦公室嚴厲譴責少數「暴徒」投擲汽油彈襲擊警察，稱出現「恐怖主義苗頭」，並支持果斷執法。9月6日，國務院總理李克強首次公開提及運動，表示希望香港避免出現動盪，並支持香港政府「依法止暴制亂」。
中央政府和官方媒體還要求「外國勢力」必須停止干涉香港事務。其批評美國駐香港及澳門總領事館外交官是抗議活動的「幕後黑手」，告誡不要把此當成「博弈籌碼」，及指責英國政府「粗暴干涉」香港事務。此外，中國人民武裝警察部隊在深圳市集結演習，並曾拒絕美國海軍軍艦訪問請求。同時，一些中國公司重新考慮上市計劃，而進入中國大陸的遊客可能會在內地邊檢方被要求檢查智能手機的聊天紀錄及照片。但儘管中央政府的言論越來越具威脅性，香港的抗議者仍持續舉行集會遊行。
2019年10月31日，中共十九屆四中全會閉幕，會議除了通過中共中央總書記習近平代表中共中央政治局的工作報告外，官方公報在一國兩制部分提到「建立健全特別行政區維護國家安全的法律制度和執行機制」，外界解讀為中國政府準備為《香港基本法第二十三條》立法而釋放的信號。
2019年11月，主管港澳事務的中共政治局常委韓正與中共總書記習近平先後發聲支持林鄭月娥領導的香港特區政府與香港警察，呼籲止暴制亂恢復香港社會秩序。
2019年12月16日上午，國務院總理李克強在北京市人民大會堂會見到京述職的香港行政長官林鄭月娥，聽取林鄭月娥的彙報。李克強肯定了林鄭月娥的工作，希望特區政府依法止暴制亂，研究香港社會的深層次矛盾。身兼中央港澳工作協調小組組長的副總理韓正亦有陪同李克強會見林鄭月娥。
2023年4月15日，港澳辦主任夏寶龍在全民國家安全教育日開幕禮形容反修例風波是港版顏色革命和「本港歷史上永遠抹不去的傷疤」，並特別提到絕不允許區議會「再被反中亂港分子操弄」。
2025年6月21日，港澳辦主任夏寶龍在香港國安法公布實施5周年論壇上表示，修例風波期間出現危及民眾安全、香港滿目瘡痍、危害國家安全的情況，警醒要牢記慘痛教訓。

#### 媒體輿論

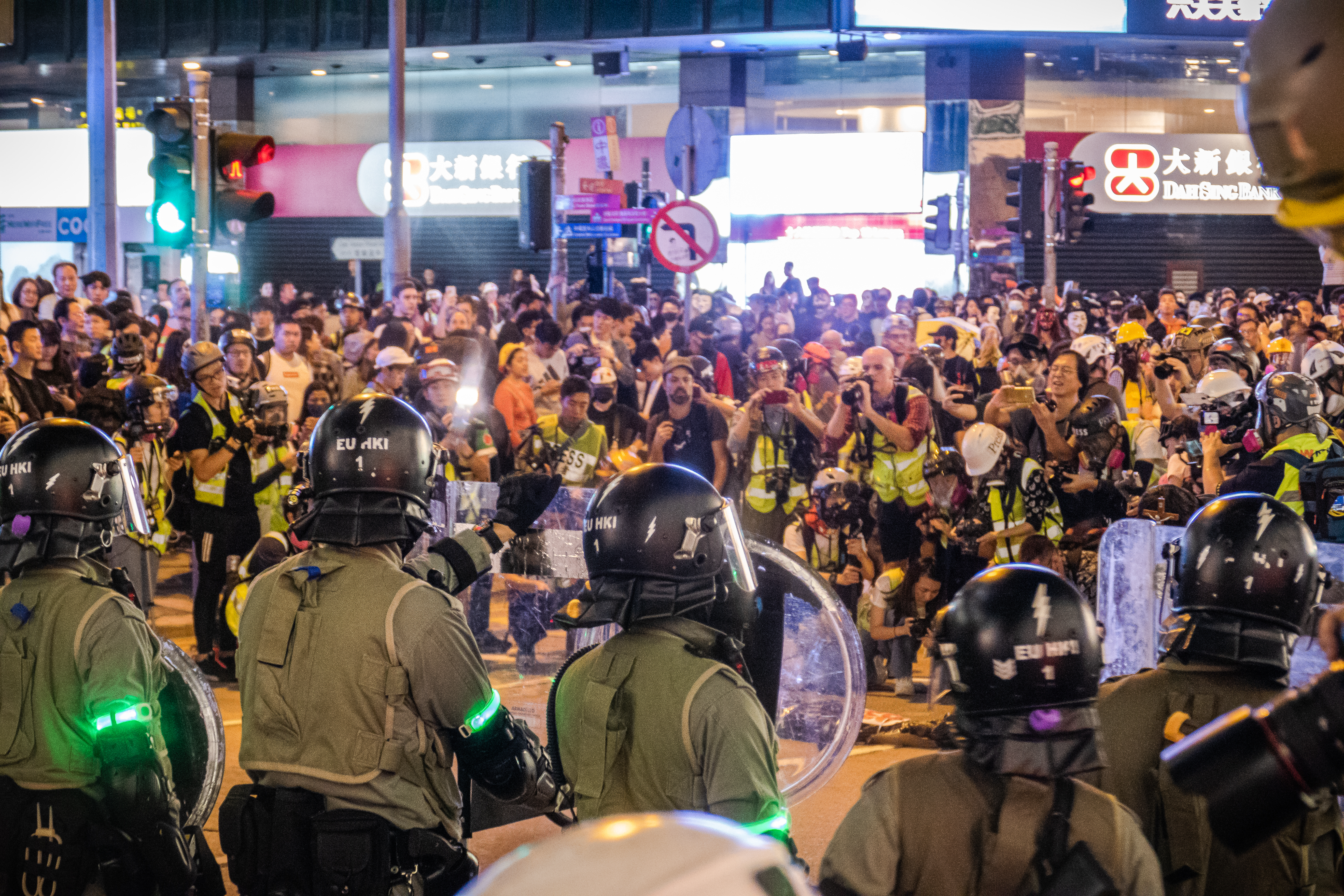
在中環的香港警察和記者（2019年10月31日萬聖節遊行）

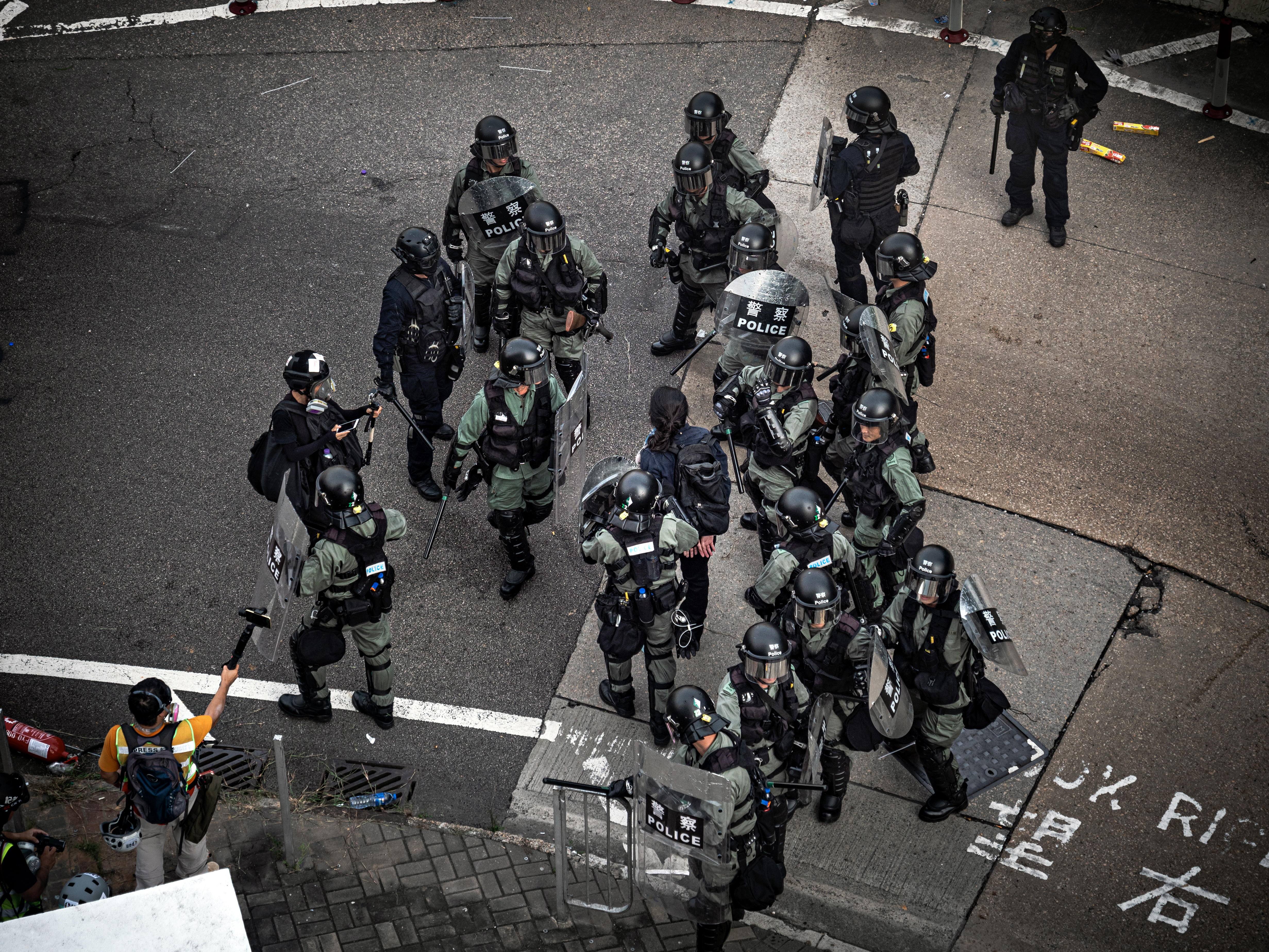
一些香港市民指責香港警察為「黑社會」和「黑警」。另一种声音则支持警方執法

在香港，電視廣播有限公司、有線新聞台、now TV等主流媒體報導亦有不同的呈現方式。其中，電視廣播有限公司因為被視為親官方媒體，成為示威者針對目標，在現場經常發生包圍記者與採訪車的情況，也曾遭寶礦力水特等撤回廣告。《人民日報》質疑香港媒體只拍警察，煽动民众情绪，《立場新聞》則稱「在雞蛋與高牆一方，我們站在雞蛋一方。」《蘋果日報》稱會從收到的訂閲費中拿出一部分捐贈給被拘捕的示威者用以提供法律援助。
中國大陸民眾能獲取的訊息有限，部分外國媒體和香港媒體的報導遭審查，中國大陸媒體的報導主要報導香港政府和中華人民共和國外交部的回應，僅有少數社群媒體與自媒體文章提及抗議事件，有媒體指中國大陸的訊息審查和錯誤訊息使兩地民衆之間的隔閡增大，導致許多中國大陸人反對這次抗議活動。中国官方媒體过滤性地播出抗議畫面激起了中國大陸民眾對於示威活動的憤怒，達至削弱抗議的目的。
香港部份市民在示威現場指責警察為「黑社會」、「知法犯法」，而中國大陸則是支持警方的情緒高漲。在香港抗議與中美貿易戰期間，推特和臉書指中華人民共和國政府進行資訊戰，利用散布虛假信息，试图對外抹黑香港抗議，亦有多個微博和WeChat帳號開始活躍。8月19日，Twitter和Facebook封鎖大批散播「假新聞」的帳號，指中國政府涉嫌以虛假資訊抹黑抗議活動。其後，Google移除210個散布虛假抗議情況的YouTube頻道，指這些頻道是協同發佈虛假資訊抹黑香港示威資訊的行動。中国外交部发言人对此回应称“这些报道戳中某些人短处”。中國大陸網軍「帝吧」則曾翻牆至Facebook專頁洗版批評，部分成員因網路實名制導致隱私保障不足而遭到網民起底。隨著Telegram成為示威者主要溝通方式，其香港新用戶激增，並有超過2萬人加入的群組。Telegram創辦人保羅·杜洛夫則表示曾遭受來自中國大陸的阻斷服務攻擊。
2022年11月，中国大陆爆发白紙運動，香港大学校园内出现简体字示威海报。有大陆民众通过互联网向香港示威者道歉。部分民众表示“追随香港”“愿荣光归香港，愿荣光归中国”。

##### 中國大陆媒体
4月2日环球时报援引《明报》4月1日报道：警方称，游行高峰期有5200人。并发文《港反对派阻挠修<逃犯条例>，港媒批：修法“只有坏人才要惊”》。环球时报6月13日发表社评《香港出现骚乱，亲者痛仇者快！》。
中共中央政法委的微信公眾號於運動期間發放新聞，指示威者殺死警察的話可獲2000萬。该文章的实际撰稿人为一个名为有理儿有面的微信公众号，疑似有官方背景。
另外，於香港中文大學警民衝突期間，有中國大陸媒體聲稱，包括建制派香港立法會議員何君堯在內的部分熱心的「藍營」香港市民和群眾組織，派包遣車輛或聯繫中大附近的私家車、的士前往中文大學，護送內地學生撤離到深圳或其他的落腳點。
中国中央电视台旗下媒体账号央视新闻放出视频指稱美國國家民主基金會透過黎智英的蘋果日報將境外資金形成跨境運輸鏈，在香港匯聚成一張資金網，將美國人税金「洗白」後成為香港街頭運動的「提款機」，「變現」為街頭暴力武器，中國外交部亦曾宣布制裁基金會，指其在香港修例風波中「表現惡劣」，包括「支持反中乱港分子，极力教唆他们从事极端暴力犯罪行为，煽动港独分裂活动」；基金會主席卡爾·格什曼回應中方指控時指：該基金僅向香港提供三項特定的撥款，包括資助製作有關人權和外勞的聯合國普遍定期審議，以及鼓勵政府和社會對話；中方聲稱基金會資助示威的指控是「完全不實和毫無根據」。

## 台湾和國際社會反應

### 支持方

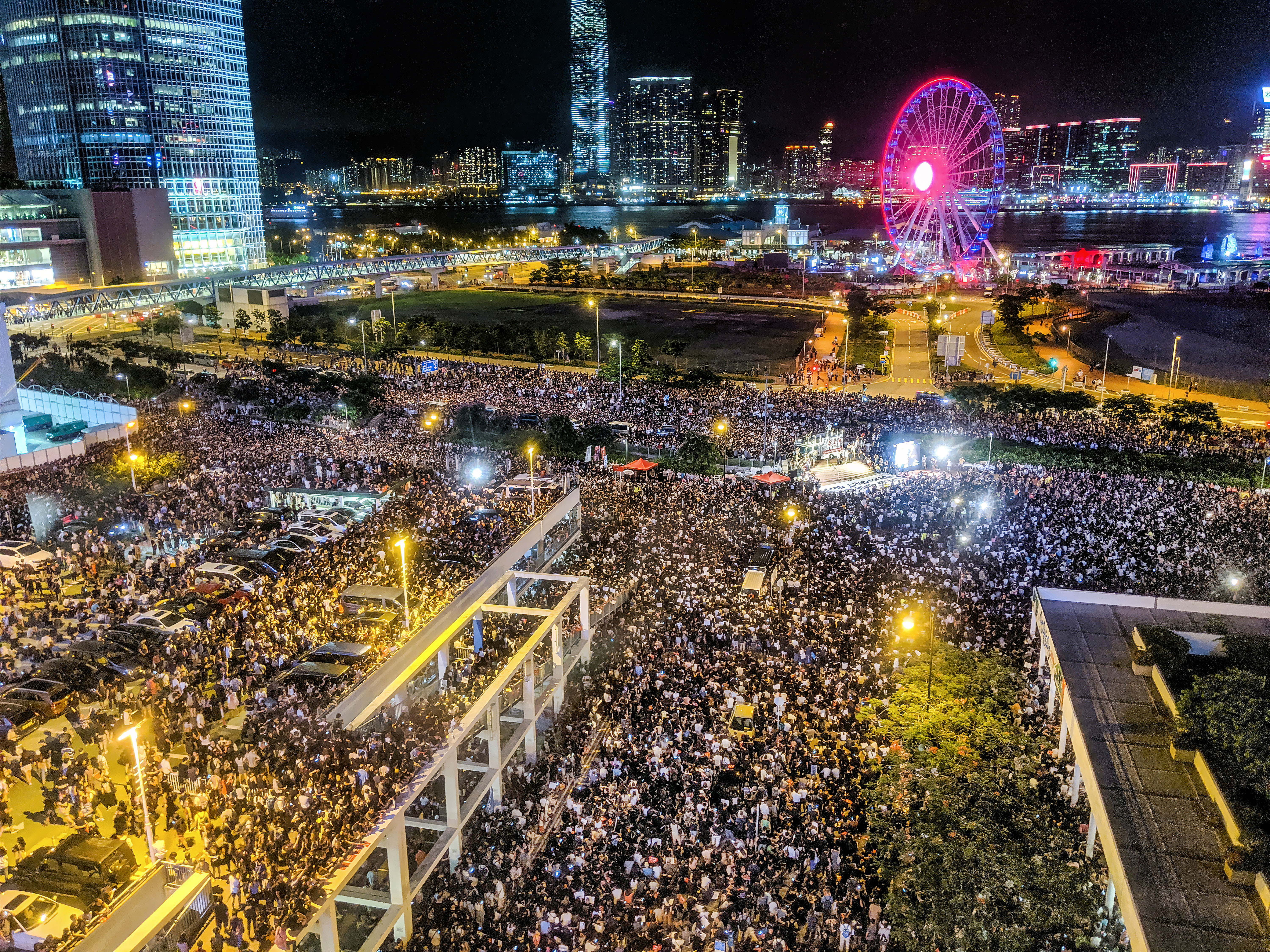
6月26日，民間人權陣線發起G20 Free Hong Kong集會，呼籲二十國集團峰會關注香港議題

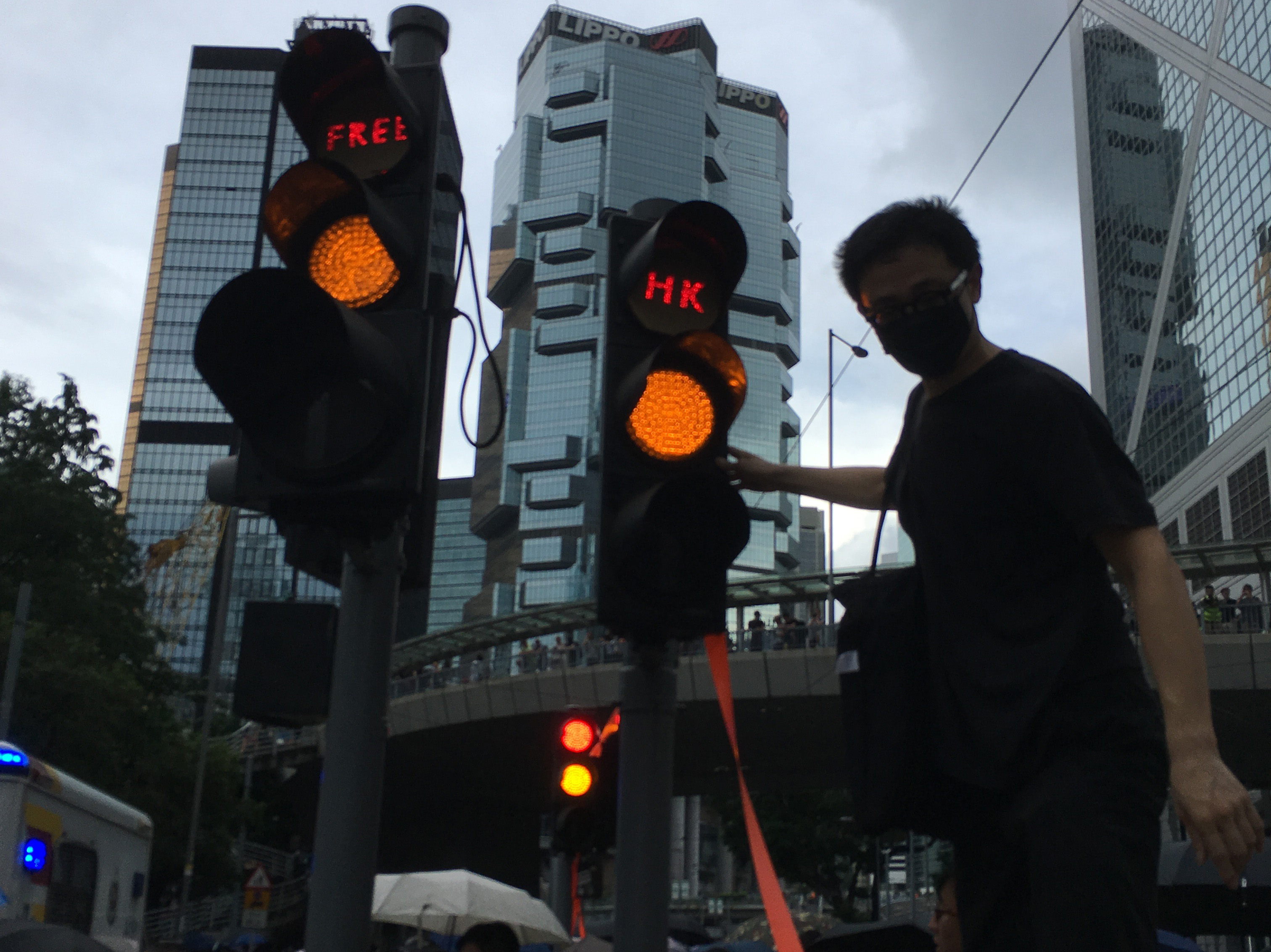
FREE HK交通燈，二十國集團峰會（G20）前夕，民陣曾在中環愛丁堡廣場舉辦「Free Hong Kong Democracy Now」集會

最初时任美國總統唐納·川普表示相信中國大陸和香港能解決《逃犯條例》修訂草案的分歧，也曾將示威活動稱作「騷亂」，而必須由其自行處理。美國聯邦政府告知官員在此問題上保持克制。之後川普轉為警告不要動用暴力鎮壓，否則會威脅到貿易協議。他還稱在達成貿易協議前必須「人道地」對待、處理抗議活動，敦促習近平「親自」會見抗議者，進而將貿易協議與對香港問題處理兩項議題掛鈎。美國國務院對大批武裝警察在廣東省深圳市集結表示關注，並要求保障香港「高度自治」。
此外，美國國會議員提出《香港人權與民主法案》立法，要求每年認證香港自治情況，作為貿易待遇的前提，該法案於2019年11月19日和20日先後獲得參議院和眾議院通過。美國駐香港及澳門總領事館外交官也曾與黃之鋒等人會晤。英國外交及國協事務大臣傑瑞米·杭特在談及香港抗議事件時，警告中華人民共和國不要壓制香港民主，否則將有「嚴重後果」。日本內閣總理大臣安倍晉三向習近平強調在「一國兩制」原則下建立自由開放的重要性，而中華民國總統蔡英文則兩次呼籲臺灣對「一國兩制」要深深警醒。中國國民黨主席吳敦義表示，希望台灣民進黨政府不要基於選舉利益考量，一再地操弄香港反送中議題，並且不斷地以香港情勢或「今日香港、明日台灣」等標語恫嚇民眾，打恐中、仇中牌，藉以升高兩岸緊張情緒，順遂其獲得選舉利益之謀。並且表示對於香港反送中爭議，國民黨始終堅定秉持四項立場：
一、不樂見香港抗爭情事不可收拾，香港是一個有法治基礎的社會，希望香港各界以理性溝通代替暴力相向。
二、不認同以暴力方式處理群眾運動，也反對採取激烈手段驅離民眾。港府當局應重視民主精神及保障人權等普世價值，才不會造成社會更嚴重對立。
三、希望港府與大陸當局盡快建立與抗爭者的溝通管道，讓爭議和平落幕，早日恢復香港的安定與秩序，才有助於香港金融市場與觀光旅遊的正面發展。
四、中華民國是主權獨立的國家，有國旗、國號、國軍與國法，與香港完全不同，不能相提並論。國民黨堅決反對「一國兩制」，也堅決反對台灣獨立，堅守「一中各表」的「九二共識」。
在6月9日，海外港人在全球共24個城市自發發起遊行或集會聲援，其中澳洲有5,000人參與。到了6月12日，全球有近40個城市聲援，其中臺北市的集會有逾萬人參加。7月24日，香港留學生在澳洲昆士蘭大學舉行設置「連儂牆」活動，因大陸人破壞而發生衝突。香港局勢也強化臺灣對於「紅色勢力」滲透的擔憂，在臺北市有青年透過「連儂牆」對話，而有手調茶飲品牌則因「政治正確性」成為關注焦點。與此同時，部分海外華人也在西方各大城市舉行集會，反對香港的抗議活動。
2019年6月4日，美国众议院议长佩洛西发表讲话认为游行是一道美丽的风景线。
10月4日，馬來西亞首相马哈迪·莫哈末為2019年亞洲憲法與法治大會主持開幕禮后受訪時認爲從行政角度來看，香港行政長官林鄭月娥應就香港持續發生的示威事件辭職，他也擔心六四天安門事件會在香港重演。10月12日，美國總統特朗普提及香港問題，認為香港示威人數開始減少。11月22日，美國總統特朗普接受霍士新聞早间节目《福克斯与朋友们》訪問时称，“我们与香港站在一起，但我也与习主席站在一起”“我支持自由，我支持一切我们想做的事，但我们正处于达成史上最大型贸易协议的过程，如果我们可以做到，那就很好了”，并表示解放军有一百萬軍人在香港邊界外駐守，曾要求習近平不要派解放軍到香港，“这会对贸易协议有巨大的负面影响”、“会导致‘成千上万’人死亡”，「如果不是我，香港可能已在14分鐘内被毀」。
2020年5月27日，美國國務卿蓬佩奧發表聲明，確認香港不再享有高度自治，即意味著香港可能不再繼續享有美國特殊待遇。美國時間5月29日，美國總統特朗普在白宮舉行記者會，指全國人民代表大會通過香港制訂國家安全法的決定明顯違反中英聯合聲明和香港基本法，認為「中國將一國兩制承諾，變成一國一制」。他又指，將指示官員開始程序，取消香港享有優惠待遇的政策豁免，制裁損害香港自治和自由的香港及北京官員，撤銷香港作為獨立關稅區的優惠待遇。
2020年9月，產經新聞台北支局長矢板明夫。在談及香港反送中運動時，他介紹説「今日香港，明日臺灣，後天沖繩」的口號也在日本傳播。

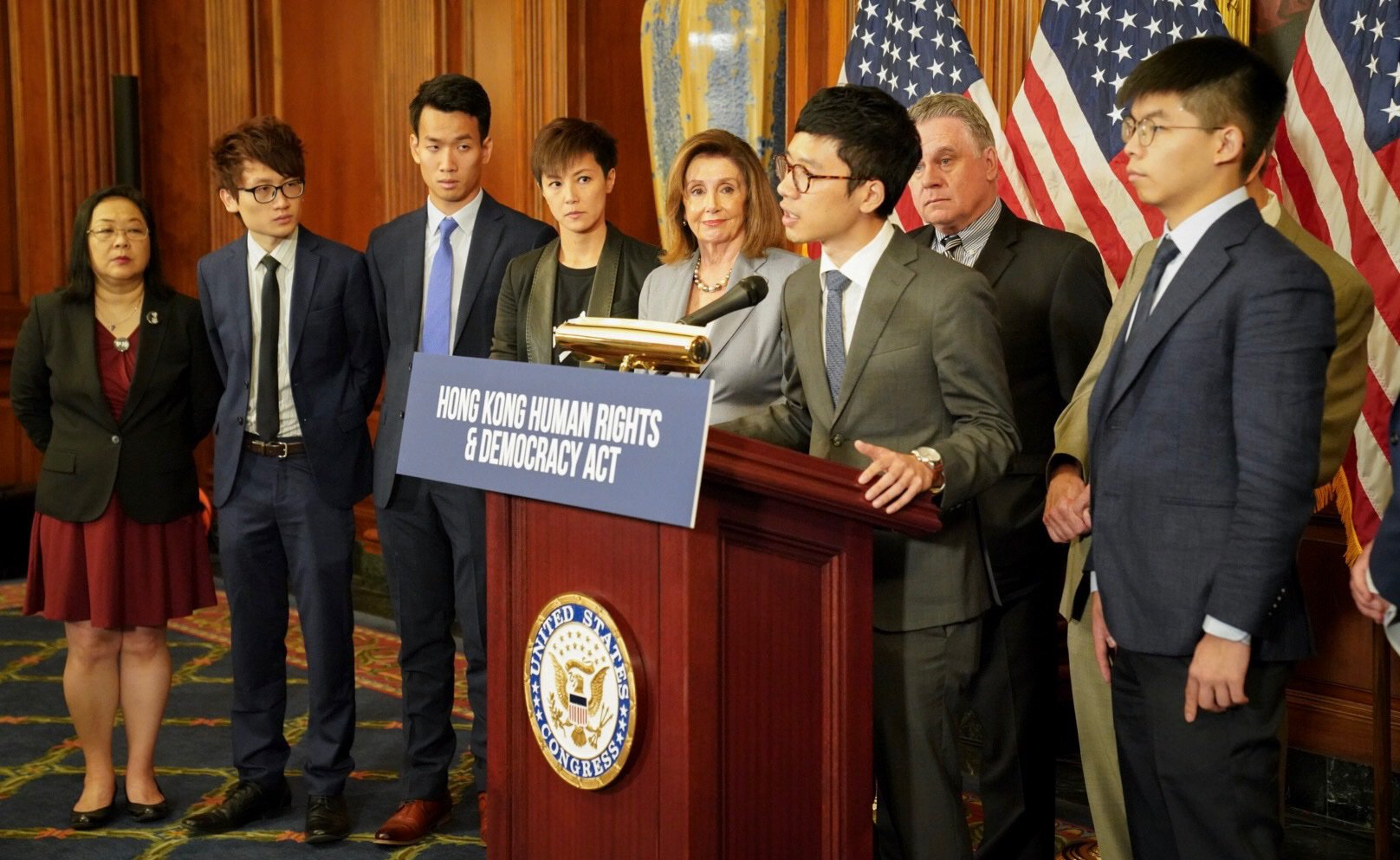
羅冠聰在美國眾議院上發言，促請通過《香港人權及民主法案》

### 反對方
俄羅斯外交部發言人瑪麗亞·扎哈羅娃於8月初表示，西方外國勢力透過具體參與騷亂，干預香港事務，目的是摧毀中俄關係。

### 其他
2019年6月13日，德國總理安格拉·默克爾的發言人表示，「呼籲所有持份者確保香港繼續和平」 。
她本人則於同年8月表示，希望透過友善對話停止衝突。
8月，法國外交部長勒德里昂呼籲，和平解決現時的社會危機，阻止暴力升級。
10月16日，新加坡总理李显龙在福布斯全球CEO论坛上表示，“五大诉求”除了羞辱和推翻特区政府，无助于解决当前问题。

## 造成影響及爭議
受該事件影響，香港經濟及治安於2019年下半年出現較明顯的負面影響，香港市民對政府及警隊之信心急劇下跌，持不同政治立場的市民之間出現嚴重分野。

### 經濟股市

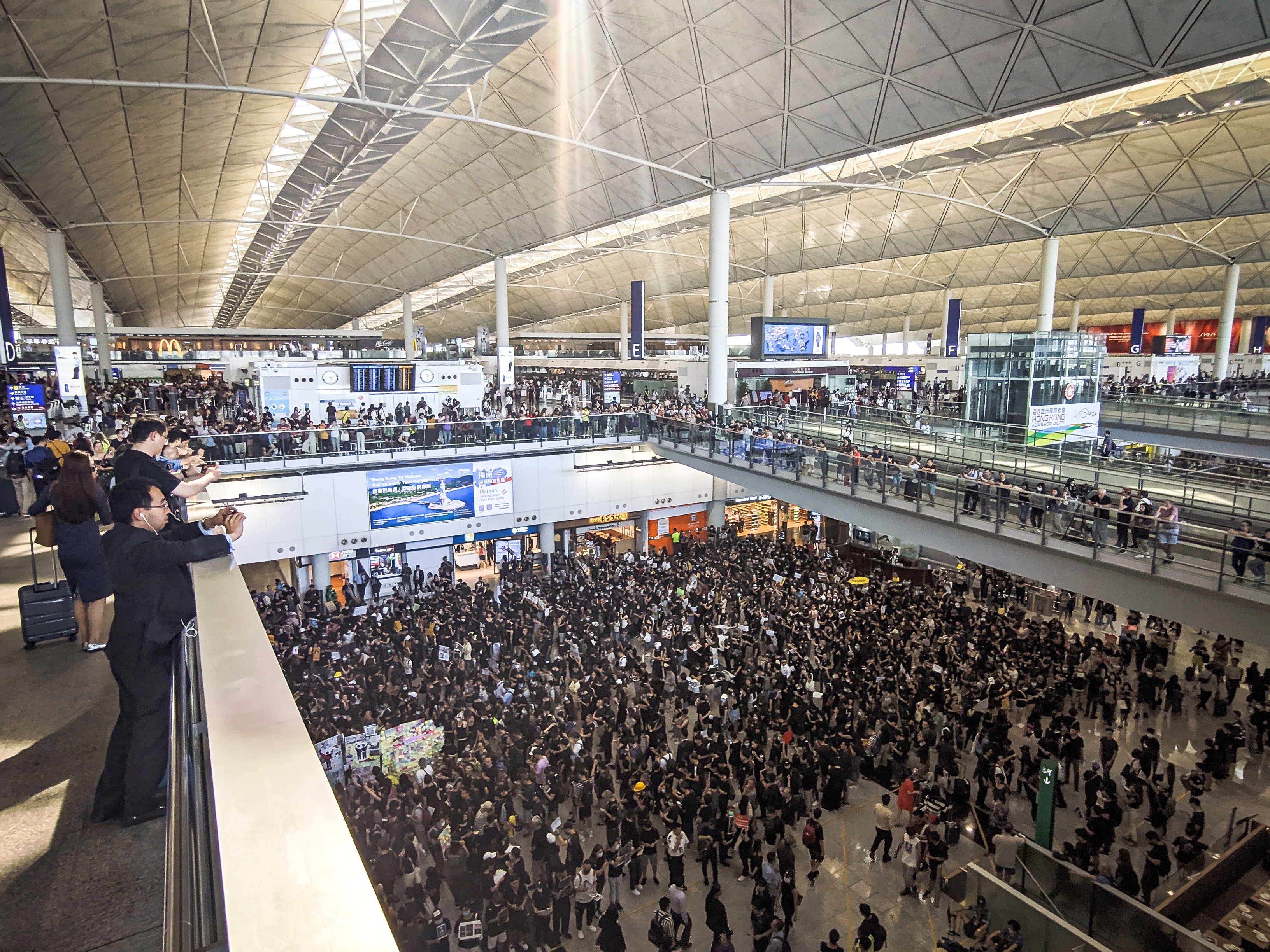
2019年7月26日，示威者在香港國際機場發起「和你飛」集會，靜坐人群一度阻塞機場接機大堂的進出通道。機場多次成為此次示威的集會地點，由於民航业是香港重要的經濟命脈，此一系列的行動對香港經濟影響甚大。

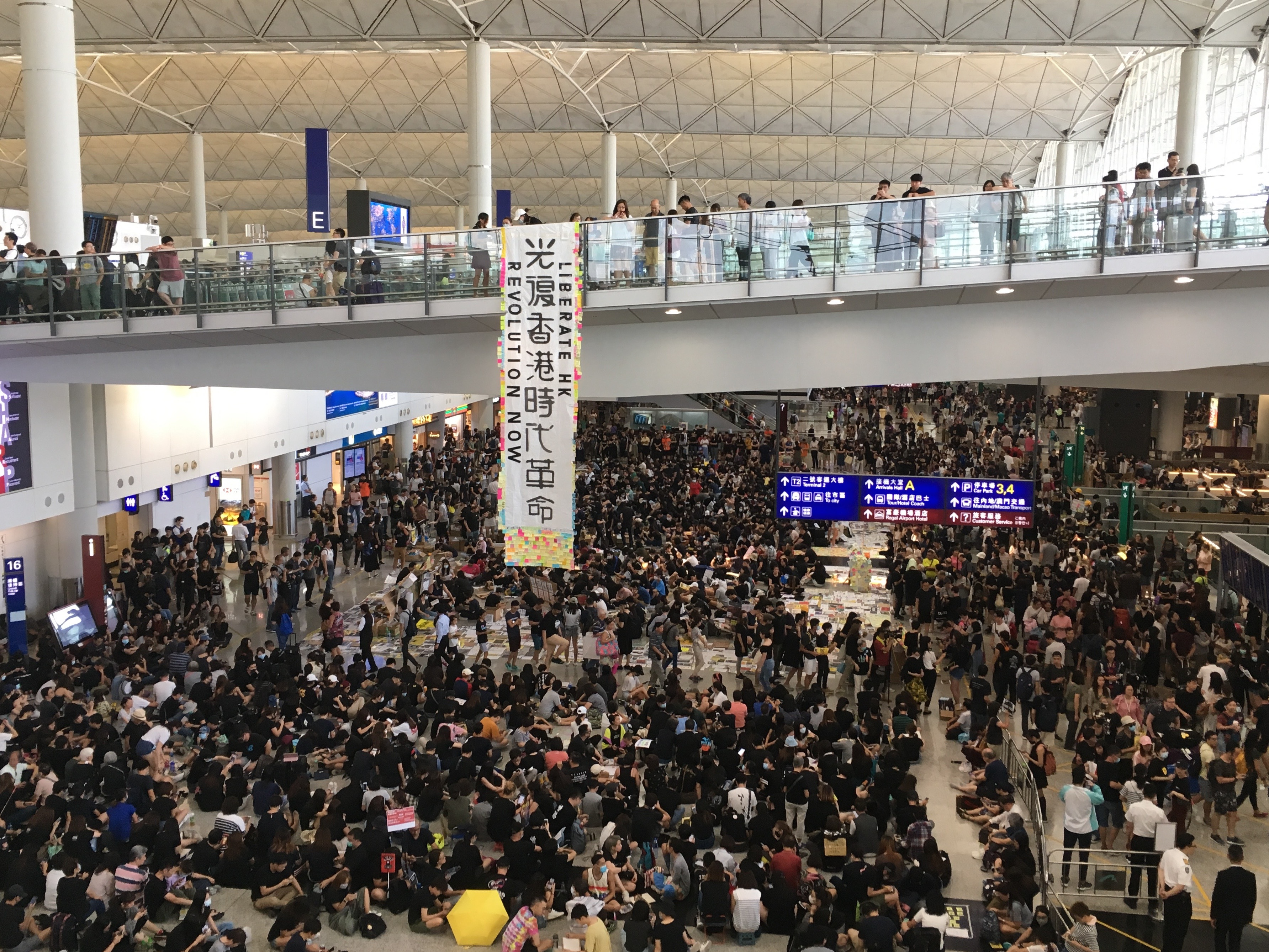
2019年8月9-11日，示威者在香港國際機場發起「萬人接機」集會

受到大型示威抗議活動、政治局勢與中美貿易戰的影響，香港經濟開始受到打擊，包括經濟成長遭削減、股市受衝擊、流動性收緊、營商環境惡化，企業活躍度降至環球金融危機以來的最低水平。香港第二季生產總值按年升0.5%，經濟成長低於預期，上半年狀況是2009年衰退以來最弱。在住宅買賣合約與樓價指數下跌之際，數個發展商推遲土地招標、或改變競投土地的部署。而零售整體跌幅亦惡化，7月數據比2018年降低11.4%，大多數零售商8月銷售額下降超過50%，最終8月零售業總銷貨價值按年大跌23.0%。9月零售業銷貨值繼續下跌，但跌幅減至18.3%。在10月4日禁止蒙面規例宣佈落實後，當晚各區都有示威活動，多個港鐵車站遭受破壞，港鐵當晚更宣佈全線停駛，至翌日10月5日港鐵除機場快線外全線停駛，期間部份商場及超市更暫停營業或縮短營業時間，至10月6日局部恢復運作，為了使團隊有在收車後有更多時間維修受破壞的設施，由當日起至12月1日連續57天除機場快線外，港鐵各路線都提早數小時收車（在11月24日區議會選舉前星期六日更提前至晚上10時收車，11月26日至12月1日延至晚上11時30分收車），在港鐵提早收車情況下及由於香港的集體運輸以鐵路為骨幹，鐵路為主，巴士為輔，此情況下市民晚上多提早回家，減少外出消費及用膳，亦因此不便使外國遊客卻步，對於著重晚市營業額的零售業，飲食業，酒吧，卡拉OK，甚至戲院夜場都有重大影響，整個夜市變得冷清，因此10月及11月零售業總銷貨值都有超過20%跌幅，10月零售業總銷貨值按年大跌24.3%，跌幅是有紀錄以來最大。
11月零售業總銷貨值按年大跌23.6%。同時中環辦公室空置率飆升，不過樓市影響不大。另外，2019年下半年旅客訪港旅客錄得39.1%的跌幅，全年旅客數字按年下跌14.2%，旅馆入住率降至有记录以来最低。
許多大型品牌企業和員工因各方壓力，面臨到立場的兩難與衝突。8月9日，中國民用航空局向國泰航空發出「重大航空安全風險警示」，要求停止「支持或參與遊行」機組人員的中國大陸航班職務，中信銀行等企業也告知員工避免搭乘。8月16日，國泰航空行政總裁何杲、顧客及商務總裁盧家培因「承擔責任」辭職。許多跨國企業在香港的業務亦受到衝擊，有報導指稱阿里巴巴集團由於政治動盪影響，推遲公開募股150億美元的上市計劃。而在抗議活動阻塞機場、並發生暴力事件後，香港期貨大幅下跌。
隨著社會爭議升溫與影響擴大，多家上市公司股價下滑、二手樓市指數跌幅加劇，銀行估價趨於審慎。最少有4家外資公司提出疑慮，直言運動會削弱股票市場氣氛，惠譽國際也24年以來首次下調香港評級，並將展望評級調至負面。穆迪其後也將香港的評級展望調至「負面」，並以「政府管治能力亦遜於預期」及「港府自治權的制約比想像中大」為由將評級調低至Aa3。由於香港抗議活動升級、美國將香港局勢與美中貿易談判掛鈎、阿根廷披索狂跌與政治劇變及全球貿易的緊張局勢，帶動投資人不安與避險情緒高漲，還出現臺灣股市、亞洲股市、全球股市下跌的情況。9月4日，隨著香港政府動議撤回《逃犯條例》修訂，恒生指數最多上升逾1,100點，創下4年來最大升幅。地產股亦出現反彈，並借勢帶動中國大陸股市、歐美股市反彈。
香港政府統計處10月31日公佈本年度第三季本地生產總值預先估計數字，較去年同期下跌2.9%，是2009年全球金融危機以來，首次錄得季度按年跌幅。香港經濟近受到本地社會事件嚴重衝擊情況嚴峻，連續兩季出現按季負增長，顯示香港經濟步入「技術性衰退」。
罷工活動亦導致股市急跌，8月5日首次三罷時恒指曾大瀉831點，最終跌2.85%或767點；11月11日第二次三罷則拖累恒指最多跌821點，最終跌2.62%或724點，跌幅創八五三罷以來最大。 然而，綜合全年計，2019年香港股市上升了約2300點，約9% 。而2020的展望因為外圍形勢更有人認為偏向樂觀，示威對股市影響不如預期中強烈 。
美国传统基金会公布2020年经济自由度指数，受「投資自由度」大跌10分，以及「貨幣政策自由度」跌5.7分影響，香港整体评分89.1，下跌1.1分，被新加坡首次超越跌至第二位，香港失去蝉联25年的全球最自由经济体地位，更於2021年，被剔出美國傳統基金會排行榜
。報告指近年情况表明，香港越来越由北京全权控制，已经渐渐失去自由度。但在加拿大智庫菲沙研究所公布2022年度的《世界經濟自由度報告》中，香港仍蟬聯最自由經濟體。
香港過去十年是瑞士鐘錶的主要出口地，隨著香港示威運動的持續，瑞士鐘錶在香港銷量下滑50%，2019年10月瑞士鐘錶對香港出口降到全球第三位。

### 社會治安
自2019年第三季起，由於警方決定集中人力資源以处理「反修例事件」有關的聚眾活動，縮減常規保安工作之人力資源，街道上出現違例泊車以致交通受阻之情況愈趨嚴重，但警方所發出的違例泊車定額告票數字卻有所減少。此外，自同年第四季起，香港發生多宗爆竊及搶劫案，而警方消息人士指出，基於警員人身安全，以及公眾觀感，不再強制巡邏警員於簽到簿上簽到。
2019年油尖旺區下半年的爆竊案及各類劫案急劇增加，過上年同期的1.65倍，是五年來的新高，警方認爲示威活動有破窗效應。民主派議員則批評警方推卸責任，倒果為因，街道「無人巡邏」。
反修例事件對警隊執法人員也帶來巨大損失、傷害。2019年7月14日沙田新城市廣場衝突中，兩名便衣警疑遭示威者襲擊受傷，其中一名警員事後左眼眼眶周邊、左上頜及鼻子骨折，出現雙重眼影及黃色影像；另一警員頭皮裂傷須縫針，面部、手肘、腿、右上胸有磨損及瘀傷。他們其後各自入稟向3被告追討賠償。其中一名暴動罪罪成、已於去年刑滿出獄的示威者接受媒體訪問指，上月接獲律政司代警務處處長發出的信件及繳費單，要求按《僱員補償條例》於14日內繳付兩名警員合共約172.5萬元賠償，包括他們分別336日及42日的全薪病假等，否則會遭律政司民事追討賠償，連同利息訟費。報道同時提及，另一名涉及沙田衝突刑滿出獄人士，亦遭律政司追討約161萬元。

### 民眾態度
「反修例事件」中，一部分民眾對警方的態度感到頗為不滿，同時亦有一部分民眾對示威者的過於強暴的行為感到憤怒。
據報道，香港與內地恢復通關後，2024年港人北上消費熱情不斷升温，曾參與「修例風波」的「黃絲」也被北上內地的大潮席捲，拋棄曾經的「反中」立場，每月北上深圳一至兩次。參加「修例風波」的港青曾對內地充滿偏見及敵意，風波過後，如今主動來深圳遊玩。

### 其他領域

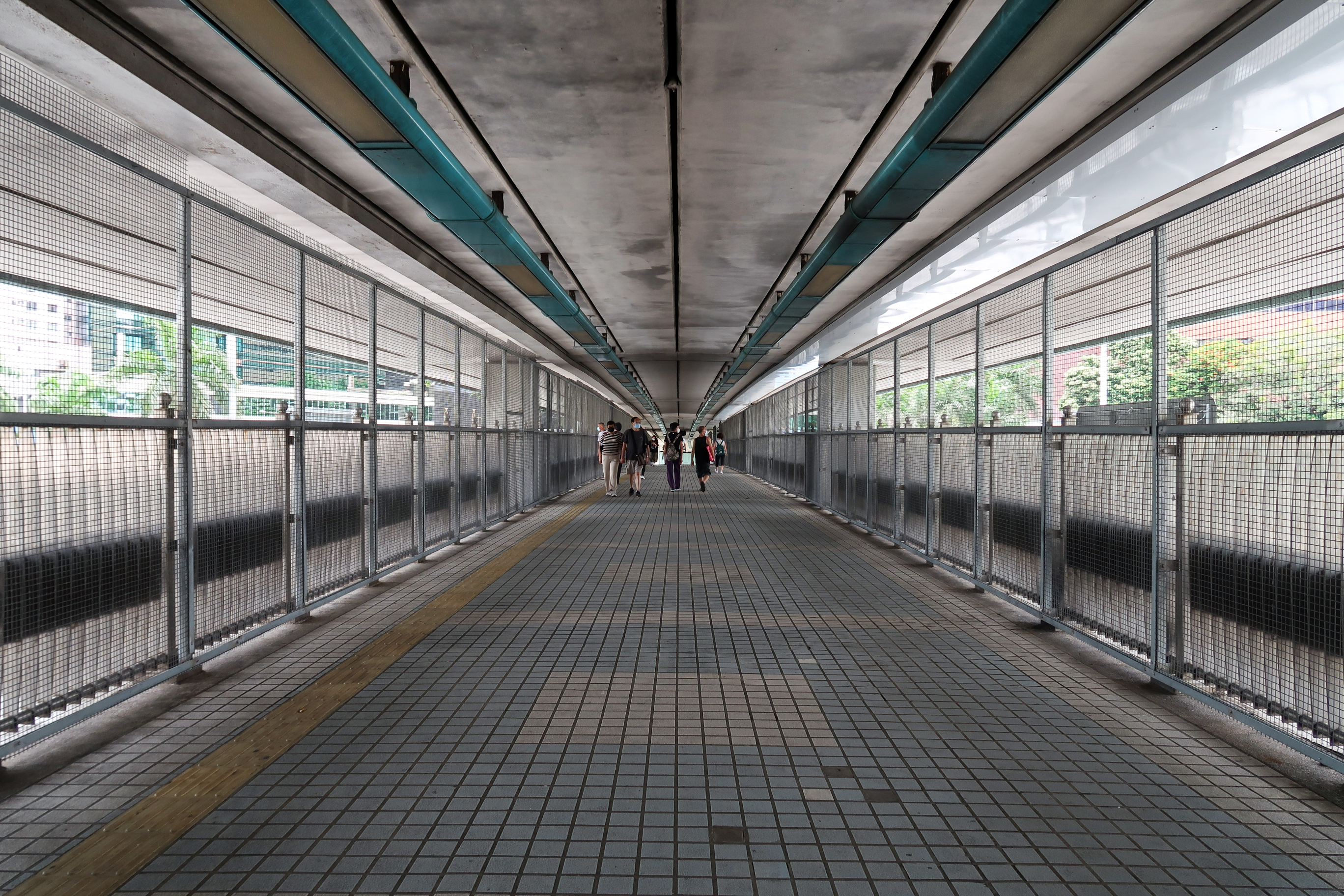
紅磡海底隧道收費廣場的一座天橋被加裝鐵網。示威期間，路政署在多座天橋的兩側架設臨時圍網，以防止有民眾從上拋擲雜物，試圖堵路的行為

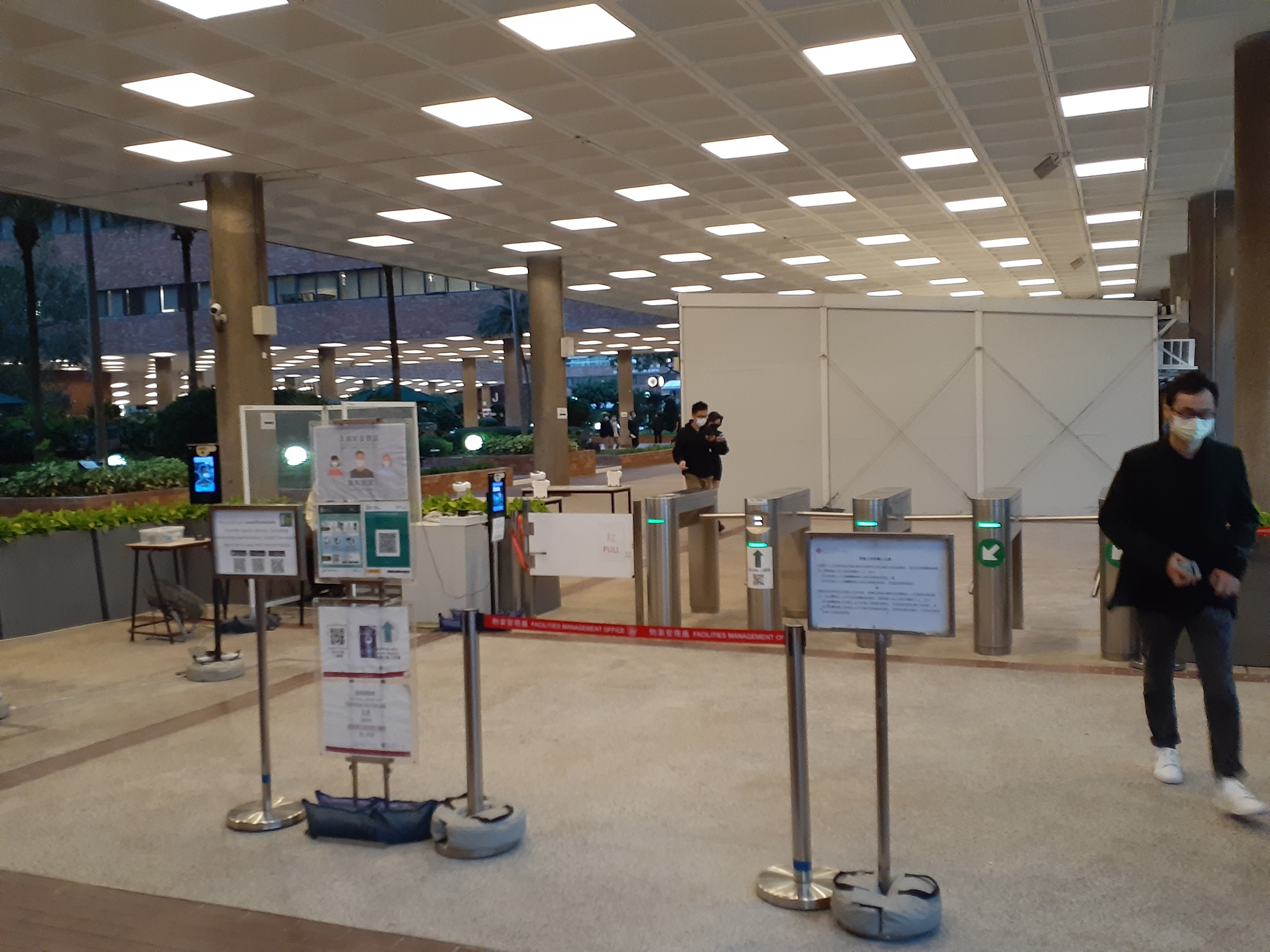
香港理工大學安裝閘機，只限教職員及學生進入

隨著香港多區出現示威抗議行動及衝突事件，社會氣氛持續緊張。澳洲、美國等31個國家因應局勢升級，發出或提高旅遊警示等級警示，而訪問香港的旅客跌幅亦擴大。在香港國際機場因抗議活動癱瘓關閉後，國際航空公司為大批乘客重新安排航班，中國民用航空局亦有相應部署。隨後，香港機場管理局取得法院頒發的臨時禁制令，禁止干擾機場正常營運；其客運大樓實施持機票才可進出的管制規定，並加強安全保障措施，直至2020年11月18日，才放寬客運大樓進出管制規定，容許市民出入客運大樓，而2022年更不設保安駐守，但仍禁止非正常使用機場人士出入，而臨時禁制令至今仍生效。
經過連月街頭衝突，政府城市工程上，變成以「防民」作為最大考慮。2019年12月起，多區的行人天橋設鐵網，警方否認曾要求其他部門加裝鐵絲網，但對措施表示支持。。而香港多間大學保安嚴格加強，不作對外開放，並安裝閘機，只限教職員及學生進入。運動事隔3年後，只有港大、浸大及嶺大容許公眾進入校園範圍，香港科技大學到2022年12月1日需疫苗通行證要求才能進入，而中大規定訪客入需登記身份證。理大和城大仍需由校內人士帶領及登記身份證才能進入校園。
與此同時，香港酒店業亦遭遇預訂暴跌的情況。在社會矛盾與動盪加劇以及前景不確定之下，移民諮詢機構發現香港人諮詢移民的興趣急遽上升，香港富人與居民也尋求向海外轉移資金。與此同時，選舉事務處表示新登記選民逾35萬人，創下香港回歸以來的紀錄。而根據香港大學李嘉誠醫學院公布2019年6月和7月的調查，疑似抑鬱症的比率上升至9.1%，比率創下10年新高。
但在房屋政策方面，此運動促使政府考慮重推已終止十多年的租者置其屋計劃（唯此政策將押後推出），並著手改善現存租置屋邨的出售安排，以平息民憤；此外，政府亦因而打算主動收回「棕地」，以增建更多公營房屋。
香港也對台灣政局有著巨大影響，前美國駐香港及澳門總領事楊甦棣分析稱，6月開始的多次衝突令更多臺灣人對中華人民共和國政府產生不信任感，間接令时任中華民國總統蔡英文民望自低谷反彈，勝出民進黨內總統初選。而其竞选对手——中國國民黨的韓國瑜因為對「反送中」遊行「不知情」的回應，不僅遭到支持反送中香港人的抵制，而且令國民黨的立場進退失據，民望下挫，进一步使蔡英文高票胜出2020年中華民國總統選舉而获得连任。

### 司法案件處理、刑罰提高
《明報》統計已審結的案件，發現從2019年6月至2022年4月，已經有最少31名被告須即時入獄，佔被定罪人數約84%（截至2022年），平均總刑期為1年，只有6人才獲判緩刑。美國喬治城大學法學院亞洲法中心香港法學人黎恩灝認為政府將未經批准的和平集會刑事化和被判監，與聯合國《第37號一般性意見》的指引背道而馳，反映控罪被「武器化」。另外在反修例運動案件中，有超過130名被告年齡不滿18歲，這些未成年的被告逾66%遭處監禁；但在英格蘭和威爾斯，2021年被定罪的未成年人中僅5%遭處監禁刑罰。
由於香港司法機構無法一時間處理所有案件，許多被拘捕的示威者在審判前已經被拘留好幾個月、或者一年以上。截至2023年一共有232人認罪，但當中有7成（163人）是在開審前認罪的，這些案件的檢控日期與開審時間相距1至3年左右；《法庭線》採訪過兩名曾被拘捕、並且認罪的示威者，他們表示認罪的主要原因是等候審判造成的心理壓力、還有定罪率過高。2024年6月，香港警察在理工大學衝突過去4年半後，重新拘捕、起訴5名涉案人士。律政司司長林定國表示，未被起訴的被捕者，大部分人已毋須續保，但不代表案件已經了結。
時任支聯會常委兼時任荃灣區議員趙恩來因在2020年6月4日到維園燃點燭光、參與和平集會而被判監禁8個月。他完成刑期時指，回想當時以為控罪與違例泊車一樣可以罰款處理，沒有想過要負上刑事責任，不知道反修例案件會愈判愈重。截至2024年，一共有655人罪成，當中有460人被判監禁3至5年，7人被判監6年或以上；被判監6年以上的被告分別來自元朗襲擊事件、佔領立法會以及理工大學衝突，刑期最高的是元朗襲擊事件中襲擊民眾的鄧懷琛（2項暴動罪；判監7年），其次則是佔領立法會案中的林錦均（1項暴動罪；判監6年10個月）。
「第二代美國隊長」馬俊文因在2020年8月至11月期間，在香港多次在示威活動中叫喊香港獨立口號、展示標語，被控一項「煽動他人分裂國家」罪。案件於2020年11月24日首次提堂，馬被拒保釋，其後一直還押；法官於2021年11月11日，判馬監禁5年9個月。他在2024年2月接獲懲教署通知，3月在行為良好減刑下可提早獲釋，惟其後因《維護國家安全條例》新安排，他未能獲釋，最遲延至2025年11月刑滿。

### 國安法下的影響

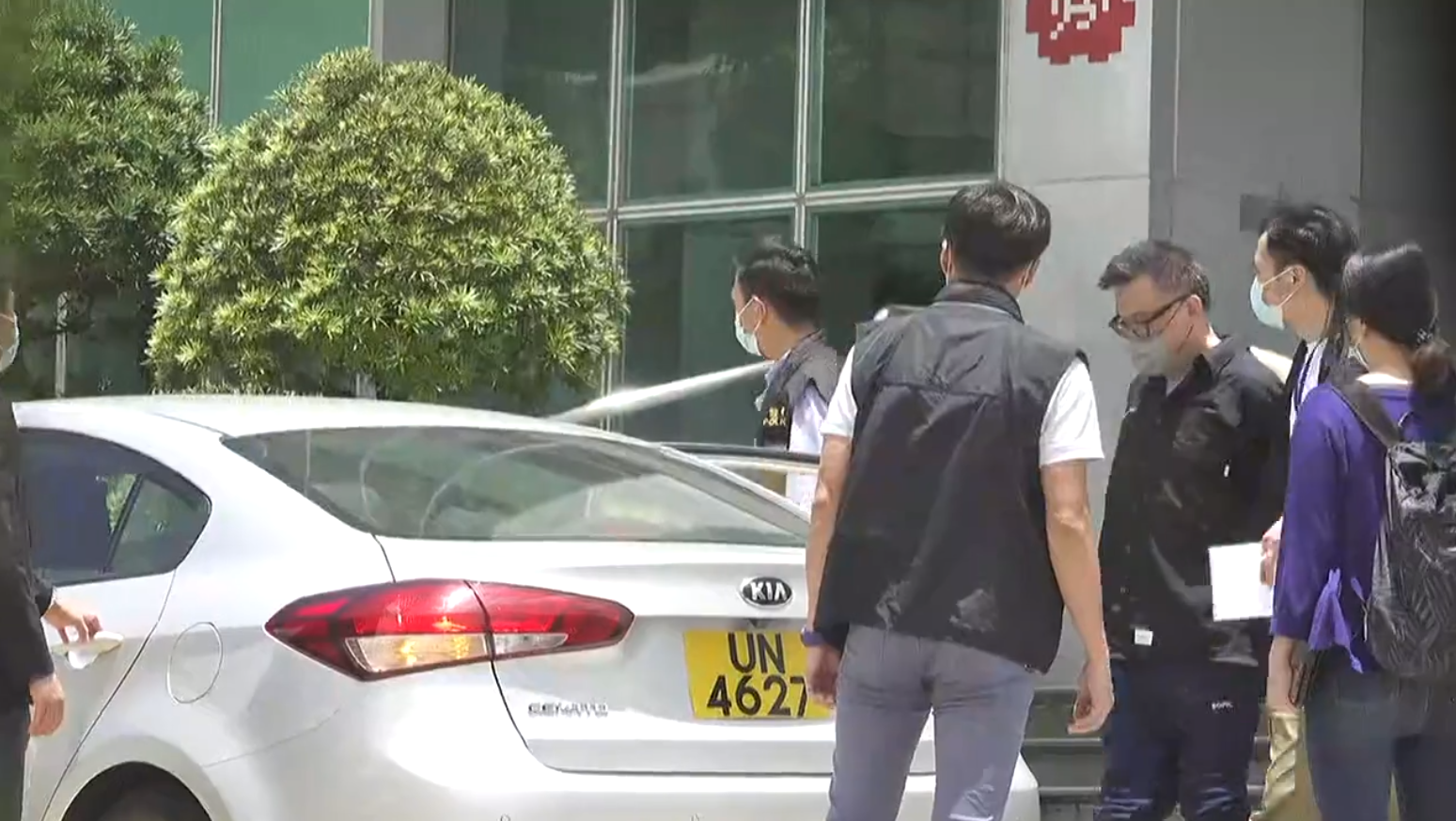
2021年6月17日，蘋果動新聞平台總監張志偉與警員進行搜證後離開

香港在2019年中旬发生反對逃犯條例修訂運動，美國通过《香港人權與民主法案》，建制派在区议会选举大败，内地与香港的关系愈发紧张：在這種情形下北京當局不再期望香港立法會完成“二十三條”本地立法工作，转由全国人大负责国家安全法规立法。《國安法》於2020年6月30日表決通過，同日以全國性法律形式納入《香港特別行政區基本法》附件三中，在香港特別行政區公佈實施。截至2022年2月24日，已有166人因國安法被捕。警方亦引用港區國安法凍結資產，導致《蘋果日報》停刊 ，《立場新聞》停止運作。到2021年底，已經有至少50個團體被迫解散，包括政黨、工會和宗教機構。
在教育方面，2021年2月4日，教育局向各中小學（包括特殊學校）發出通告，表示因應《國安法》實施，已更新課程指引及教學資源，以及要求學校落實具體措施，應對學生可能在校內或校外參與和發起具政治訊息的活動。如學生在校內叫口號和拉人鏈等，要立即勸止及提醒，指出如有懷疑涉及違法行為或有需要的話，可諮詢警區的警民關係主任，如遇嚴重或緊急情况甚至可「請即報警」，並「將涉嫌違法行為、人物和詳情作紀錄」。而電影方面，2021年6月11日，政府因應《港區國安法》實施，刊憲修訂《電影檢查條例》檢查員指引，即日生效。條文生效後，多套電影上映受阻。
另外，多間大學亦打壓學生會，不承認其地位。當中包括香港大學、香港城市大學、香港理工大學和嶺南大學。而51年歷史的香港中文大學學生會亦在2021年10月宣布解散。

### 示威浪潮
由於香港反修例示威者運用互聯網及中美貿易戰，引起國際社會對此事的關注，全球多國的抗議民眾亦相繼仿效香港示威者所採用之手法而形成黑群示威潮。
儘管抗爭原因不盡相同，西班牙支持加泰隆尼亞獨立運動的示威者於2019年10月曾參考香港示威者的做法，進行堵塞首府巴塞隆拿的機場、破壞當地地下鐵等活動。而香港和巴塞隆拿亦出現互相聲援對方的集會。
大批智利聖地亞哥學生因不滿聖地亞哥地鐵加價，當地於2019年10月出現2019－2020年智利示威，並出現拒付地鐵車資的「Evasion Masiva」行動，示威者於10月18日大肆破壞鐵路車站設施，促使總統皮涅拉宣佈聖地亞哥和市郊進入緊急狀態，同時暫緩票價調整。
2019年印尼學運、反抗滅絕及2020年美國乔治·弗洛伊德之死引发的示威活动、2020年泰國示威等抗議事件的示威者都表示從香港示威中汲取了經驗，尚有示威者使用了在香港示威中所用的裝備，《紐約時報》形容就如迷因般廣泛傳播。
2023年法國騷亂發生後，香港媒體人屈穎妍認爲，其與2019年香港修例風波有相似之處，參與者中均有大量未成年人。但「唯一不同，是全世界包括香港傳媒對這次法國暴亂的報道與形容」。

### 香港移民潮
2019年反修例運動及2020年全國人大通過《港區國安法》後，香港出現第五波移民潮。根據香港特首李家超2022年10月發表其任內首份《施政報告》，於官方渠道首次披露政府估算，過去兩年香港約有14萬勞動人口流失。

### 引用
1. ↑  林俊謙. . 2019-03-15  [2019-11-20]. （原始内容存档于2020-07-03） （中文（香港））.
2. ↑  . 政府新聞處. 2021-07-09  [2024-02-01] （中文）.
3. ↑  . 明報. 2019-08-18  [2019-09-01]. （原始内容存档于2019-09-13）.
4. ↑  . 立場新聞. 2020-05-23  [2020-05-24]. （原始内容存档于2020-05-29） （中文）.
5. ↑  . 自由電子報. 2019-09-24  [2019-10-22]. （原始内容存档于2019-10-22）.
6. ↑  . 明報.   [2019-10-22]. （原始内容存档于2019-10-10） （中文（香港））.
7. ↑  . 立場新聞 Stand News.   [2019-10-22]. （原始内容存档于2019-10-06）.
8. ↑  . 明報.   [2019-10-22]. （原始内容存档于2020-06-07） （中文（香港））.
9. ↑  Shao, Grace. . CNBC. 2019-07-29  [2019-07-29]. （原始内容存档于2019-07-29）.
10. ↑  . 端傳媒Initium Media. 2020-05-12  [2021-01-31]. （原始内容存档于2021-02-09） （中文（香港））.
11. ↑  Ramzy, Austin; Yu, Elaine. . The New York Times. 2020-05-21  [2020-09-20]. ISSN 0362-4331. （原始内容存档于2020-09-20） （美国英语）.
12. ↑  . 紫荆网新闻. 2020-08-18  [2021-08-30]. （原始内容存档于2021-10-19） （中文（香港））.
13. ↑  . 蘋果日報. 2020-04-09  [2020-04-09]. （原始内容存档于2020-05-09）.
14. ↑  . 香港政府. 2020-06-30  [2020-07-02]. （原始内容存档于2020-06-30）.
15. ↑  . BBC. 2020-05-28  [2020-11-25]. （原始内容存档于2021-02-16）.
16. ↑  . 蘋果日報. 2020-07-29  [2020-11-25]. （原始内容存档于2021-05-09）.
17. ↑  . Now新聞台. 2019-10-20  [2020-11-25]. （原始内容存档于2021-01-14）.
18. ↑  . 蘋果日報. 2020-01-17  [2020-11-05]. （原始内容存档于2021-06-22）.
19. ↑  . 蘋果日報. 2019-10-31  [2020-11-05]. （原始内容存档于2021-06-22）.
20. ↑  . 明報. 2020-10-28  [2020-11-05]. （原始内容存档于2021-06-22）.
21. ↑  . 香港電台. 2020-06-09  [2020-11-05]. （原始内容存档于2021-05-09）.
22. ↑  . 信報. 2020-04-28  [2020-11-25]. （原始内容存档于2021-05-09）.
23. ↑  湯惠芸. . 美國之音. 2020-06-30  [2020-11-05]. （原始内容存档于2021-05-09）.
24. ↑  . 立場新聞. 2020-08-10  [2020-11-05]. （原始内容存档于2021-06-22）.
25. ↑  . 香港01. 2020-10-27  [2020-11-05]. （原始内容存档于2021-05-09）.
26. ↑  . 蘋果日報. 2020-10-27  [2020-11-22]. （原始内容存档于2021-06-22）.
27. ↑  . 香港01. 2020-08-17  [2020-11-05]. （原始内容存档于2021-06-22）.
28. ↑  . BBC. 2020-07-31  [2020-11-05]. （原始内容存档于2021-05-09）.
29. ↑  頭條日報. . 2020-06-30  [2020-06-30]. （原始内容存档于2020-08-26） （中文（香港））.
30. ↑  . 香港01. 2020-06-30  [2020-07-31]. （原始内容存档于2020-08-26）.
31. ↑  .   [2021-11-21]. （原始内容存档于2021-11-21）.
32. ↑  . 立場新聞. 2021-10-03  [2021-10-03]. （原始内容存档于2021-11-27）.
33. ↑  . BBC. 2021-04-04  [2021-04-04]. （原始内容存档于2021-09-13）.
34. ↑  . 香港政府資訊中心. 2024-03-23 （中文）.
35. ↑  黃穎. . 英国广播公司. 2022-08-17  [2023-10-20]. （原始内容存档于2023-05-16） （中文）.
36. ↑  . Now新聞台. 2020-11-13  [2020-11-22]. （原始内容存档于2021-06-22）.
37. ↑  . news.rthk.hk.   [2019-11-01]. （原始内容存档于2019-10-24）.
38. ↑  . 澳洲生活网. 2019-07-21  [2020-07-30]. （原始内容存档于2020-08-06）.
39. ↑  . 环球网.   [2024-04-17] （中文（中国大陆））.
40. ↑  . 大纪元 www.epochtimes.com. 2020-07-20  [2022-02-15]. （原始内容存档于2022-02-15） （中文（简体））.
41. ↑  . 公民行動影音紀錄資料庫. 2020-04-27  [2024-01-20].
42. ↑  . 2019-06-09　聲明：工聯會強烈支持特區政府盡快修訂逃犯條例.   [2020-03-10]. （原始内容存档于2020-03-15）.
43. ↑  侨网. . （原始内容存档于2020-03-05） （中文（简体））.
44. ↑  中国青年网. . （原始内容存档于2020-03-05） （中文（简体））.
45. 1 2
46. ↑  梁文道. . 2019-07-28  [2023-07-09]. （原始内容存档于2023-06-12）.
47. ↑  121625551334730. . 壹週刊.   [2019-07-23]. （原始内容存档于2019-07-23）.
48. ↑  . 2019-07-24  [2023-06-11]. （原始内容存档于2019-07-23）.
49. ↑  . Macau Business.   [2020-10-13]. （原始内容存档于2021-02-16） （英语）.
50. ↑  . Apple Daily 蘋果日報.   [2019-11-08].[]
51. ↑  . Apple Daily 蘋果日報.   [2019-11-15].[]
52. ↑  . 香港01. 2019-11-14  [2019-11-14]. （原始内容存档于2020-08-26） （中文（香港））.
53. ↑  https://www.facebook.com/ETtoday. . www.ettoday.net. ETtoday新聞雲.   [2019-09-21]. （原始内容存档于2019-09-05）.
54. ↑  . Apple Daily 蘋果日報.   [2019-09-23]. （原始内容存档于2019-09-05）.
55. ↑  . Apple Daily 蘋果日報.   [2020-01-15]. （原始内容存档于2020-01-15）.
56. ↑  . 明報. 2020-04-20  [2020-04-20]. （原始内容存档于2020-04-22）.
57. ↑  . Apple Daily 蘋果日報.   [2020-03-28].[]
58. ↑  . 香港電台.   [2019-12-09]. （原始内容存档于2019-12-09） （中文（臺灣））.
59. ↑  . 明報. 2019-08-02  [2019-09-09]. （原始内容存档于2019-08-03）. 醫學界立法會議員陳沛然出席集會，他發言時表示，在示威活動負責急救工作期間，曾遇到一名路過現場的「路人甲」不慎被打穿頭部，但不敢到公立醫院求醫，因擔心被警方拘捕
60. ↑  . 信報即時新聞.   [2019-11-17]. （原始内容存档于2019-11-17）.
61. ↑  立法會二十二題：六至十一月行動中受傷的警務人員. 2019-12-04 [2025-05-10].（中文）
62. 1 2 3  . 法庭線. 2024-06-11  [2024-06-11] （中文）.
63. ↑  . South China Morning Post. 2019-10-21  [2020-01-04]. （原始内容存档于2020-01-13）.
64. ↑  巷仔口社會學. . 2019-08-31  [2023-09-23]. （原始内容存档于2023-09-29） （中文（臺灣））.
65. ↑  . 2019-08-23  [2023-09-23]. （原始内容存档于2020-08-26） （中文（繁體））.
66. ↑  . BBC. （原始内容存档于2020-07-20）.
67. ↑  . BBC News 中文. 2019-11-12  [2024-01-20]. （原始内容存档于2023-04-22） （中文（简体））.
68. ↑  . BBC News 中文. 2019-06-09  [2023-10-04]. （原始内容存档于2019-06-10） （中文（繁體））.
69. ↑  . BBC News 中文.   [2023-10-04]. （原始内容存档于2019-07-08） （中文（繁體））.
70. ↑  沙半山. . 香港01. 2019-06-23  [2023-10-23]. （原始内容存档于2023-06-08） （中文）.
71. ↑  . 端傳媒 Initium Media. 2019-06-12  [2023-10-04]. （原始内容存档于2023-08-25） （中文（繁體））.
72. ↑  . 明報新聞網 - 即時新聞 instant news.   [2023-10-04]. （原始内容存档于2023-10-29） （中文（繁體））.
73. ↑  . 英国广播公司. 2019-06-25  [2023-10-23]. （原始内容存档于2023-01-21） （中文）.
74. ↑  . 2019-10-05  [2023-10-23]. （原始内容存档于2022-08-17） （中文）.
75. ↑  . 政府新聞網. 2019-11-25  [2023-12-03]. （原始内容存档于2022-12-06） （中文）.
76. 1 2  . 英國廣播公司. 2019-11-25  [2023-12-03]. （原始内容存档于2019-12-01） （中文）.
77. ↑  陳嘉慧. . 香港01. 2019-11-25  [2023-12-03]. （原始内容存档于2019-12-15） （中文）.
78. ↑  张 建; 责任编辑：林华山.  (PDF). 统一战线学研究. 2020年, (01期)  [2021-06-13]. doi:10.13946/j.cnki.jcqis.2020.01.005. （原始内容存档 (PDF)于2021-06-13）.
79. ↑  孫明揚. . 灼見名家. 2019-11-27  [2020-02-18]. （原始内容存档于2020-02-20） （中文（香港））. 持續五個多月反修例示威雖然仍未落幕，但在區議會選舉中民主派大獲全勝之後，相信示威活動逐漸轉趨沉寂。
80. ↑  . 香港經濟日報.   [2020-02-18]. （原始内容存档于2020-02-18）. 區選的投票率破紀錄，又能順利完成，泛民派獲勝有助局勢降溫。另外，周六日的和平局面亦向海外媒體及觀察員示範，香港有機會維持平靜，因而利好大市。
81. ↑  . Yahoo TV. 2019-12-03  [2020-02-18]. （原始内容存档于2020-02-19） （中文（香港））. 區議會選舉一周後，並沒有讓香港局勢降溫，市民在過去的周末舉行多場集會，並遭到警方多次向遊行隊伍施放胡椒噴霧和催淚彈
82. ↑  . 立場新聞. 2020-02-21  [2020-04-22]. （原始内容存档于2020-05-09）.
83. ↑  . 立場新聞. 2020-03-01  [2020-04-22]. （原始内容存档于2020-05-09）.
84. ↑  . on.cc東網.   [2020-02-18]. （原始内容存档于2020-08-07） （中文（香港））.
85. ↑  . 蘋果日報. 2020-02-19  [2020-04-22]. （原始内容存档于2020-05-02）.
86. ↑  . 新頭殼. 2020-03-01  [2020-07-02]. （原始内容存档于2020-07-03） （中文（臺灣））.
87. ↑  . 香港電台. 2020-05-12  [2020-05-27]. （原始内容存档于2020-05-22） （中文（香港））.
88. ↑  . 英国广播公司. 2020-05-21  [2020-05-27]. （原始内容存档于2020-05-27） （中文（繁體））.
89. ↑  . 香港01. 2020-06-30  [2020-06-30]. （原始内容存档于2021-02-16）.
90. ↑  . 立場新聞. 2020-06-30  [2020-06-30]. （原始内容存档于2020-06-30）.
91. ↑  . 美國之音. 2020-05-26  [2020-05-27]. （原始内容存档于2021-02-16） （中文（香港））.
92. ↑  . 南華早報. 2020-05-23  [2020-05-27]. （原始内容存档于2021-02-16） （英语）.
93. ↑  . 香港電台. 2020-07-15  [2020-07-17]. （原始内容存档于2021-02-16）.
94. ↑  . 立場新聞. 2020-07-15  [2020-07-17]. （原始内容存档于2021-02-16）.
95. ↑  . 明報. 2023-01-04  [2023-01-04]. （原始内容存档于2023-01-05）.
96. ↑  . 香港電台. 2022-04-27  [2022-06-12]. （原始内容存档于2022-07-11）.
97. ↑  筆鋒. . 《亞洲週刊》. 2019-09-22, 第33卷 (第37期)  [2019-10-02].[]
98. ↑  . 蘋果新聞網. 2019-04-27  [2019-09-15]. （原始内容存档于2020-06-07）.
99. ↑  . 明報.   [2019-11-05]. （原始内容存档于2020-08-11） （中文（香港））.
100. ↑  楊志剛. . 明報.   [2019-11-16]. （原始内容存档于2019-11-16） （中文（香港））.
101. ↑  . 自由時報.   [2019-11-16]. （原始内容存档于2019-11-16） （中文（繁體））.
102. ↑  . Financial Times.   [2019-09-15]. （原始内容存档于2019-10-12）.
103. ↑  . 自由電子報. 2019-09-07  [2019-09-16]. （原始内容存档于2019-09-10）.
104. ↑  . 立場新聞 Stand News.   [2019-09-21]. （原始内容存档于2019-09-15）.
105. ↑  周保松. . 香港獨立媒體. 2019-09-28. （原始内容存档于2019-09-30）.
106. ↑  黃毓民. . 東方日報. 2019-07-12  [2023-01-19]. （原始内容存档于2020-11-26）.
107. ↑  Jen Kirby. . Vox. 2019-11-26  [2020-01-05]. （原始内容存档于2019-12-16）.
108. ↑  . euronews. 2019-09-15  [2019-09-16]. （原始内容存档于2019-09-18）.
109. ↑  . South China Morning Post. 2019-09-08  [2019-09-16]. （原始内容存档于2019-09-15）.
110. ↑  Jessie Yeung. . CNN. 2019-12-20  [2020-01-05]. （原始内容存档于2020-01-05）.
111. ↑  羅秉祥. . 立場新聞. 2019-07-15  [2020-04-20]. （原始内容存档于2020-04-22）.
112. ↑  . 香港政府新聞網. 2020-08-08  [2020-08-08]. （原始内容存档于2020-08-10）.
113. ↑  . www.xinhuanet.com.   [2019-11-05]. （原始内容存档于2019-11-05）.
114. ↑  . 人民網. 2019-07-24  [2019-09-15]. （原始内容存档于2021-11-01）.
115. ↑  . news.sina.com.cn. 2019-10-22  [2020-04-04]. （原始内容存档于2020-04-12）.
116. ↑  央视新闻. . b23.tv. 哔哩哔哩弹幕视频网.   [2020-04-05]. （原始内容存档于2023-12-05） （简体中文）.
117. ↑  CGTN. .   [2019-11-03]. （原始内容存档于2019-12-26）.
118. ↑  Garber, Jonathan. . FOXBusiness. 2019-10-31  [2019-11-03]. （原始内容存档于2019-11-03）.
119. ↑  三立新聞. .   [2019-11-03]. （原始内容存档于2019-12-21）.
120. ↑  . RFI - 法國國際廣播電台. 2019-10-09  [2020-02-18]. （原始内容存档于2020-02-18） （中文（繁體））.
121. ↑  . 東方日報.   [2019-12-21]. （原始内容存档于2019-12-21） （中文（香港））.
122. ↑  . 眾新聞.   [2019-12-20]. （原始内容存档于2019-12-19） （中文）.
123. ↑  国际日报 （印尼）. . www.guojiribao.com.   [2019-12-20]. （原始内容存档于2019-12-19）.
124. ↑  大公報. . www.takungpao.com.hk.   [2019-12-21]. （原始内容存档于2019-12-21）.
125. ↑  . 联合早报.   [2019-10-02]. （原始内容存档于2023-12-05）. 新华社今早（2日）发表题为《严正执法剜除暴力恶瘤》的评论
126. ↑  . 中國新聞網.   [2019-10-21]. （原始内容存档于2022-03-02） （中文（香港））.
127. 1 2 3  劉子維. . 英國廣播公司新聞網. 2019-03-24  [2019-08-24]. （原始内容存档于2019-11-29）.
128. 1 2 3  Daniel Victor和Tiffany May. . 《紐約時報》. 2019-06-19  [2019-08-24]. （原始内容存档于2019-08-07）.
129. 1 2 3 4  林祖偉. . 英國廣播公司新聞網. 2019-06-12  [2019-08-24]. （原始内容存档于2019-07-19）.
130. 1 2  李翰文. . 英國廣播公司新聞網. 2019-04-03  [2019-08-24]. （原始内容存档于2019-07-19）.
131. ↑  . 《明報》. 2019-07-17  [2019-08-17]. （原始内容存档于2019-07-17）.
132. 1 2  . 英國廣播公司新聞網. 2019-04-29  [2019-08-24]. （原始内容存档于2019-07-09）.
133. 1 2 3  李翰文. . 英國廣播公司新聞網. 2019-05-15  [2019-08-24]. （原始内容存档于2019-06-18）.
134. 1 2  Sue-Lin Wong和Nicolle Liu. . 《金融時報》. 2019-04-29  [2019-08-24]. （原始内容存档于2019-08-24）.
135. 1 2  Nicolle Liu. . 《金融時報》. 2019-05-24  [2019-08-24]. （原始内容存档于2019-08-24）.
136. ↑  . 蘋果日報 (香港). 2019-12-21  [2019-12-21]. （原始内容存档于2019-12-21） （中文（香港））.
137. ↑  . 路透社. 2019-12-21  [2019-12-21]. （原始内容存档于2019-12-20） （英语）.
138. ↑  . 法廣.   [2019-09-07]. （原始内容存档于2019-09-14）.
139. ↑  . www.upmedia.mg.   [2019-10-21]. （原始内容存档于2020-05-14）.
140. ↑  . 信報. 2019-06-15  [2021-03-06]. （原始内容存档于2021-05-09）.
141. ↑  Natasha Khan. . 《華爾街日報》. 2019-06-12  [2019-08-24]. （原始内容存档于2019-08-25）.
142. ↑  Jacky Wong. . 《華爾街日報》. 2019-06-12  [2019-08-24]. （原始内容存档于2019-08-25）.
143. ↑  法務部本部. . 法務部本部. 2019-06-15  [2019-10-03]. （原始内容存档于2020-07-13）.
144. ↑  法務部本部. . 法務部本部. 2019-06-14  [2019-10-03]. （原始内容存档于2019-10-03）.
145. ↑  林祖偉. . 英國廣播公司新聞網. 2019-06-10  [2019-08-24]. （原始内容存档于2019-09-11）.
146. ↑  艾莎. . 《紐約時報》. 2019-06-13  [2019-08-24]. （原始内容存档于2019-08-13）.
147. ↑  . 《明報》. 2019-07-18  [2019-08-17]. （原始内容存档于2019-07-19）.
148. 1 2  . 《明報》. 2019-06-07  [2019-08-24]. （原始内容存档于2021-08-29）.
149. ↑  Shawna Kwan、Carol Zhong和Nick Wadhams. . 《彭博商業周刊》. 2019-06-11  [2019-08-24]. （原始内容存档于2019-08-25）.
150. 1 2  . 英國廣播公司新聞網. 2019-06-14  [2019-08-24]. （原始内容存档于2019-07-04）.
151. ↑  黃偉國. . 英國廣播公司. 2014-08-12  [2024-02-26]. （原始内容存档于2023-11-19） （中文）.
152. 1 2 3  Andrew Higgins. . 《紐約時報》. 2019-08-15  [2019-08-24]. （原始内容存档于2019-08-19）.
153. ↑  凱思·布拉德徹（英语：Keith Bradsher）. . 《紐約時報》. 2019-06-13  [2019-08-24]. （原始内容存档于2019-08-26）.
154. ↑  黃奕霖. . 香港01. 2019-03-22  [2024-02-26]. （原始内容存档于2024-02-26） （中文）.
155. 1 2  黎逸銘. . 中國行政評論. 2020-09-01, 26 (3): 74  [2024-02-26]. doi:10.6635/cpar.202009_26(3).0003. （原始内容存档于2024-03-02）.
156. ↑  黎逸銘. . 中國行政評論. 2020-09-01, 26 (3): 84  [2024-02-26]. doi:10.6635/cpar.202009_26(3).0003. （原始内容存档于2024-03-02）.
157. ↑  Higgins, Andrew. . 紐約時報. 2019-08-15  [2024-02-26]. （原始内容存档于2023-11-03） （中文）.
158. ↑  林祖偉. . 英國廣播公司新聞網. 2019-04-01  [2019-08-24]. （原始内容存档于2023-08-06）.
159. ↑  馮兆音. . 英國廣播公司新聞網. 2019-06-20  [2019-08-24]. （原始内容存档于2019-10-04）.
160. ↑  王潔恩, 黃靜薇. . 香港01. 2018-01-18  [2024-02-26]. （原始内容存档于2020-01-11） （中文）.
161. ↑  Katrina Nicholas. . 《彭博商業周刊》. 2019-06-17  [2019-08-24]. （原始内容存档于2019-08-25）.
162. ↑  . 香港01. 2018-07-05  [2020-08-06]. （原始内容存档于2020-08-07）.
163. ↑  . 香港01. 2019-09-23  [2020-08-06]. （原始内容存档于2020-08-07）.
164. ↑  樂施會.  (PDF).   [2020-07-04]. （原始内容存档 (PDF)于2020-07-04）.
165. ↑  . 新华网.   [2020-07-04]. （原始内容存档于2019-10-25）.
166. ↑  . South China Morning Post.   [2020-07-04]. （原始内容存档于2020-05-22）.
167. ↑  Sheryl Tian Tong Lee. . 《彭博商業周刊》. 2019-07-31  [2019-08-24]. （原始内容存档于2019-08-15）.
168. ↑  . 香港經濟日報. 2015-06-26  [2025-03-14]. （原始内容存档于2023-05-20） （中文）.
169. ↑  陳志芬. . 英國廣播公司. 2015-01-13  [2025-03-14]. （原始内容存档于2019-08-03） （中文）.
170. ↑  . 《明報》. 2019-08-25  [2019-09-07]. （原始内容存档于2019-09-06）.
171. ↑  . 《香港經濟日報》. 2019-09-07  [2019-09-07]. （原始内容存档于2020-08-26）.
172. ↑  王兆陽. . 香港01. 2019-09-06  [2019-09-07]. （原始内容存档于2020-08-26）.
173. ↑  林佩怡. . 《香港經濟日報》. 2019-09-06  [2019-09-07]. （原始内容存档于2020-08-26）.
174. ↑  . 經濟通. 2019-08-27  [2019-09-07]. （原始内容存档于2019-08-30）.
175. ↑  黃宇翔. . 《亞洲週刊》. 2019-09-15, 第35卷 (第6期)  [2019-09-07]. （原始内容存档于2020-08-26）.
176. ↑  Chinmei Sung和Cindy Wang. . 《彭博商業周刊》. 2019-08-19  [2019-08-24]. （原始内容存档于2019-08-22）.
177. ↑  . 《明報》. 2019-08-23  [2019-08-24]. （原始内容存档于2020-08-26）.
178. 1 2  . 《明報》. 2019-08-10  [2019-08-17]. （原始内容存档于2019-08-10）.
179. ↑  . 《明報》. 2019-06-17  [2019-08-24]. （原始内容存档于2020-08-26）.
180. 1 2 3  . 《明報》. 2019-06-19  [2019-08-24]. （原始内容存档于2019-08-16）.
181. ↑  . 英國廣播公司新聞網. 2019-07-03  [2019-08-24]. （原始内容存档于2019-07-04）.
182. 1 2  赫海威和Amy Qin. . 《紐約時報》. 2019-08-13  [2019-08-24]. （原始内容存档于2019-08-22）.
183. ↑  Natasha Khan. . 《華爾街日報》. 2019-07-19  [2019-08-24]. （原始内容存档于2019-08-25）.
184. ↑  吳愛莉. . 《金融時報》. 2019-06-25  [2019-08-24]. （原始内容存档于2019-08-24）.
185. 1 2  Katherine Li和Mike Ives. . 《紐約時報》. 2019-08-06  [2019-08-24]. （原始内容存档于2019-08-27）.
186. 1 2 3 4  林祖偉. . 英國廣播公司新聞網. 2019-06-28  [2019-08-24]. （原始内容存档于2019-10-09）.
187. 1 2  . 英國廣播公司新聞網. 2019-08-23  [2019-08-24]. （原始内容存档于2020-08-26）.
188. 1 2  Mike Ives和Katherine Li. . 《紐約時報》. 2019-06-18  [2019-08-24]. （原始内容存档于2019-09-05）.
189. ↑  . 《明報》. 2019-06-22  [2019-08-24]. （原始内容存档于2019-08-27）.
190. 1 2 3 4  孟寶勒. . 《紐約時報》. 2019-07-29  [2019-08-24]. （原始内容存档于2019-08-23）.
191. ↑  Jinshan Hong. . 《彭博商業周刊》. 2019-08-19  [2019-08-24]. （原始内容存档于2019-08-26）.
192. ↑  斯影. . 英國廣播公司新聞網. 2019-08-08  [2019-08-24]. （原始内容存档于2019-08-11）.
193. ↑  . 《明報》. 2019-06-12  [2019-08-24]. （原始内容存档于2019-06-12）.
194. ↑  . 《明報》. 2019-07-11  [2019-08-24]. （原始内容存档于2019-08-27）.
195. ↑  . 《明報》. 2019-07-07  [2019-08-24]. （原始内容存档于2019-07-13）.
196. ↑  Daniel Victor. . 《紐約時報》. 2019-08-20  [2019-08-24]. （原始内容存档于2019-08-22）.
197. ↑  . 《明報》. 2019-06-30  [2019-08-24]. （原始内容存档于2019-08-27）.
198. ↑  . 《明報》. 2019-06-15  [2019-08-24]. （原始内容存档于2019-08-26）.
199. ↑  . 英國廣播公司新聞網. 2019-06-22  [2019-08-24]. （原始内容存档于2019-09-11）.
200. ↑  赫海威. . 《紐約時報》. 2019-06-21  [2019-08-24]. （原始内容存档于2019-08-15）.
201. 1 2  斯影. . 英國廣播公司新聞網. 2019-07-26  [2019-08-24]. （原始内容存档于2019-09-09）.
202. ↑  Audrey Jiajia Li. . 《紐約時報》. 2019-07-24  [2019-08-24]. （原始内容存档于2019-07-25）.
203. ↑  王霜舟. . 《紐約時報》. 2019-07-29  [2019-08-24]. （原始内容存档于2019-08-15）.
204. ↑  . BBC News 中文.   [2024-04-01]. （原始内容存档于2020-06-17） （中文（简体））.
205. ↑  . www.gov.cn.   [2024-04-01]. （原始内容存档于2024-07-10）.
206. ↑  . 美国之音. 2019-08-14  [2024-04-01]. （原始内容存档于2024-04-01） （中文）.
207. ↑  赫海威. . 《紐約時報》. 2019-07-02  [2019-08-24]. （原始内容存档于2019-08-23）.
208. ↑  . news.ifeng.com.   [2024-04-01]. （原始内容存档于2024-04-01） （中文）.
209. ↑  . www.guancha.cn.   [2024-04-01]. （原始内容存档于2024-04-01）.
210. ↑  John Lyons、Wenxin Fan和Steven Russolillo. . 《華爾街日報》. 2019-07-30  [2019-08-24]. （原始内容存档于2019-08-25）.
211. ↑  . 英國廣播公司新聞網. 2019-07-30  [2019-08-24]. （原始内容存档于2019-08-03）.
212. ↑  . 《明報》. 2019-08-07  [2019-08-24]. （原始内容存档于2019-08-08）.
213. ↑  Natasha Khan、Joyu Wang和Wenxin Fan. . 《華爾街日報》. 2019-06-17  [2019-08-24]. （原始内容存档于2019-08-25）.
214. ↑  Nicolle Liu和普麗姆羅絲·賴爾登. . 《金融時報》. 2019-08-01  [2019-08-24]. （原始内容存档于2019-08-25）.
215. 1 2 3  李立峯、鄧鍵一、袁瑋熙和鄭煒.  (PDF). 香港中文大學. 2019年8月  [2019-08-24]. （原始内容存档 (PDF)于2020-08-26）.
216. ↑  陳珏明、姚國雄、周詠雯和佘錦洪. . 《蘋果日報》. 2019-09-05  [2019-09-05]. （原始内容存档于2019-09-04）.
217. ↑  林樂兒. . 香港01. 2020-10-20  [2020-10-20]. （原始内容存档于2023-12-05） （中文（香港））.
218. ↑  蕭文軒. . 頭條日報 Headline Daily.   [2020-10-20] （中文（香港））.
219. ↑  . 《明報》. 2019-06-22  [2019-08-24]. （原始内容存档于2019-10-25）.
220. 1 2  . 《明報》. 2019-06-23  [2019-08-24]. （原始内容存档于2019-10-22）.
221. ↑  桑曉霓、黃淑琳和Nicolle Liu. . 《金融時報》. 2019-07-15  [2019-08-24]. （原始内容存档于2019-08-25）.
222. ↑  凱思·布拉德徹（英语：Keith Bradsher）. . 《紐約時報》. 2019-06-17  [2019-08-24]. （原始内容存档于2019-08-23）.
223. ↑  Steven Lee Myers. . 《紐約時報》. 2019-06-17  [2019-08-24]. （原始内容存档于2019-08-26）.
224. ↑  周禮希和劉螢諭. . 《香港經濟日報》. 2019-07-06: 李淇  [2019-08-24]. （原始内容存档于2019-08-24）.
225. ↑  . 《明報》. 2019-07-27  [2019-08-24]. （原始内容存档于2019-08-24）.
226. ↑  Nicolle Liu、普麗姆羅絲·賴爾登和李若瑟. . 《金融時報》. 2019-07-29  [2019-08-24]. （原始内容存档于2019-08-02）.
227. ↑  雷美珍. . 路透社. 2019-08-05  [2019-08-24]. （原始内容存档于2019-08-25）.
228. ↑  . 《明報》. 2019-06-25  [2019-08-24]. （原始内容存档于2019-06-29）.
229. ↑  . 《明報》. 2019-07-03  [2019-08-24]. （原始内容存档于2019-08-18）.
230. ↑  . 《明報》. 2019-06-11  [2019-08-17]. （原始内容存档于2019-06-11）.
231. ↑  . 《明報》. 2019-08-20  [2019-08-24]. （原始内容存档于2020-08-26）.
232. 1 2  林祖偉. . 英國廣播公司新聞網. 2019-07-25  [2019-08-24]. （原始内容存档于2019-07-31）.
233. ↑  Carol Zhong和Blake Schmidt. . 《彭博商業周刊》. 2019-06-14  [2019-08-24]. （原始内容存档于2019-08-25）.
234. ↑  . 《明報》. 2019-06-15  [2019-08-24]. （原始内容存档于2019-10-25）.
235. ↑  . 《明報》. 2019-06-24  [2019-08-24]. （原始内容存档于2019-06-24）.
236. ↑  . 《明報》. 2019-06-20  [2019-08-24]. （原始内容存档于2019-08-17）.
237. ↑  . 《明報》. 2019-08-08  [2019-08-24]. （原始内容存档于2019-08-18）.
238. ↑  . 《明報》. 2019-07-30  [2019-08-24]. （原始内容存档于2019-08-18）.
239. ↑  麥笛文. . 英國廣播公司新聞網. 2019-08-19  [2019-08-24]. （原始内容存档于2019-08-21）.
240. ↑  梁慧仪. . 路透社. 2019-07-25  [2019-08-24]. （原始内容存档于2019-08-25）.
241. 1 2  . 英國廣播公司新聞網. 2019-08-09  [2019-08-24]. （原始内容存档于2019-08-11）.
242. ↑  . 《香港經濟日報》. 2019-08-23  [2019-08-24]. （原始内容存档于2019-08-24）.
243. ↑  . 《明報》. 2019-08-25  [2019-08-27]. （原始内容存档于2019-08-26）.
244. ↑  . 《明報》. 2019-08-25  [2019-08-27]. （原始内容存档于2019-09-15）.
245. ↑  . 每日明報.   [2019-09-22]. （原始内容存档于2019-09-24）.
246. ↑  . BBC News. 2019-10-04  [2019-10-04]. （原始内容存档于2019-11-25）.
247. ↑  . 自由時報. 2019-10-04  [2019-10-04]. （原始内容存档于2019-10-14）.
248. ↑  .   [2021-02-18]. （原始内容存档于2023-12-05）.
249. ↑  . 明報. 2022-07-08  [2022-07-07]. （原始内容存档于2022-07-18）.
250. ↑  . 香港文匯網.   [2025-02-14]. （原始内容存档于2025-03-12） （zh-Hans-HK）.
251. ↑  . Now 新聞. 2024-10-28  [2025-02-14]. （原始内容存档于2024-12-13） （中文（香港））.
252. ↑  . 香港新聞社.   [2025-08-11] （美国英语）.
253. ↑  . 香港修例風波真相.   [2025-08-11]. （原始内容存档于2025-07-20） （tc）.
254. ↑  . 點新聞-dotdotnews.   [2025-08-13]. （原始内容存档于2025-07-24） （zh-Hans-HK）.
255. ↑  Manuel Baigorri、Benjamin Robertson和Moxy Ying. . 《彭博商業周刊》. 2019-06-14  [2019-08-24]. （原始内容存档于2019-08-18）.
256. ↑  黃淑琳和米強. . 《金融時報》. 2019-07-09  [2019-08-24]. （原始内容存档于2019-08-25）.
257. ↑  余敏欽. . 《香港經濟日報》. 2019-08-09  [2019-08-24]. （原始内容存档于2019-08-24）.
258. ↑  雷美珍. . 路透社. 2019-07-23  [2019-08-24]. （原始内容存档于2019-08-25）.
259. ↑  Ben Sharples. . 《彭博商業周刊》. 2019-07-23  [2019-08-24]. （原始内容存档于2019-08-15）.
260. ↑  Chuin-Wei Yap和Joyu Wang. . 《華爾街日報》. 2019-07-23  [2019-08-24]. （原始内容存档于2019-07-23）.
261. ↑  趙穎妍和袁諾曦. . 《香港經濟日報》. 2019-07-23  [2019-08-24]. （原始内容存档于2019-08-24）.
262. ↑  普麗姆羅絲·賴爾登. . 《金融時報》. 2019-07-29  [2019-08-24]. （原始内容存档于2019-08-02）.
263. ↑  Iain Marlow. . 《彭博商業周刊》. 2019-07-29  [2019-08-24]. （原始内容存档于2019-08-15）.
264. ↑  Alfred Liu. . 《彭博商業周刊》. 2019-08-09  [2019-08-24]. （原始内容存档于2019-08-26）.
265. ↑  彭博社. . 《彭博商業周刊》. 2019-08-14  [2019-08-24]. （原始内容存档于2019-08-26）.
266. ↑  周禮希和陳韻妍. . 《香港經濟日報》. 2019-08-16  [2019-08-24]. （原始内容存档于2019-08-24）.
267. ↑  劉螢諭. . 《香港經濟日報》. 2019-08-16  [2019-08-24]. （原始内容存档于2019-08-24）.
268. ↑  Frances Yoon. . 《華爾街日報》. 2019-08-14  [2019-08-24]. （原始内容存档于2019-08-25）.
269. ↑  彭博社. . 《彭博商業周刊》. 2019-08-15  [2019-08-24]. （原始内容存档于2019-08-26）.
270. ↑  Eli Binder. . 《華爾街日報》. 2019-08-20  [2019-08-24]. （原始内容存档于2019-08-25）.
271. ↑  雷美珍. . 路透社. 2019-08-16  [2019-08-24]. （原始内容存档于2019-08-25）.
272. ↑  宿泱韫. . 路透社. 2019-08-19  [2019-08-24]. （原始内容存档于2019-08-25）.
273. ↑  Kyunghee Park. . 《彭博商業周刊》. 2019-08-23  [2019-08-24]. （原始内容存档于2019-08-26）.
274. ↑  Raymond Zhong和Tiffany May. . 《紐約時報》. 2019-08-12  [2019-08-24]. （原始内容存档于2019-08-23）.
275. ↑  唐·溫蘭和吳愛莉. . 《金融時報》. 2019-08-23  [2019-08-24]. （原始内容存档于2019-08-25）.
276. ↑  梁慧仪. . 路透社. 2019-08-22  [2019-08-24]. （原始内容存档于2019-08-22）.
277. ↑  . 香港01. 2023-08-08  [2023-08-08]. （原始内容存档于2023-08-10）.
278. ↑  . 《明報》. 2019-06-14  [2019-08-24]. （原始内容存档于2019-07-16）.
279. ↑  . 《明報》. 2019-06-15  [2019-08-24]. （原始内容存档于2019-08-17）.
280. ↑  . 《明報》. 2019-06-24  [2019-08-24]. （原始内容存档于2019-08-17）.
281. ↑  李淇和劉螢諭. . 《香港經濟日報》. 2019-06-18  [2019-08-24]. （原始内容存档于2019-08-24）.
282. ↑  . 《明報》. 2019-07-06  [2019-08-24]. （原始内容存档于2019-07-06）.
283. ↑  彭焯煒. . 《香港經濟日報》. 2019-07-06  [2019-08-24]. （原始内容存档于2019-08-24）.
284. ↑  雲昇. . 英國廣播公司新聞網. 2019-07-17  [2019-08-24]. （原始内容存档于2019-08-14）.
285. ↑  Daniel Victor、Amy Qin和Tiffany May. . 《紐約時報》. 2019-07-08  [2019-08-24]. （原始内容存档于2019-08-22）.
286. ↑  . 英國廣播公司新聞網. 2019-07-09  [2019-08-24]. （原始内容存档于2019-07-11）.
287. ↑  . 《明報》. 2019-06-22  [2019-08-24]. （原始内容存档于2019-07-09）.
288. ↑  . 《明報》. 2019-08-03  [2019-08-17]. （原始内容存档于2019-08-17）.
289. ↑  Mike Ives和艾莎. . 《紐約時報》. 2019-06-14  [2019-08-24]. （原始内容存档于2019-08-26）.
290. ↑  Mike Ives. . 《紐約時報》. 2019-06-25  [2019-08-24]. （原始内容存档于2019-08-23）.
291. 1 2  林祖偉. . 英國廣播公司新聞網. 2019-07-16  [2019-08-24]. （原始内容存档于2019-07-16）.
292. ↑  . 英國廣播公司新聞網. 2019-08-18  [2019-08-24]. （原始内容存档于2019-08-21）.
293. ↑  Mike Ives和Katherine Li. . 《紐約時報》. 2019-06-20  [2019-08-24]. （原始内容存档于2019-08-15）.
294. ↑  . 《明報》. 2019-08-16  [2019-08-24]. （原始内容存档于2019-08-18）.
295. ↑  . 蘋果日報. 2020-01-04  [2020-03-28]. （原始内容存档于2020-04-12）.
296. ↑  葉紹堅和彭焯煒. . 《香港經濟日報》. 2019-06-15  [2019-08-24]. （原始内容存档于2019-08-24）.
297. ↑  Chun Han Wong. . 《華爾街日報》. 2019-08-17  [2019-08-24]. （原始内容存档于2019-08-25）.
298. ↑  周禮希和劉螢諭. . 《香港經濟日報》. 2019-06-15  [2019-08-24]. （原始内容存档于2019-08-24）.
299. ↑  吳愛莉和Nicolle Liu. . 《金融時報》. 2019-07-03  [2019-08-24]. （原始内容存档于2019-08-24）.
300. ↑  Chun Han Wong. . 《華爾街日報》. 2019-07-03  [2019-08-24]. （原始内容存档于2019-08-25）.
301. ↑  Jeremy Page. . 《華爾街日報》. 2019-07-26  [2019-08-24]. （原始内容存档于2019-08-25）.
302. ↑  馬思潭. . 《金融時報》. 2019-07-24  [2019-08-24]. （原始内容存档于2019-08-02）.
303. ↑  錫達思·什里坎斯和馬思潭. . 《金融時報》. 2019-07-29  [2019-08-24]. （原始内容存档于2019-08-02）.
304. ↑  周禮希. . 《香港經濟日報》. 2019-07-30  [2019-08-24]. （原始内容存档于2019-08-24）.
305. ↑  乔艳红. . 路透社. 2019-07-29  [2019-08-24]. （原始内容存档于2019-08-25）.
306. ↑  乔艳红. . 路透社. 2019-07-29  [2019-08-24]. （原始内容存档于2019-08-25）.
307. ↑  . 《明報》. 2019-07-30  [2019-08-24]. （原始内容存档于2019-07-30）.
308. ↑  儲百亮和王霜舟. . 《紐約時報》. 2019-07-30  [2019-08-24]. （原始内容存档于2019-08-14）.
309. ↑  Natasha Khan. . 《華爾街日報》. 2019-06-18  [2019-08-24]. （原始内容存档于2019-08-25）.
310. ↑  Eva Dou. . 《華爾街日報》. 2019-07-31  [2019-08-24]. （原始内容存档于2019-08-25）.
311. ↑  沈燕. . 路透社. 2019-08-06  [2019-08-24]. （原始内容存档于2019-08-25）.
312. ↑  Keith Bradsher和Amy Qin. . 《紐約時報》. 2019-06-18  [2019-08-24]. （原始内容存档于2019-08-26）.
313. ↑  . 英國廣播公司新聞網. 2019-07-29  [2019-08-24]. （原始内容存档于2019-08-09）.
314. ↑  Steven Lee Myers. . 《紐約時報》. 2019-07-25  [2019-08-24]. （原始内容存档于2019-08-23）.
315. ↑  Stephen Tan和Sheryl Tian Tong Lee. . 《彭博商業周刊》. 2019-08-07  [2019-08-24]. （原始内容存档于2019-08-26）.
316. ↑  . 《明報》. 2019-08-08  [2019-08-24]. （原始内容存档于2019-08-14）.
317. ↑  Eva Dou. . 《華爾街日報》. 2019-08-09  [2019-08-24]. （原始内容存档于2019-08-25）.
318. ↑  . 《香港經濟日報》. 2019-08-13  [2019-08-24]. （原始内容存档于2019-08-24）.
319. ↑  Chun Han Wong. . 《華爾街日報》. 2019-08-13  [2019-08-24]. （原始内容存档于2019-08-25）.
320. ↑  宿泱韫. . 路透社. 2019-08-12  [2019-08-24]. （原始内容存档于2019-08-25）.
321. ↑  . 《香港經濟日報》. 2019-09-07  [2019-09-07]. （原始内容存档于2020-08-26）.
322. ↑  . 《明報》. 2019-09-07  [2019-09-07]. （原始内容存档于2020-08-26）.
323. ↑  Marc Champion和Stuart Biggs. . 《彭博商業周刊》. 2019-08-16  [2019-08-24]. （原始内容存档于2019-08-26）.
324. ↑  李军. . 路透社. 2019-08-06  [2019-08-24]. （原始内容存档于2019-08-25）.
325. ↑  Andrew Higgins. . 《紐約時報》. 2019-08-09  [2019-08-24]. （原始内容存档于2019-08-23）.
326. ↑  Eva Dou、Natasha Khan和Wenxin Fan. . 《華爾街日報》. 2019-08-13  [2019-08-24]. （原始内容存档于2019-08-25）.
327. ↑  Karen Leigh. . 《彭博商業周刊》. 2019-08-16  [2019-08-24]. （原始内容存档于2019-08-26）.
328. ↑  詹姆斯·布利茨. . 《金融時報》. 2019-07-04  [2019-08-24]. （原始内容存档于2019-08-24）.
329. ↑  Steven Lee Myers和赫海威. . 《紐約時報》. 2019-08-19  [2019-08-24]. （原始内容存档于2019-08-23）.
330. ↑  . 路透社. 2019-08-14  [2019-08-24]. （原始内容存档于2019-08-25）.
331. ↑  Cathy Chan和Manuel Baigorri. . 《彭博商業周刊》. 2019-08-15  [2019-08-24]. （原始内容存档于2019-08-26）.
332. ↑  Raymond Zhong. . 《紐約時報》. 2019-08-16  [2019-08-24]. （原始内容存档于2019-08-23）.
333. ↑  Lulu Yilun Chen、Fion Li和Steven Yang. . 《彭博商業周刊》. 2019-08-15  [2019-08-24]. （原始内容存档于2019-08-26）.
334. ↑  Nicolle Liu和馬思潭. . 《金融時報》. 2019-08-19  [2019-08-24]. （原始内容存档于2019-08-25）.
335. ↑  呂佳蓉、汪莉絹. . 《聯合報》. 2019-11-01  [2019-11-01]. （原始内容存档于2020-05-19）.
336. ↑  . 《BBC中文》. 2019-10-31  [2019-11-01]. （原始内容存档于2019-11-01）.
337. ↑  . Xinhuanet.com. 2019-11-06  [2019-11-19]. （原始内容存档于2019-11-15）.
338. ↑  . Xinhuanet.com. 2019-11-14  [2019-11-19]. （原始内容存档于2019-11-15）.
339. ↑  . 新华网. 2019-12-16  [2019-12-16]. （原始内容存档于2019-12-17）.
340. ↑  . 東方日報. 2019-12-16  [2019-12-16]. （原始内容存档于2020-01-18）.
341. ↑  . 明報. 2023-04-15  [2023-04-15]. （原始内容存档于2023-06-04）.
342. ↑  . news.rthk.hk.   [2025-07-14]. （原始内容存档于2025-07-15）.
343. 1 2  林祖偉和李翰文. . 英國廣播公司新聞網. 2019-07-16  [2019-08-24]. （原始内容存档于2019-07-17）.
344. ↑  Jinshan Hong和Lisa Du. . 《彭博商業周刊》. 2019-07-10  [2019-08-24]. （原始内容存档于2019-08-26）.
345. ↑  . 《人民日报海外版》. 2019-09-10  [2019-09-22]. （原始内容存档于2019-09-22）.
346. ↑  屈颖妍. . news.sina.com.cn. 2019-08-26  [2019-09-18]. （原始内容存档于2019-08-26）.
347. 1 2  . 2019-07-08  [2019-09-18]. （原始内容存档于2019-07-10）.
348. 1 2  苒苒. . 英國廣播公司新聞網. 2019-07-19  [2019-08-24]. （原始内容存档于2019-10-04）.
349. ↑  黃淑琳和Qianer Liu. . 《金融時報》. 2019-06-26  [2019-08-24]. （原始内容存档于2019-08-24）.
350. ↑  袁莉. . 《紐約時報》. 2019-07-02  [2019-08-24]. （原始内容存档于2019-08-21）.
351. ↑  Chun Han Wong和Eva Dou. . 《華爾街日報》. 2019-07-24  [2019-08-24]. （原始内容存档于2019-08-25）.
352. ↑  James T. Areddy. . 《華爾街日報》. 2019-08-21  [2019-08-24]. （原始内容存档于2019-08-25）.
353. ↑  Steven Lee Myers和孟寶勒. . 《紐約時報》. 2019-08-14  [2019-08-24]. （原始内容存档于2019-08-23）.
354. ↑  斯影. . 英國廣播公司新聞網. 2019-08-17  [2019-08-24]. （原始内容存档于2020-02-21）.
355. ↑  Kate Conger. . 《紐約時報》. 2019-08-20  [2019-08-24]. （原始内容存档于2019-08-21）.
356. ↑  袁莉. . 《紐約時報》. 2019-08-21  [2019-08-24]. （原始内容存档于2019-08-24）.
357. ↑  . 英國廣播公司新聞網. 2019-06-21  [2019-08-24]. （原始内容存档于2019-08-22）.
358. ↑  . 英國廣播公司新聞網. 2019-08-19  [2019-08-24]. （原始内容存档于2019-08-21）.
359. ↑  Sarah Frier. . 《彭博商業周刊》. 2019-08-20  [2019-08-24]. （原始内容存档于2019-08-26）.
360. ↑  Robert McMillan和Maria Armental. . 《華爾街日報》. 2019-08-20  [2019-08-24]. （原始内容存档于2019-08-25）.
361. ↑  Josh Beckerman. . 《華爾街日報》. 2019-08-23  [2019-08-24]. （原始内容存档于2019-08-23）.
362. ↑  Eric Chan. . Engadget. 2019-08-24  [2019-08-24]. （原始内容存档于2019-08-25）.
363. ↑  . 凤凰网引环球时报. 2019-08-20  [2019-10-20]. （原始内容存档于2019-10-19）.
364. ↑  . 《香港經濟日報》. 2019-07-25  [2019-08-24]. （原始内容存档于2019-08-24）.
365. ↑  彭博社. . 《彭博商業周刊》. 2019-08-15  [2019-08-24]. （原始内容存档于2019-08-26）.
366. ↑  Eric Chan. . Engadget. 2019-06-13  [2019-08-24]. （原始内容存档于2019-08-25）.
367. ↑  叶蓝. . 环球网. 中国网. 2019-04-02.
368. ↑  观察者网. . 新浪网. 2019-06-13  [2021-01-27]. （原始内容存档于2021-02-16）.
369. ↑  . 信報財經新聞. 2019-11-15  [2019-11-15]. （原始内容存档于2020-08-07）.
370. ↑  .   [2023-10-18]. （原始内容存档于2023-10-29）.
371. ↑  . 環球網. 2019-11-13  [2019-11-13]. （原始内容存档于2019-11-13）.
372. ↑  . 香港經濟日報. 2019-11-13  [2019-11-13]. （原始内容存档于2019-11-13）.
373. ↑  央视新闻.  (视频). 哔哩哔哩动画. 2019-11-15. （原始内容存档于2020-08-07） （粵語）.
374. ↑  . 人民日报. 2019-12-03  [2020-05-25]. （原始内容存档于2020-06-07） （中文（中国大陆））.
375. ↑  Lin Chia-nan. . Taipei Times. 2019-12-14  [2020-05-25]. （原始内容存档于2020-06-07） （英语）.
376. ↑  彭博社. . 《彭博商業周刊》. 2019-06-13  [2019-08-24]. （原始内容存档于2019-08-18）.
377. ↑  Derek Wallbank. . 《彭博商業周刊》. 2019-08-02  [2019-08-24]. （原始内容存档于2019-08-15）.
378. ↑  梁慧仪. . 路透社. 2019-08-02  [2019-08-24]. （原始内容存档于2019-08-25）.
379. ↑  Vivian Salama. . 《華爾街日報》. 2019-08-01  [2019-08-24]. （原始内容存档于2019-08-25）.
380. ↑  David Harrison、Katy Stech Ferek和Andrew Restuccia. . 《華爾街日報》. 2019-08-19  [2019-08-24]. （原始内容存档于2019-08-25）.
381. ↑  . 路透社. 2019-08-15  [2019-08-24]. （原始内容存档于2019-08-15）.
382. ↑  Joshua Gallu. . 《彭博商業周刊》. 2019-08-16  [2019-08-24]. （原始内容存档于2019-08-26）.
383. ↑  Andrew Restuccia. . 《華爾街日報》. 2019-08-19  [2019-08-24]. （原始内容存档于2019-08-25）.
384. ↑  Vivian Salama和Alex Leary. . 《華爾街日報》. 2019-08-16  [2019-08-24]. （原始内容存档于2019-08-25）.
385. ↑  馬佩君. . 《香港經濟日報》. 2019-08-16  [2019-08-24]. （原始内容存档于2019-08-24）.
386. ↑  . 《香港經濟日報》. 2019-08-16  [2019-08-24]. （原始内容存档于2019-08-24）.
387. ↑  彭博社. . 《彭博商業周刊》. 2019-08-14  [2019-08-24]. （原始内容存档于2019-08-26）.
388. ↑  詹姆斯·波利提. . 《金融時報》. 2019-06-14  [2019-08-24]. （原始内容存档于2019-08-24）.
389. ↑  劉螢諭. . 《香港經濟日報》. 2019-06-15  [2019-08-24]. （原始内容存档于2019-08-24）.
390. ↑  . 英國廣播公司新聞網. 2019-08-09  [2019-08-24]. （原始内容存档于2019-08-11）.
391. ↑  Iain Marlow和Dandan Li. . 《彭博商業周刊》. 2019-08-09  [2019-08-24]. （原始内容存档于2019-08-26）.
392. ↑  . 英國廣播公司新聞網. 2019-07-04  [2019-08-24]. （原始内容存档于2019-09-11）.
393. ↑  Isabel Reynolds和Emi Nobuhiro. . 《彭博商業周刊》. 2019-06-28  [2019-08-24]. （原始内容存档于2019-08-25）.
394. ↑  李宗憲. . 英國廣播公司新聞網. 2019-06-10  [2019-08-24]. （原始内容存档于2019-07-13）.
395. ↑  . 今日新聞. 2019-09-29  [2019-10-14]. （原始内容存档于2020-08-26）.
396. ↑  . 《香港經濟日報》. 2019-06-10  [2019-08-24]. （原始内容存档于2019-08-18）.
397. ↑  . 《明報》. 2019-06-10  [2019-08-24]. （原始内容存档于2019-08-17）.
398. ↑  . 《明報》. 2019-06-17  [2019-08-24]. （原始内容存档于2019-08-17）.
399. ↑  Jason Scott. . 《彭博商業周刊》. 2019-07-24  [2019-08-24]. （原始内容存档于2019-08-15）.
400. ↑  . 《明報》. 2019-07-25  [2019-08-24]. （原始内容存档于2019-08-26）.
401. ↑  Amy Chang Chien. . 《紐約時報》. 2019-08-20  [2019-08-24]. （原始内容存档于2019-08-24）.
402. ↑  鄭仲嵐. . 英國廣播公司新聞網. 2019-08-08  [2019-08-24]. （原始内容存档于2019-08-10）.
403. ↑  李宗憲. . 英國廣播公司新聞網. 2019-08-06  [2019-08-24]. （原始内容存档于2020-08-26）.
404. ↑  Philip Wen和Mike Cherney. . 《華爾街日報》. 2019-08-24  [2019-08-24]. （原始内容存档于2019-08-25）.
405. ↑  彭琤琳. . 香港01. 2019-08-03  [2023-05-18]. （原始内容存档于2019-10-14） （中文（香港））.
406. ↑  . www.master-insight.com. 2021-01-14  [2023-05-18]. （原始内容存档于2023-06-04） （美国英语）.
407. ↑  . 《星洲日報》. 2019-10-04  [2020-05-19]. （原始内容存档于2020-08-07）.
408. ↑  . 《當今大馬》. 2019-10-04  [2020-05-19]. （原始内容存档于2020-08-07）.
409. ↑  . 頭條日報 Headline Daily.   [2019-11-05]. （原始内容存档于2020-08-10）.
410. ↑  . 立場新聞. 2019-11-22  [2019-11-28]. （原始内容存档于2019-11-27）.
411. ↑  . 香港01. 2019-11-22  [2019-11-23]. （原始内容存档于2020-01-27）.
412. ↑  . 蘋果日報. 2020-05-28  [2020-05-27]. （原始内容存档于2020-08-26）.
413. ↑  .   [2020-05-27]. （原始内容存档于2020-05-27）.
414. ↑  . 香港電台. 2020-05-30  [2020-06-30]. （原始内容存档于2020-06-21）.
415. ↑  . 立場新聞. 2020-05-30  [2020-06-30]. （原始内容存档于2020-06-16）.
416. ↑  年代向錢看2020年9月18日播出 （页面存档备份，存于） (9:14開始)
417. ↑  香港01. .   [2019-08-10]. （原始内容存档于2019-08-11）.
418. ↑  . The Public's Radio. 2019-06-13  [2019-07-02]. （原始内容存档于2019-06-22）.
419. ↑  . 2019-08-13  [2019-08-28]. （原始内容存档于2019-08-15）.
420. ↑  香港電台. .   [2019-08-15]. （原始内容存档于2019-08-15）.
421. ↑  . 《南华早报》. 2019-10-16  [2019-10-19]. （原始内容存档于2019-10-19）.
422. ↑  梁中勝, 梁敏琪. . 端傳媒. 2019-07-26  [2020-06-01]. （原始内容存档于2019-08-02）.
423. ↑  Raymond Zhong. . 紐約時報中文網. 紐約時報. 2019-08-15  [2019-08-27]. （原始内容存档于2020-08-24）.
424. ↑  彭博社. . 《彭博商業周刊》. 2019-07-17  [2019-08-24]. （原始内容存档于2019-08-26）.
425. ↑  吳愛莉. . 《金融時報》. 2019-07-04  [2019-08-24]. （原始内容存档于2019-08-25）.
426. ↑  Steven Russolillo和Joanne Chiu. . 《華爾街日報》. 2019-08-02  [2019-08-24]. （原始内容存档于2019-08-25）.
427. ↑  . 《香港經濟日報》. 2019-06-13  [2019-08-24]. （原始内容存档于2019-08-24）.
428. ↑  余敏欽. . 《香港經濟日報》. 2019-08-13  [2019-08-24]. （原始内容存档于2019-08-24）.
429. ↑  James Mayger. . 《彭博商業周刊》. 2019-07-31  [2019-08-24]. （原始内容存档于2019-08-15）.
430. ↑  梁慧仪. . 路透社. 2019-08-16  [2019-08-24]. （原始内容存档于2019-08-25）.
431. ↑  梁慧仪. . 路透社. 2019-07-03  [2019-08-24]. （原始内容存档于2019-08-25）.
432. ↑  梁慧仪. . 路透社. 2019-07-31  [2019-08-24]. （原始内容存档于2019-08-25）.
433. ↑  Shawna Kwan. . 《彭博商業周刊》. 2019-06-13  [2019-08-24]. （原始内容存档于2019-08-18）.
434. ↑  . 《香港經濟日報》. 2019-06-13  [2019-08-24]. （原始内容存档于2019-08-24）.
435. ↑  . 《香港經濟日報》. 2019-06-13  [2019-08-24]. （原始内容存档于2019-08-24）.
436. ↑  . 《明報》. 2019-08-31  [2019-08-31]. （原始内容存档于2019-08-31）.
437. ↑  葉泳珊、蘇穎琪和姚慧儀. . 《香港經濟日報》. 2019-08-31  [2019-08-31]. （原始内容存档于2019-08-31）.
438. ↑  Cathy Chan. . 《彭博商業周刊》. 2019-08-23  [2019-08-24]. （原始内容存档于2019-08-26）.
439. ↑  許世豪. . 《香港01》. 2019-10-02  [2019-11-24]. （原始内容存档于2019-12-17）.
440. ↑  . 政府新聞網. 2019-11-01  [2020-01-03]. （原始内容存档于2020-01-03）.
441. ↑  . topick.hket.com.   [2020-10-19]. （原始内容存档于2021-02-16）.
442. ↑  . www.msn.com.   [2020-10-19]. （原始内容存档于2020-11-19）.
443. ↑  頭條日報. . 頭條日報 Headline Daily.   [2020-10-19]. （原始内容存档于2021-02-03） （中文（香港））.
444. ↑  林樂謙. . 《香港01》. 2019-12-02  [2020-01-03]. （原始内容存档于2020-01-03）.
445. ↑  翟梓謙. . 《香港01》. 2020-01-03  [2020-02-13]. （原始内容存档于2020-02-13）.
446. ↑  Shawna Kwan. . 《彭博商業周刊》. 2019-08-20  [2019-08-24]. （原始内容存档于2019-08-26）.
447. ↑  Shawna Kwan. . 《彭博商業周刊》. 2019-08-18  [2019-08-24]. （原始内容存档于2019-08-25）.
448. ↑  . 明報新聞網. 2020-01-15  [2020-05-20]. （原始内容存档于2020-08-26）.
449. ↑  . The BTN Group. 2019-09-12  [2019-09-13]. （原始内容存档于2019-09-13）.
450. ↑  黃瑞黎和Raymond Zhong. . 《紐約時報》. 2019-08-19  [2019-08-24]. （原始内容存档于2019-08-24）.
451. ↑  Jinshan Hong. . 《彭博商業周刊》. 2019-07-17  [2019-08-24]. （原始内容存档于2019-08-25）.
452. ↑  麥德銘和周禮希. . 《香港經濟日報》. 2019-08-10  [2019-08-24]. （原始内容存档于2019-08-24）.
453. ↑  . 《明報》. 2019-08-09  [2019-08-24]. （原始内容存档于2019-08-10）.
454. ↑  Alfred Liu. . 《彭博商業周刊》. 2019-08-15  [2019-08-24]. （原始内容存档于2019-08-26）.
455. ↑  . 《明報》. 2019-08-17  [2019-08-17]. （原始内容存档于2019-08-17）.
456. ↑  黃淑琳和安德魯·埃奇克利夫-約翰遜. . 《金融時報》. 2019-08-08  [2019-08-24]. （原始内容存档于2019-08-25）.
457. ↑  . 《華爾街日報》. 2019-08-21  [2019-08-24]. （原始内容存档于2019-08-25）.
458. ↑  Anupreeta Das和Stella Yifan Xie. . 《華爾街日報》. 2019-08-23  [2019-08-24]. （原始内容存档于2019-08-23）.
459. ↑  . 路透社. 2019-08-20  [2019-08-24]. （原始内容存档于2019-08-25）.
460. ↑  Raymond Zhong. . 《紐約時報》. 2019-08-15  [2019-08-24]. （原始内容存档于2020-08-24）.
461. ↑  Sofia Horta e Costa. . 《彭博商業周刊》. 2019-08-12  [2019-08-24]. （原始内容存档于2019-08-25）.
462. ↑  陳韻妍和袁諾曦. . 《香港經濟日報》. 2019-08-13  [2019-08-24]. （原始内容存档于2019-08-24）.
463. ↑  黎煥成. . 《香港經濟日報》. 2019-08-06  [2019-08-24]. （原始内容存档于2019-08-24）.
464. ↑  余敏欽. . 《香港經濟日報》. 2019-09-07  [2019-09-07]. （原始内容存档于2020-08-26）.
465. ↑  鍾綺敏. . 《香港經濟日報》. 2019-07-23  [2019-08-24]. （原始内容存档于2019-08-24）.
466. ↑  . 《香港經濟日報》. 2019-06-14  [2019-08-24]. （原始内容存档于2019-08-24）.
467. ↑  彭焯煒. . 《香港經濟日報》. 2019-09-07  [2019-09-07]. （原始内容存档于2020-08-26）.
468. ↑  張偉倫. . 香港01. 2019-09-16  [2019-09-17]. （原始内容存档于2020-08-26）.
469. ↑  . 明報. 2020-01-21  [2020-01-21]. （原始内容存档于2020-08-07）.
470. ↑  董永年. . 路透社. 2019-08-13  [2019-08-24]. （原始内容存档于2019-08-25）.
471. ↑  . 《華爾街日報》. 2019-08-13  [2019-08-24]. （原始内容存档于2019-08-25）.
472. ↑  . 路透社. 2019-08-13  [2019-08-24]. （原始内容存档于2019-08-25）.
473. ↑  Anna Isaac和Steven Russolillo. . 《華爾街日報》. 2019-08-14  [2019-08-24]. （原始内容存档于2019-08-25）.
474. ↑  莫亦熙. . 《香港經濟日報》. 2019-09-05  [2019-08-24]. （原始内容存档于2019-09-05）.
475. ↑  . 《明報》. 2019-09-05  [2019-08-24]. （原始内容存档于2020-08-26）.
476. ↑  陳韻妍. . 《香港經濟日報》. 2019-09-05  [2019-08-24]. （原始内容存档于2019-09-05）.
477. ↑  . 《香港經濟日報》. 2019-09-05  [2019-08-24]. （原始内容存档于2019-09-05）.
478. ↑  . 《香港經濟日報》. 2019-09-05  [2019-08-24]. （原始内容存档于2019-09-05）.
479. ↑  林祖偉. . BBC. 2019-10-31  [2019-11-01]. （原始内容存档于2019-11-01）.
480. ↑  . on.cc東網.   [2019-11-11]. （原始内容存档于2019-08-06） （中文（香港））.
481. ↑  . news.rthk.hk.   [2019-11-11]. （原始内容存档于2019-11-11） （中文（臺灣））.
482. ↑  . 《香港新聞網》. 2019-12-31  [2020-01-03]. （原始内容存档于2020-01-03）.
483. ↑  . 《香港經濟日報》. 2020-01-03  [2020-01-03]. （原始内容存档于2020-01-03）.
484. ↑  何敬熹. . 香港01. 2020-03-17  [2020-03-18]. （原始内容存档于2020-03-18） （中文（香港））.
485. ↑  . rthk. 2021-03-14  [2021-08-26]. （原始内容存档于2021-05-02） （中文（香港））.
486. ↑  文維廣. . 香港01. 2022-09-08  [2023-07-05]. （原始内容存档于2023-07-05） （中文（香港））.
487. ↑  Samuel Jaberg. . 瑞士资讯. 2019-11-25  [2020-03-22]. （原始内容存档于2020-03-22） （中文（简体））.
488. ↑  . 《明報》. 2019-12-24  [2020-01-03]. （原始内容存档于2020-01-03）.
489. ↑  . 明報. 2020-01-20  [2020-02-01]. （原始内容存档于2020-02-01）.
490. ↑  . 明報. 2020-01-20  [2020-03-26]. （原始内容存档于2020-04-05）.
491. ↑  何瑞芬. . 香港01. 2024-06-08  [2024-07-23]. （原始内容存档于2025-03-19） （中文（香港））.
492. ↑  . BBC News 中文. 2019-08-15  [2023-12-16]. （原始内容存档于2024-02-14） （中文（繁體））.
493. ↑  . 紫荊. 2024-01-06  [2024-07-22]. （原始内容存档于2024-07-26） （英语）.
494. ↑  呂諾君. . 香港01. 2020-03-13  [2020-10-03]. （原始内容存档于2020-07-13）.
495. ↑  梁慧仪. . 路透社. 2019-08-05  [2019-08-24]. （原始内容存档于2019-08-25）.
496. ↑  孔繁栩、黃廸雯和余睿菁. . 香港01. 2019-08-28  [2019-08-24]. （原始内容存档于2019-08-28）.
497. ↑  Chris Bourke. . 《彭博商業周刊》. 2019-08-07  [2019-08-24]. （原始内容存档于2019-08-26）.
498. ↑  Natasha Khan. . 《華爾街日報》. 2019-08-12  [2019-08-24]. （原始内容存档于2019-08-25）.
499. ↑  . 《明報》. 2019-08-09  [2019-08-24]. （原始内容存档于2019-08-10）.
500. ↑  王霜舟和Gerry Mullany. . 《紐約時報》. 2019-08-12  [2019-08-24]. （原始内容存档于2019-08-22）.
501. ↑  William Boston、Mike Bird和Austen Huffordg. . 《華爾街日報》. 2019-08-13  [2019-08-24]. （原始内容存档于2019-08-25）.
502. ↑  李军. . 路透社. 2019-08-13  [2019-08-24]. （原始内容存档于2019-08-25）.
503. ↑  彭博社. . 《彭博商業周刊》. 2019-08-14  [2019-08-24]. （原始内容存档于2019-08-26）.
504. ↑  吳愛莉和普麗姆羅絲·賴爾登. . 《金融時報》. 2019-08-14  [2019-08-24]. （原始内容存档于2019-08-25）.
505. ↑  . 《明報》. 2019-08-15  [2019-08-24]. （原始内容存档于2020-08-26）.
506. ↑  梁慧仪. . 路透社. 2019-08-14  [2019-08-24]. （原始内容存档于2019-08-25）.
507. ↑  Preetika Rana. . 《華爾街日報》. 2019-08-14  [2019-08-24]. （原始内容存档于2019-08-25）.
508. ↑  梁慧仪. . 路透社. 2019-08-23  [2019-08-24]. （原始内容存档于2019-08-25）.
509. ↑  . am730. 2020-11-19  [2023-01-15]. （原始内容存档于2023-01-15）.
510. ↑  . 立場新聞. 2019-12-30  [2020-05-09]. （原始内容存档于2020-05-10）.
511. ↑  . 香港01. 2022-11-01  [2022-11-23]. （原始内容存档于2022-11-23）.
512. ↑  彭博社. . 《彭博商業周刊》. 2019-08-15  [2019-08-24]. （原始内容存档于2019-08-26）.
513. ↑  Natalie Wong和Shawna Kwan. . 《彭博商業周刊》. 2019-07-17  [2019-08-24]. （原始内容存档于2019-08-25）.
514. ↑  吳愛莉. . 《金融時報》. 2019-06-24  [2019-08-24]. （原始内容存档于2019-08-25）.
515. ↑  Chanyaporn Chanjaroen和Alfred Liu. . 《彭博商業周刊》. 2019-07-13  [2019-08-24]. （原始内容存档于2019-08-18）.
516. ↑  Steven Russolillo、Joanne Chiu和Eli Binder. . 《華爾街日報》. 2019-08-19  [2019-08-24]. （原始内容存档于2019-08-25）.
517. ↑  雷美珍. . 路透社. 2019-06-13  [2019-08-24]. （原始内容存档于2019-08-25）.
518. ↑  . 《明報》. 2019-07-12  [2019-08-24]. （原始内容存档于2019-07-29）.
519. ↑  . 《明報》. 2019-07-12  [2019-08-17]. （原始内容存档于2019-07-12）.
520. ↑  . 東方日報. 2019-07-30  [2019-08-18]. （原始内容存档于2019-07-30）.（繁體中文）
521. ↑  . 自由時報電子報.   [2019-08-28]. （原始内容存档于2019-08-18）.
522. ↑  . 自由亞洲電台.   [2019-06-11]. （原始内容存档于2019-06-11）.
523. ↑  顏振凱. . 風傳媒. 2019-06-11  [2019-10-18]. （原始内容存档于2019-09-18）.
524. ↑  . BBC News 中文. 2020-05-20  [2022-03-04]. （原始内容存档于2022-03-04） （中文（简体））.
525. ↑  Welle (www.dw.com), Deutsche. . DW.COM.   [2022-03-04]. （原始内容存档于2022-03-04） （中文（中国大陆））.
526. ↑  . 明報. 2022-04-18  [2022-04-17]. （原始内容存档于2022-05-26）.
527. ↑  . 中央廣播電台. 2023-11-01  [2024-07-23]. （原始内容存档于2023-11-05） （中文）.
528. ↑  . 報導者. 2020-01-06  [2024-07-23]. （原始内容存档于2023-12-11） （中文）.
529. ↑  . 法庭線. 2023-12-28  [2024-07-23]. （原始内容存档于2024-06-22） （中文）.
530. ↑  . 法庭線. 2023-12-28  [2024-07-23]. （原始内容存档于2024-02-29） （中文）.
531. ↑  凌逸德. . 香港01. 2024-06-26  [2024-07-23]. （原始内容存档于2024-09-14） （中文）.
532. ↑  . 法國國際廣播電台. 2024-06-27  [2024-07-23]. （原始内容存档于2024-07-26） （中文）.
533. ↑  . Now TV. 2024-06-27  [2024-07-23] （中文）.
534. ↑  . 明報. 2022-04-18  [2022-04-17]. （原始内容存档于2022-05-26）.
535. ↑  . 法庭線. 2024-03-28  [2024-07-23]. （原始内容存档于2024-06-11） （中文）.
536. ↑  . Yahoo News. 2024-06-24  [2024-07-23]. （原始内容存档于2024-07-26） （中文（香港））.
537. ↑  . Now 新聞. 2024-06-27  [2024-07-23] （中文（香港））.
538. ↑  Gary Cheung. . South China Morning Post. 2020-05-21  [2020-05-21]. （原始内容存档于2020-05-21） （英语）.
539. ↑  . 明報. 2021-02-05  [2021-02-05]. （原始内容存档于2021-02-05）.
540. ↑  . 紐約時報中文網. 2021-08-02  [2022-04-15]. （原始内容存档于2022-05-25）.
541. ↑  . 聯合報. 2021-10-07  [2022-04-15]. （原始内容存档于2022-05-26）.
542. ↑  . 立場新聞.   [2019-10-18]. （原始内容存档于2019-10-19）.
543. ↑  弗林. . Rfi.fr.   [2019-11-19]. （原始内容存档于2019-10-28）.
544. ↑  . Dw.com. 2016-10-24  [2019-11-19]. （原始内容存档于2019-10-28）.
545. ↑  《智利人民反抗贏了一仗 （页面存档备份，存于）》（立場新聞，龐一鳴專欄，2019年10月20日）
546. ↑  . 明報新聞網 - 每日明報 daily news.   [2020-02-23]. （原始内容存档于2020-02-20）.
547. ↑  . 頭條日報. 2020-06-01  [2020-06-03]. （原始内容存档于2020-06-03） （中文）.
548. ↑  Ma, Tracy; Shutler, Natalie; Bromwich, Jonah Engel; O’Neill, Shane. . The New York Times. 2020-07-31  [2020-08-01]. ISSN 0362-4331. （原始内容存档于2020-08-01） （美国英语）.
549. ↑  . www.hkcna.hk.   [2023-07-04]. （原始内容存档于2023-07-04）.
550. ↑  .   [2023年5月23日]. （原始内容存档于2023年6月20日）.
551. ↑  高天佑. . 信报财经新闻. 2020-03-04.

## 延伸閱讀
- 端傳媒. . 台灣: 春山出版. ISBN 9789869849777.
- 田飛龍. . 香港: 新民主出版社. 2020-06-12. ISBN 9789623360166.

## 外部連結
- 「反逃犯條例修訂示威」現場調查報告 （页面存档备份，存于），香港中文大學新聞及傳播學院 （繁體中文）
- The Revolt of Hong Kong: China's freest city fights for its future ，路透社專題網站 （英文）（页面存档备份，存于）
- 2019年逃犯及刑事事宜相互法律協助法例(修訂)條例草案 （繁體中文）（页面存档备份，存于）

## 導航
- Template:香港逃犯條例爭議
- Template:香港雙普選
- Template:中華人民共和國民主運動
- Template:示威与抗议